# Харьковский метрополитен
Ха́рьковский метрополите́н (Ха́рьковское метро́) (укр. Ха́рківський метрополіте́н, Ха́рківське метро́) — рельсовый внеуличный (преимущественно подземный) городской общественный электротранспорт, находящийся в Харькове, 6-й по дате открытия метрополитен в СССР после метро Москвы, Санкт-Петербурга, Киева, Тбилиси и Баку, 6-й по длине линий метрополитен в СССР после метро Москвы, Санкт-Петербурга, Киева, Ташкента и Минска и 2-й по дате открытия и длине линий в УССР, по обоим показателям после метро Киева. Харьковское метро — 52-е в мире по интенсивности использования (на 2024 год), 113-е в мире и 34-е в Европе по длине эксплуатируемых линий (на 2018 год). Харьковский метрополитен эксплуатирует КП «Харьковский метрополитен» (укр. Комунальне підприємство «Харківський метрополітен»).
Первая линия — Холодногорско-Заводская — открылась 22 августа 1975 года, в момент запуска насчитывала 8 станций, имела длину почти 10,4 км и шла от станции «Холодная Гора» (ранее — «Улица Свердлова») до станции «Турбоатом» (ранее — «Московский проспект»). На 2024 год метро состоит из 3 линий длиной 38 км с 30 станциями.
К 2031 году, по планам городского правительства, должны были быть построены ещё 11 станций и 26 километра линий.
Самая глубокая станция Харьковского метрополитена — «Ярослава Мудрого» (глубина заложения — 35 метров).
С 17 марта по 24 мая 2020 года метрополитен не работал в связи с пандемией COVID-19.
С начала войны вход сделан бесплатным, используется как бомбоубежище (при этом с 24 мая 2022 года возобновился ход поездов). С сентября 2022 года неоднократно приостанавливал работу из-за перебоев с электроэнергией вследствие ракетных обстрелов.

## Общая информация

### Структура метрополитена
Харьковский метрополитен введён в эксплуатацию 22 августа 1975 года. Общая эксплуатационная длина линий (между осями крайних станций) составляет 38,45 км, с учётом оборотных тупиков — 40,97 км. На 2022 год Харьковское метро насчитывает 30 станций, которые располагаются на трёх линиях:

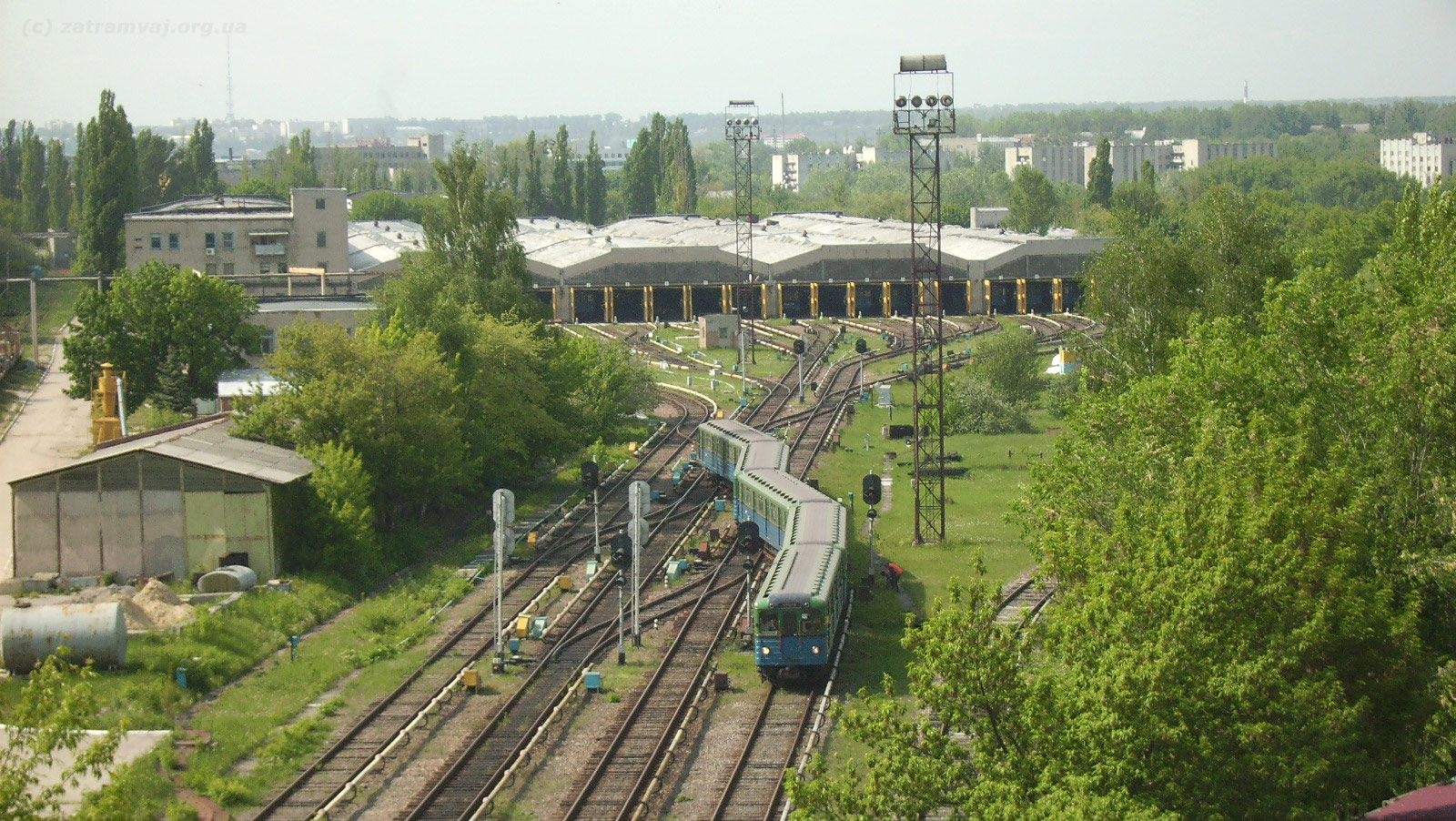
Электродепо «Немышлянское»

- Холодногорско-Заводская (укр. Холодногірсько-Заводська) (ранее Свердловско-Заводская (укр. Свердловсько-Заводська));
- Салтовская линия (укр. Салтівська);
- Алексеевская линия (укр. Олексіївська).

 
В составе метрополитена действуют электродепо ТЧ-1 «Немышлянское» (ранее — «Московское») и ТЧ-2 «Салтовское». На стадии строительства третье — ТЧ-3 «Алексеевское».

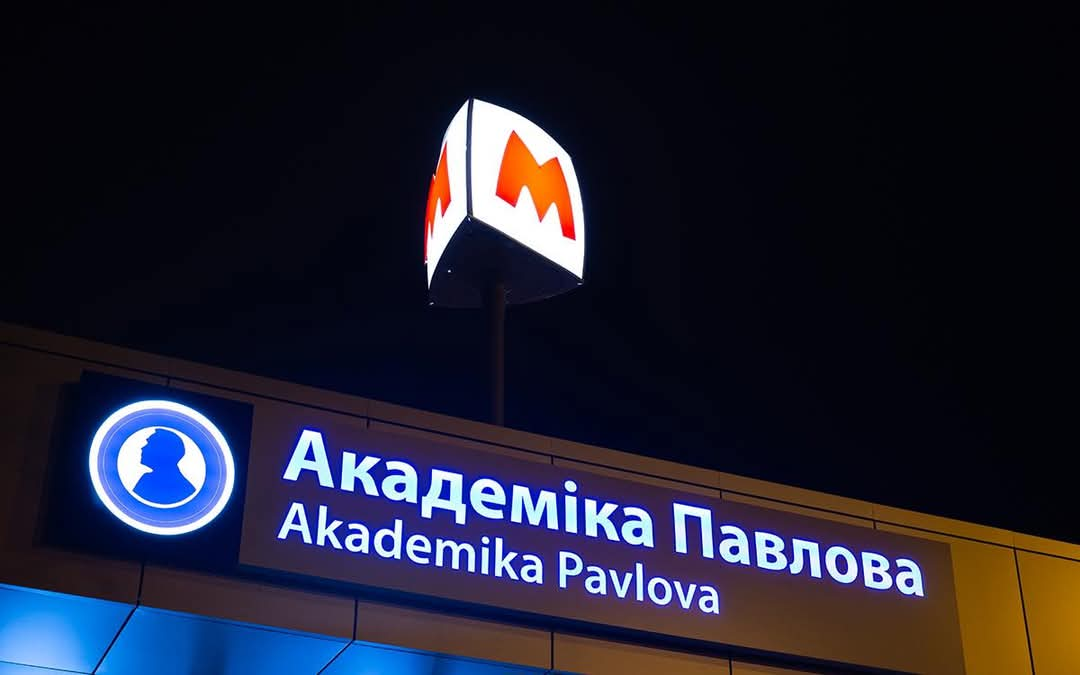
Входной знак станции Харьковского метро

В метрополитене действует линейная система движения поездов с тремя пересадочными станциями. На всех трёх ныне действующих линиях эксплуатируются электропоезда, составленные из пяти вагонов.
Эксплуатантом является коммунальное предприятие «Харьковский метрополитен», созданное в 2009 году путём реорганизации из государственного предприятия «Харьковский метрополитен». Источниками финансирования являются основная (перевозка пассажиров) и непрофильная деятельность (предоставление в аренду площадей и рекламных мест), а также субвенции и компенсации из городского и государственного бюджетов.

### Пассажиропоток и интервалы

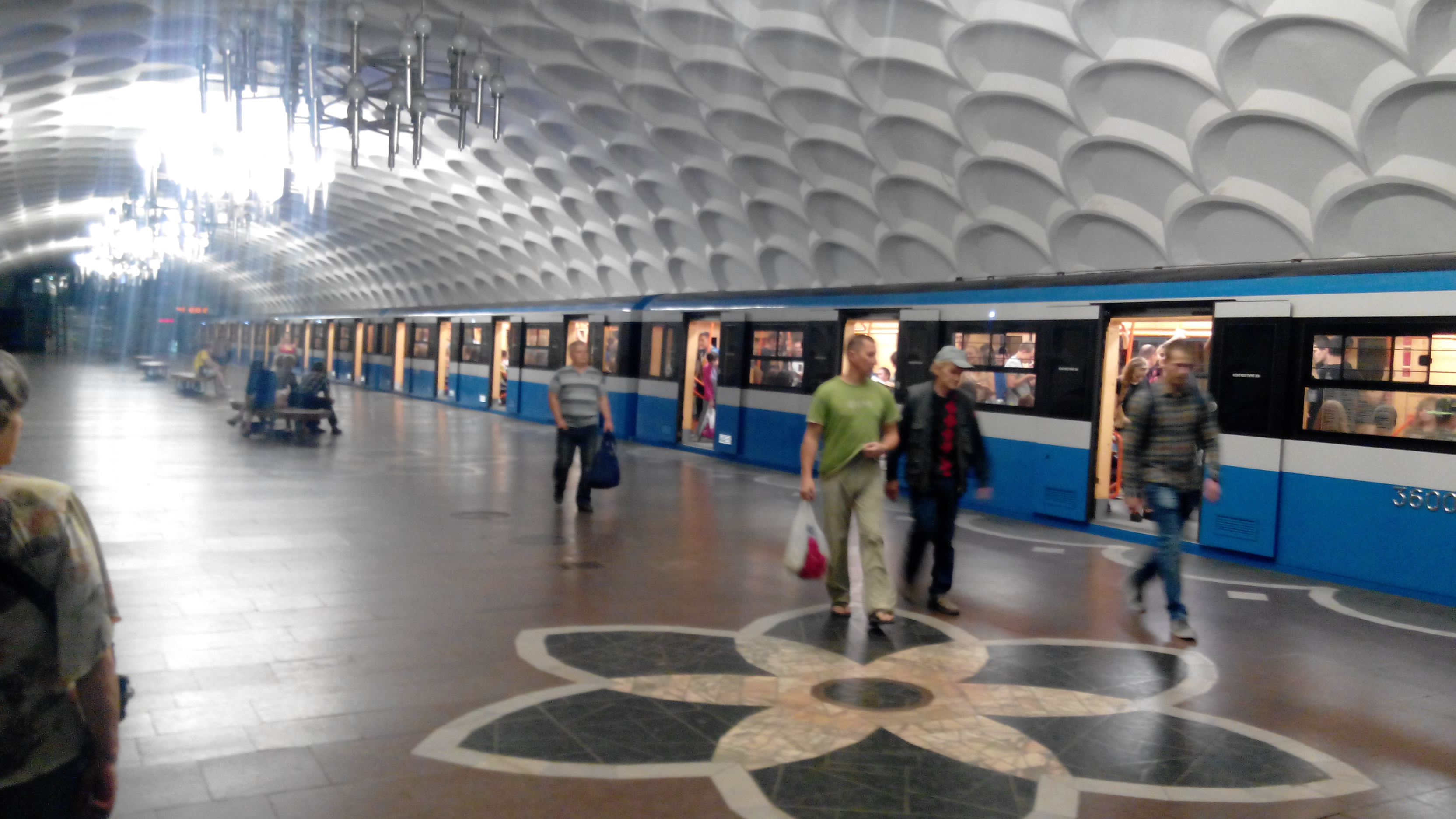
Новый электропоезд 81-7036/7037 на станции «Киевская»

Харьковский метрополитен перевёз в 2012 году 239 миллионов 300 тысяч пассажиров. Средний объём перевозок в будние дни составляет около 800 тыс. пассажиров (в отдельные дни этот показатель превышает 1 млн пассажиров). Это составляет 45 % от общего объёма городских пассажирских перевозок, а по платным перевозкам — 52 %. К 2010 году предприятие перевезло более 7 млрд пассажиров.
Интервал движения поездов в час пик до вторжения России на Украину составлял 2-3 минуты, в остальное время — 4-6 минут. Вечером же интервал движения увеличивался до 10 минут (в среднем) после 20:00, до 13-18 минут после 22:00. Метро открывалось в 5:30, закрывалось в полночь, и работало на выход до 00:45. В 00:13 сохранялась возможность пересесть с «Метростроителей» на «Спортивную» на последний поезд в сторону станции «Вокзальная»; и в 00:20 с «Площади Конституции» (того же поезда) на «Исторический музей» к станции «Салтовская» Салтовской линии. Аналогично, в 00:12 была возможность пересадки со станции «Госпром» на предпоследний (00:16) и последний (00:26) поезд Салтовской линии в сторону станции «Салтовская».

## Подвижной состав

### Пассажирский подвижной состав

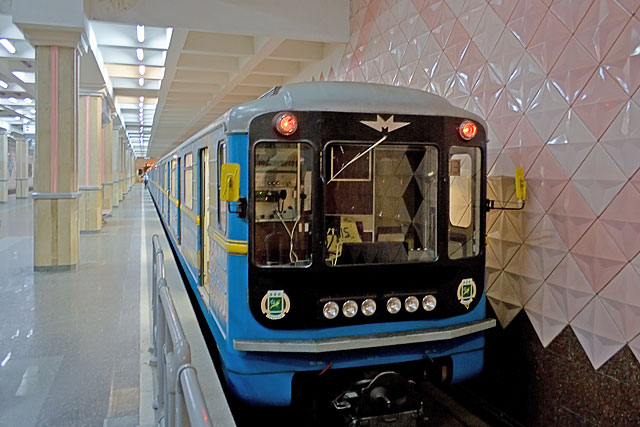
Вагон модели 81-718.2 на станции «23 Августа»

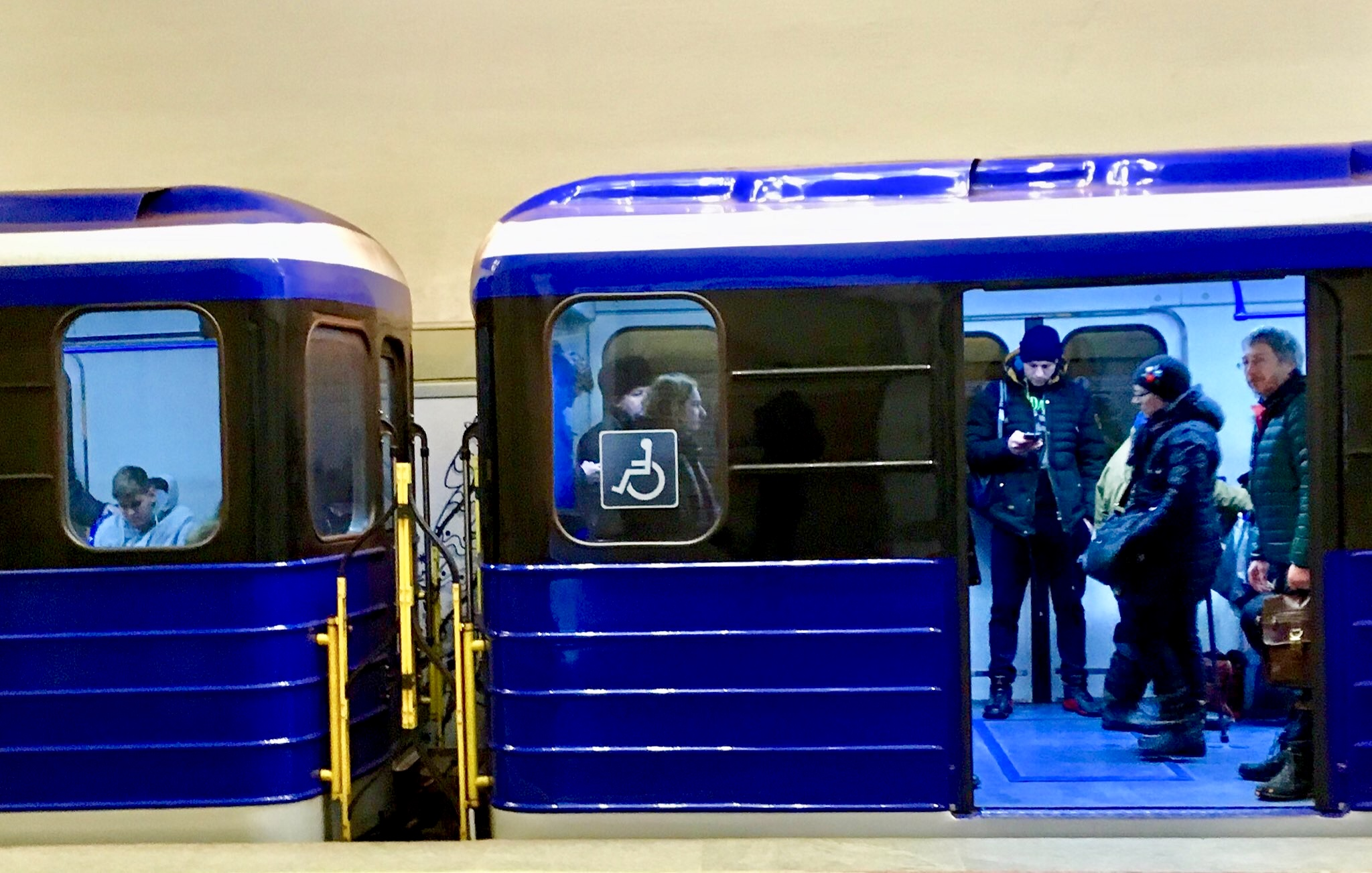
Вагоны обновлённого Еж3

В качестве пассажирского подвижного состава используются не только 77 старых вагонов типа Еж3, 40 вагонов типа Ем-508Т, 112 вагонов типа 81-717/714 и 28 вагонов типа 81-717.5/714.5. Начиная с 1992 года Харьковский метрополитен перешёл на закупку 20 вагонов модели 81-718/719, 5 вагонов модели 81-718.0/719.0 и 15 вагонов модели 81-718.2/719.2, отличающихся более высокими технико-экономическими показателями и комфортом.
В июле 2015 года метрополитен получил 1 новый состав 81-7036/7037.
1 сентября 2017 года на Холодногорско-Заводской линии началась эксплуатация 25 модернизированных вагонов типа Еж3 (состав до капитального ремонта — 1974—1975 года выпуска). Установлены новые детали, двигатели, обновлён внешний вид и интерьер.
Планируется закупка поездов со сквозным (свободным, межвагонным) проходом, что предполагалось сделать ещё до вторжения России на Украину. Также, аналогично Киевскому метрополитену, планируется передача «Номерных» вагонов Варшавским метрополитеном в количестве двух единиц.
- Электропоезд из вагонов Еж3/Ем-508Т в оформлении «75 лет Великой Победы» на Холодногорско-Заводской линии
- Обновлённый электропоезд Еж3 на Холодногорско-Заводской линии
- Новый электропоезд 81-7036/7037 на станции «Ярослава Мудрого»

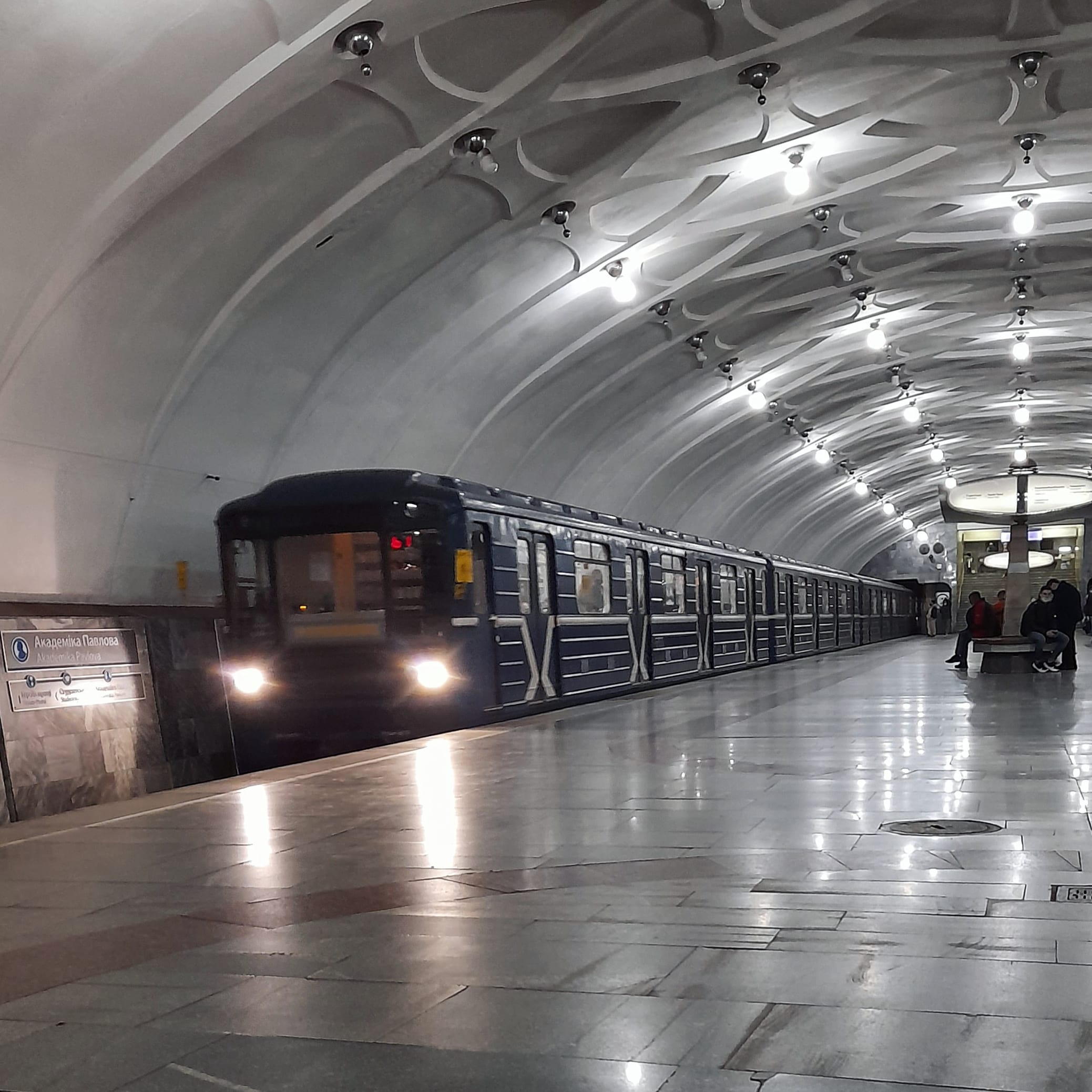
Электропоезд из вагонов 81-717/714 на станции  «Академика Павлова»

### Служебный подвижной состав
В качестве служебного подвижного состава используются 4 автодрезины типа АГМу, 4 мотовоза типа ДМм, 1 автодрезина типа АЛг, 1 автодрезина типа ДГКУ для работы на наземной территории депо и 1 вагон для маневровых работ в депо типа Еж3.

### Подвижной состав, выведенный из регулярной эксплуатации
До 20 июня 2022 года использовался вагон-путеизмеритель типа «Д» № 2302 (единственный вагон этого типа в метрополитене), который был полностью разгромлен в ночь с 20 на 21 июня в результате попадания ракеты в электродепо «Немышлянское» в ходе ракетного обстрела Харькова.

## История метрополитена

### Предыстория
После завершения Великой Отечественной войны в Харькове проходили не только активные восстановительные работы, но и масштабное строительство. Росли новые жилые массивы, город становился одним из крупнейших центров промышленности, культуры и науки — не только в пределах Украинской ССР, но и в масштабах СССР. В ходе активного роста площадь города превысила 30 тысяч гектаров, а население достигло миллиона человек в конце 1962 года. Уже в 1950-е в Харькове действовало большое количество автобусных маршрутов, развитые трамвайная и троллейбусная сети, оборудованные передовым техническим составом, однако стали намечаться серьёзные транспортные проблемы.
В конце 1950-х — начале 1960-х гг. в Харькове, как и во многих других регионах, шло активное строительство, особенно жилищное и промышленное, что известно как яркий признак хрущёвской эпохи. Появлялись новые жилые массивы, росли заводы-гиганты, и вместе с тем ускоренными темпами росло население. Шла интенсивная миграция в районы массового жилищного строительства, во многом из пригородов и сельских районов — люди хотели «вырваться в город». Вследствие этого всё сильнее обострялись серьёзные проблемы в обеспечении пассажирских перевозок. Во многом на это влияли исторические недостатки городской планировки. Уже в начале 1960-х гг. транспортная система работала на пределе своих возможностей — в часы пик образовывалась невероятная давка на основных маршрутах города. Сильнее всего это затрагивало центральную часть, а также восток — «промышленную жилу» города. И эта проблема уже не могла решиться расширением количественного состава транспорта.
Проблемы для транспортной системы создавали радиальная планировка города с узкими прямолинейными улицами, застройка многоэтажными домами, а также сильно пересечённый рельеф местности с петляющими реками, глубокими оврагами и крутыми возвышенностями. По этой причине невозможно было создать эффективные развязки наземного транспорта, которые бы справлялись с возрастающим пассажиропотоком. От транспортного вопроса критически зависело обеспечение жизнедеятельности города и его развитие. Проблему видели и городская администрация, и партийное руководство. Был поднят вопрос о строительстве скоростного внеуличного транспорта с целью эффективно связать крупные жилые массивы, центр города и его индустриальную часть.

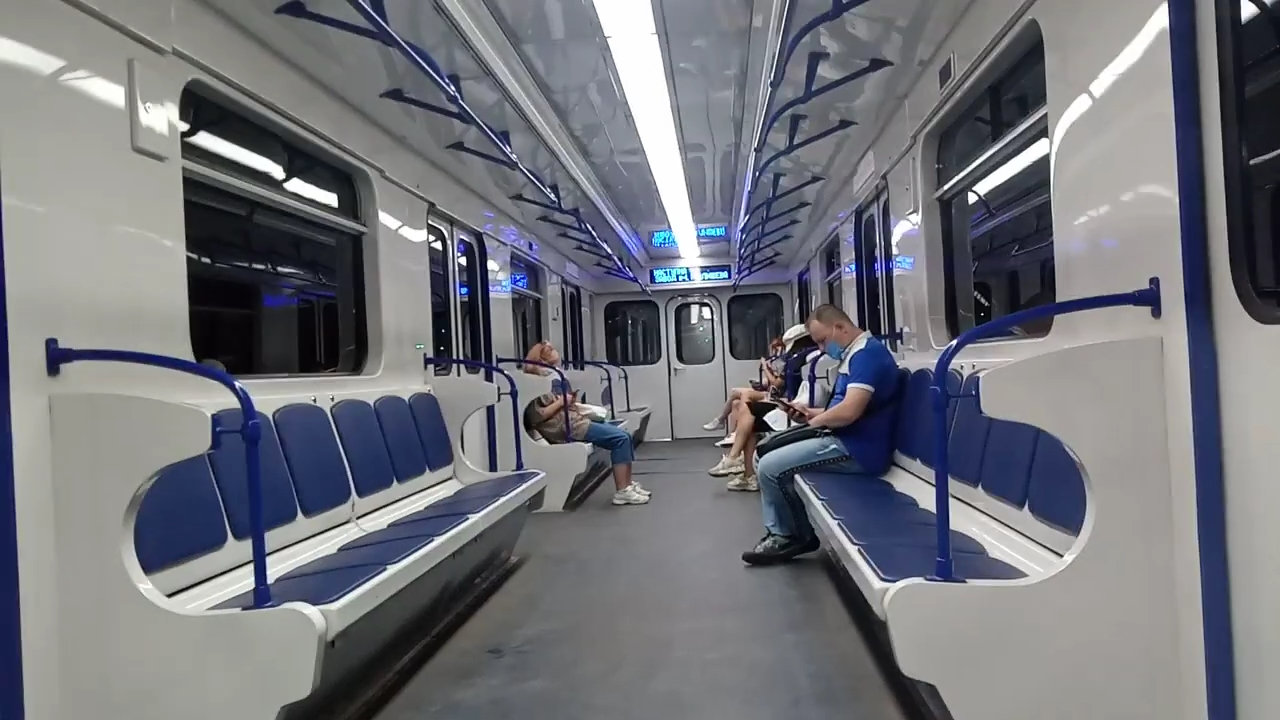
Салон обновлённого Еж3

Наконец, 12 декабря 1962 года на заседании Верховного Совета СССР первый секретарь Харьковского областного комитета Коммунистической партии Украины Николай Александрович Соболь выступил с предложением:
Назрела необходимость строительства в Харькове метрополитена. Мы просим поддержать нашу просьбу и предусмотреть в 1963 году начало проектных работ, а в 1965-1966 годах — начало строительства первой очереди харьковского метро. Одновременно просим в годы подготовки и строительства метрополитена значительно больше выделять Харькову машин для пополнения автобусного, троллейбусного и трамвайного парка.Первый секретарь ХОК КПУ Соболь Н. А.

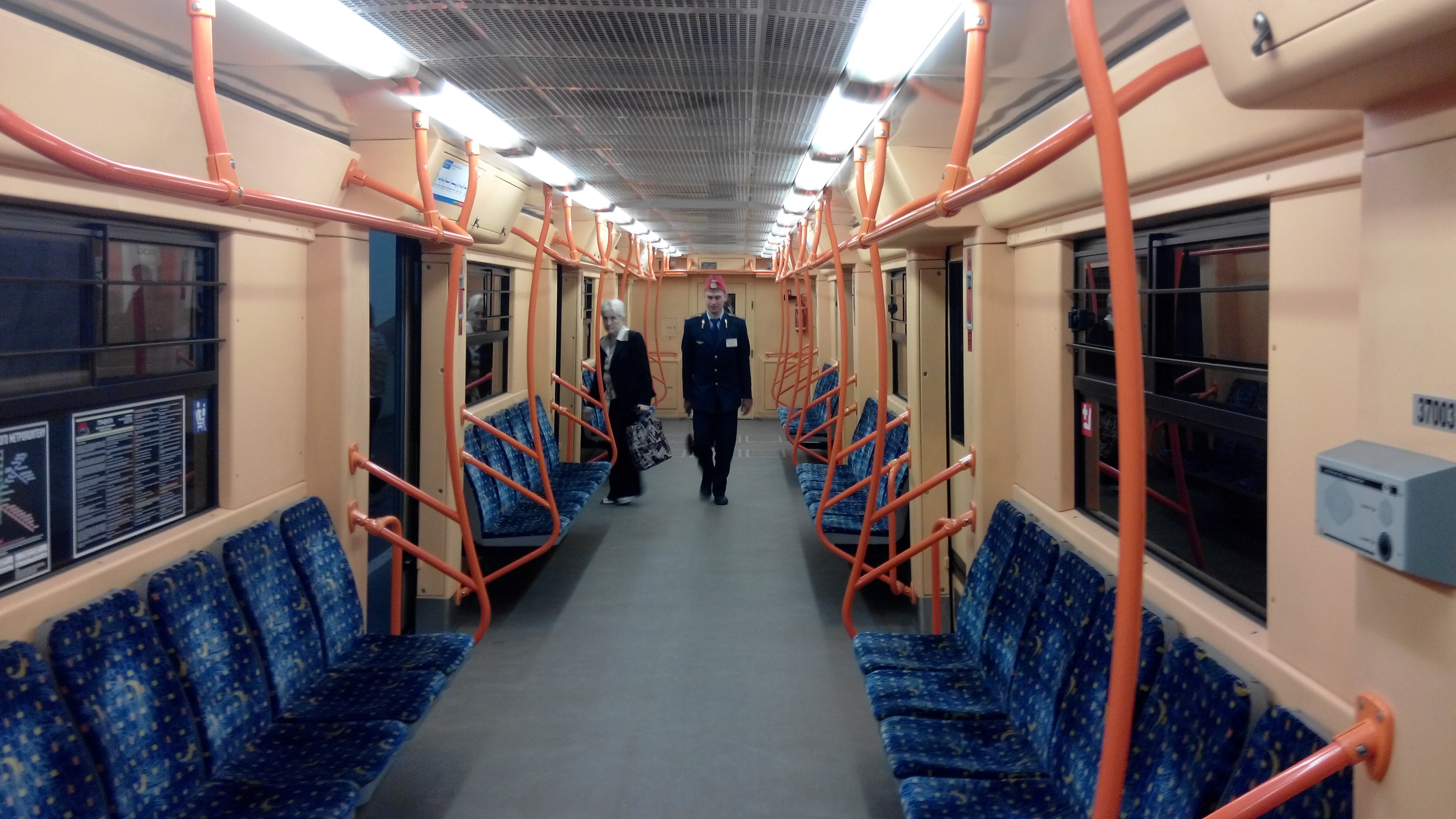
Салон 81-7036/7037

Вопрос первое время всячески затягивался, однако многие государственные деятели выступали на съездах и собраниях, отмечая крайнюю необходимость строительства метрополитена. Особо напористым был Григорий Иванович Ващенко, преемник Соболя на посту первого секретаря ХОКа КПУ. Он поставил вопрос на высшем партийном уровне и добился своего. В харьковском дворце культуры «Металлист» с пропагандой новой идеи выступал Рувим Эльхонович Любарский, впоследствии ставший главным инженером технико-экономического обоснования Харьковского метрополитена. На своих выступлениях инженер рассказывал о невероятных перспективах будущего строительства и фактически «заряжал людей энергией». Опыт у Любарского имелся — тот участвовал в разработке генеральных планов двадцати городов СССР, проекта планировки Харьковской области и множестве самых разнообразных градостроительных проектов.
Было рассмотрено три варианта новой транспортной системы — монорельсовая дорога, скоростной трамвай и метрополитен. Первый вариант был отсеян практически сразу — сложная планировка города, узкие улицы и высотные дома не давали возможности построить монорельс. Исходя из этого, Госстрой СССР поручил Харьковскому филиалу института «Гипроград» (ныне «Харьковпроект») составить «Соображения о необходимости строительства метрополитена». Уже 20 марта 1963 года Исполнительный комитет Харьковского городского совета одобрил предоставленные чертежи и наработки. Его заключение вместе с планами инженеров было направлено в Центральный Комитет КПУ. Партийная верхушка заинтересовалась идеей постройки и поручила Госстрою УССР подготовить письма в ЦК КПСС и Совет министров СССР. И уже по поручению министров Госплан СССР издал предложение, но по строительству скоростного трамвая в городе.
Харьковские специалисты и заинтересованные горожане не ожидали такого поворота дел. Скоростной трамвай не покрыл бы растущие пассажиропотоки, его скорость была бы не особо высока, а строительство требовало бы колоссальных вложений. Но напрямую заявить о абсурдности идеи было невозможно. Поэтому инженерам пришлось приводить сложные аргументы, писать технические работы о неэффективности такого типа транспортной системы и всячески отстаивать идеи строительства именно метрополитена. Для «определения наиболее рационального и экономичного вида будущего скоростного транспорта в Харькове» Госплан УССР поручил Харьковпроекту и некоторым другим организациям подготовить технико-экономический доклад. Работа была сделана. Со временем к проекту подключились Институт комплексных транспортных проблем при Госплане СССР, Министерство путей сообщения, Госплан СССР и несколько других институтов. По результатам работы Совет Министров СССР 17 декабря 1965 года дал задание для Министерства транспортного строительства разработать в 1966 году план строительства в Харькове первой очереди метрополитена — от Южного вокзала до Плиточного завода протяжённостью 20 км. Была выбрана именно эта ось, поскольку наибольшие трудности для городского транспорта представляло обеспечение перевозок пассажиров в районах крупнейших промышленных предприятий, в центральной части города и в окрестных жилых массивах. На этой же линии располагались важные железнодорожные и автобусные вокзалы.

### Проектирование
Контроль над намечающимся строительством взяли на себя ЦК КПУ и Совет Министров УССР. Своим постановлением от 25 января 1966 года они обязали Харьковский областной комитет КПУ и Областной исполнительный комитет совместно с Министерством транспортного строительства обеспечить разработку планов строительства первой очереди метрополитена в Харькове. Генеральным проектировщиком назначили институт «Метрогипротранс», главным инженером проекта стал Н. Н. Бычков. В проектировании будущей линии и геолого-разведочных работах приняли участие многие харьковские институты и организации, 30 из которых совместно выполняли задание Совета Министров.
На прошедшем 31 декабря 1965 года заседании Бюро Харьковской городского комитета КПУ и Исполнительного комитета ХГС было принято «Архитектурно-планировочное задание на будущее строительство в Харькове первой очереди метро». Изначально планировалось открыть станции в 13 местах наибольшего скопления пассажиров — Южный вокзал, Коммунальный (ныне Центральный) рынок, Центр, станция «Харьков-Левада», Центральный стадион, завод имени Малышева, турбинный завод, завод «Кондиционер», «Сантехзавод», завод «Южкабель», ХТЗ, «Электротяжмаш», плиточный завод .
Уже на начальном этапе проектирования стали ясны сложности предстоящей работы. Специалисты Метрогипротранса отметили, что проложить туннели неглубокого заложения под уникальным зданием Южного вокзала с двумя десятками магистральных железнодорожных путей будет непросто, равно как и под реками Лопань и Харьков, под историческим центром города. «Харьков-Пассажирский» вообще располагался на слабых глинах и его сохранение не гарантировалось. Помимо того, нужно было отыскать площадку для постройки электродепо в непосредственной близости от конца первого пускового участка. И это были далеко не все проблемы. Исходя из этого, было решено продлить линию метрополитена в сторону Холодной Горы, сделать конечную станцию первой линии на улице Свердлова (ныне Полтавский Шлях), обратный же конец расположили у завода «Электротяжмаш».
В производстве картографических материалов принимали участие институт «Харьковпроект», управление главного архитектора и институт «ХарьковГИИНТИЗ». Инженерно-геологическими работами занимались Укрбурвод, Харьковская комплексная геологическая экспедиция треста «Днепрогеология», Харгипротранс, Гидропроект, Теплоэлектропроект, Южгипрошахт, Южгипроруда, Трансводстрой, ПромтрансНИИпроект, Гипротракторосельхозмаш, Гипросталь, ХарьковГИИНТИЗ, ВодоканалНИИпроект, Укрнефтегазразведка. Также в испытаниях принимали участие Гипроцемент и Укргипрокоммунстрой. Выполнением проектных работ внешних инженерных сетей, переустройством подземных коммуникаций, благоустройством территории и перекладкой трамвайных путей занимались Харьковпроект, Энергосетьпроект и Укргипрокоммунстрой совместно со специалистами городского коммунального хозяйства.
Уже весной 1966 года началось бурение скважин для получения сведений о грунтах и их особенностях. Первые установки расположились на Холодной Горе, Южном вокзале и площади Тевелева (ныне Конституции). Немногим позже рабочие расположились уже вдоль всей намеченной линии. Данные геологической разведки были предоставлены проектировщикам. Начальный план предусматривал расположить станцию «Коммунальный рынок» (сейчас «Центральный рынок») в районе Благовещенского собора, а станцию «Центр» (сейчас «Площадь Конституции») — в районе ресторана «Центральный». Однако гидрогеологические условия местности оказались неблагоприятными, и было принято решение внести корректировки. В ходе дальнейших корректировок было решено продлить западную часть до района Холодной Горы и построить там конечную станцию «Улица Свердлова» (сейчас «Холодная Гора»), станцию «Коммунальный рынок» расположить ближе к самому рынку в район строящегося дома «Одежды» (ныне Дом торговли). «Центр» же пришёлся в итоге на северную часть площади Тевелева (сейчас площадь Конституции). 29 апреля 1966 года корректировки были утверждены на техническом совещании городского совета с участием членов Бюро областного и городского комитетов КПУ. На сборах присутствовали первый секретарь областного комитета Коммунистической партии Украины Г. И. Ващенко, секретари областного комитета И.3. Соколов и К. А. Трусов, первый секретарь городского комитета И. Е. Лябога, секретарь городского комитета В. П. Мысниченко, председатель городского исполнительного комитета Г. Е. Власенко, его заместители Н. Я. Бессонов, И. Г. Кривошапов, В. А. Фомин, И. Г. Цесаренко, а также секретари районных комитетов КПУ, председатели районных исполнительных комитетов, руководители ряда организаций, причастных к работе над проектом. Присутствие таких важных чинов объяснялось серьёзностью проекта.
В 1967 году Метрогипротранс разработал планы и рассматривал в перспективе два варианта строительства метро — стандартный городской метрополитен и такой, который бы имел возможность выхода электропоездов на пригородные участки железной дороги. В этом случае предполагалось в первую очередь связать район Залютино с выходом на Люботинское и Золочевское пригородные направления, а на востоке примкнуть к станции Лосево с выходом на Чугуевское направление. Этот вариант предполагал разработку новых подвижных составов, тоннели большего диаметра и платформы большей длины, но был малоизвестен в СССР. Обычное же метро к этому времени уже действовало в Москве, Ленинграде и Киеве.
Исходя из предварительных подсчётов, к 1980 году планировали построить 45 км путей. Совмещённые пути город-пригород обошлись бы в 149,3 млн рублей, а классического метро — в 216,9 млн рублей. Для более усовершенствованного варианта вроде бы предусматривались более низкие эксплуатационные расходы и срок окупаемости. Исходя из этого и был выбран вариант совмещённых перевозок. Среди преимуществ отмечалось и удобство — люди из пригорода могли удобно добраться в город без пересадок. Однако в результате детальной обработки варианта были выявлены и недостатки. Главным образом это разработка нового типа электропоездов, порученная Рижскому вагоностроительному заводу. Постановка на производственный поток пока что несуществующих поездов могла занять шесть-семь лет, а транспортная проблема в Харькове требовала немедленного решения. Отстоял решение о строительстве внутреннего метро опять же первый секретарь областного комитета КПУ Григорий Иванович Ващенко, объяснивший свои доводы лично председателю Совета Министров СССР Алексею Николаевичу Косыгину. Вслед за этим Политбюро ЦК КПУ одобрило классический вариант, а вслед за ним и Главное управление экспертизы при Госстрое СССР. Было отмечено, что внутригородской вариант обеспечит использование проверенных поездов, а также бесперебойность и большую точность графика их движения. Уже в феврале 1967 года Совет Министров УССР подал проектное задание в Совет Министров СССР.
Согласно планам 1967 года второй очередью была бы часть Алексеевской линии, которая на станции «Центр» пересекалась бы со Свердловско-Заводской линией и продолжалась бы на север станциями «Сад имени Шевченко» (сейчас «Университет»), «Площадь имени Дзержинского» (сейчас «Госпром»), «Горный институт» (сейчас «Научная»), «Ботанический сад», «Павлово Поле» (сейчас «23 Августа»), «станция без названия» (сейчас «Алексеевская») и «Алексеевка» (сейчас «Победа»). Та же вторая очередь строительства планировала линию Левада-Аэропорт, между которыми располагались бы станции «Без названия» (сейчас проектируемая «Державинская»), «Проспект Гагарина» (в дальнейшем проектировалась как «Каштановая», однако позднее город отказался от проекта), «Байрона» (сейчас проектируемая «Одесская»), «Основа» (сейчас проектируемая «Мотель „Дружба“») и «Аэропорт».
Третья очередь метро планировала открытие новой линии и продление существующих. В частности, Алексеевскую линию планировали продлить на юг станциями «Без названия» (сейчас проектируемая «Площадь Урицкого»), «Завод Шевченко» (сейчас планируемая «Новобаварская») и «Новосёловка» (сейчас планируемая «Новожаново»). Две расположенные друг напротив друга станции без названий на Алексеевской и Левадской линиях соединила бы пересадочная станция «Грековская». Также планировалось продление Свердловско-Заводской линии до Залютино в рамках строительства третьей очереди метро. Салтовская же линия изначально имела другой вид, нежели тот, какой она приняла впоследствии — предполагалась её трассировка на восток от «Сада имени Шевченко» без поворотов, и она включала бы в себя станции «ХПИ» (сейчас станция «Ярослава Мудрого»), «Харьковская набережная», «Журавлёвка» (немногим севернее находится современная «Киевская»), «Академика Павлова», «Автострадная», «Салтовская» и «Сады». Но развязка с «Грековской» оказалось слишком сложной, и две линии были сведены на станции «Центр», а Салтовскую линию продолжили в направлении не на восток, а на северо-восток.

### Начало строительства
В соответствии с технико-экономическим обоснованием, разработанным специалистами института «Харьковпроект» с участием коллективов «Киевметропроект» и «Харгипротранс», именно вдоль вышеупомянутой главной оси города и должно было начаться строительство первой ветки будущего метрополитена. 23 октября 1967 года Совет Министров СССР одобрил данное ему ранее на рассмотрение проектное задание по строительству первой очереди метро. Решение о начале строительства было принято уже 29 апреля 1968 года, а 16 мая 1968 года Совет Министров УССР возложил функцию заказчика строительства метрополитена на Харьковский городской исполнительный комитет и предложил сформировать дирекцию по строительству в составе 25 человек. Она была создана уже 22 мая, спустя 6 дней после приказа, и начала свою работу 1 июля 1968 года.
На новосформированные институты и местное руководство легла задача освободить необходимые для строительства помещения, переселить семьи, проживающие в выделенной под строительство зоне, обеспечить наличие строительных материалов в достаточном количестве и т. п. Работа оказалась непростой, но была выполнена в кратчайшие сроки. Оборудование же на стройплощадки обязались поставить предприятия всего СССР.
10 июня 1968 года в Харьков начали прибывать проектировщики и инженеры из Баку, Красноярска и Киева — специалисты филиалов института Метрогипротранс, а также рабочие Донецкого и Подмосковного угольных бассейнов. В августе началось формирование института «Харьковметропроект», в город приглашались трассовики, строители, сантехники, электрики, технологи. Новообразованный институт пополнили специалисты из «Харгипротранса», «Южгипроруды», «Промстройниипроекта», «Южгипроцемента», «Укргидропроекта». «Харьковметропроект» открылся как филиал «Метрогипротранса» и разработал необходимую проектную документацию. В работе приняли участие такие институты, как Харгипротранс, Гипрозаводтранс, Энергосетьпроект, Укргипрокоммунстрой, Харьковпроект.
15 июля 1968 года на Славянской улице, недалеко от Южного вокзала, был торжественно заложен первый ствол. На мероприятии собрались тысячи харьковчан. Первые части земли традиционно снимали лопатами, а затем уже подключился ковш и грузовики для вывозки грунта. Так стартовало строительство Харьковского метрополитена. В августе началось строительство промышленной базы Харьковметростроя на выделенном земельном участке в районе Плиточного завода. Началось строительство завода железобетонных конструкций, разгрузочных площадок и складских помещений для хранения материалов и оборудования, а также механических мастерских по ремонту горных машин и изготовлению отдельных изделий, формировалась транспортная база
23 августа 1968 года, в День Города, были начаты работы на станции «Центр» (нынешняя «Площадь Конституции»). 5 декабря был досрочно выполнен годовой план и уже до конца месяца на строительстве Харьковского метрополитена был освоен первый миллион рублей.
26 февраля 1969 года проходчики из подходной штольни ствола № 6 по улице Гамарника вышли на левый перегонный тоннель между станциями «Площадь Конституции» и «Проспект Гагарина» (сейчас «Левада»). Уже 11 августа начал работать первый проходческий щит, изготовленный в Харькове. В этом же месяце началось строительство станции «Коммунальный рынок». 15 января 1970 года начались подготовительные работы на строительной площадки ствола № 10 на Холодной Горе, расположенной между станциями «Улица Свердлова» и «Южный вокзал».
Значимым событием была первая сбойка, осуществлена 10 апреля 1970 года — проложенный в обводнённых грунтах от Подольского моста левый перегонный тоннель состыковал станцию «Советская» и ствол № 6. 17 апреля начал прокладываться правый перегонный туннель в районе Подольского переулка. 13 мая началась прокладка левого перегонного тоннеля между станциями «Южный вокзал» и «Коммунальный рынок». Уже в июне пройдено 200 метров при плане в 100. Лучших результатов добилась бригада М. А. Лалазарова, прошедшая 55 метров тоннеля при необходимых 25. В том же месяце на участке «Южный вокзал» сдана в эксплуатацию станция замораживания грунтов. 11 сентября создано три строительных управления — СМУ-751, СМУ-705 и СМП-121, а в октябре 1970 года было организовано управление строительством — «Харьковметрострой», в состав которого вошли два строительно-монтажных управления, переведённый из Средней Азии строительно-монтажный поезд, завод железобетонных конструкций, автобаза, а также контора эксплуатации, проката и ремонта оборудования.
28 октября состоялась вторая по счёту сбойка — по правому перегонному тоннелю между станцией «Советская» и стволом № 6, а уже 1 ноября был досрочно выполнен годовой план работ. 21 ноября завершилась прокладка правого перегонного тоннеля между станциями «Южный вокзал» и «Коммунальный рынок». 16 декабря началось строительство станции «Левада», а 25 января 1971 года начал строиться правый перегонный тоннель от ствола № 11 в сторону Турбинного завода. 11 февраля участок № 6 приблизился к границе реки Харьков, а ствол № 10 стал прокладывать левый перегонный туннель в сторону станции «Улица Свердлова». 13 февраля началась проходка перегонных тоннелей под рекой Харьков между станциями «Центр» и «Левада». На время её проведения из реки была спущена вода. 26 марта прошла четвёртая сбойка и завершилось строительство левого перегонного тоннеля между станциями «Южный вокзал» и «Коммунальный рынок». 11 мая началось бетонирование свода последней — она стала первой в СССР односводчатой станцией в монолитном железобетоне открытого способа строения.
15 мая на станции «Центр» началась закладка вестибюля, а 2 июля началось строительство эскалаторного тоннеля. Очередная сбойка прошла 20 августа — левого перегонного тоннеля между стволом № 10 и станцией «Улица Свердлова». В сентябре 1970 года строительная площадка станции «Южный вокзал» серьёзно расширилась и поэтому пришлось демонтировать троллейбусный круг на Привокзальной площади. Конечные остановки транспорта перенесены в сторону. 6 сентября на «Центре» завершились работы по прокладке тоннелей и уже 20 числа годовой план оказался выполненным — 7,35 км тоннелей было проложено. После трудоёмких работ 30 октября завершилось строительство левого перегонного тоннеля длиной 1,54 км между станциями «Центр» и «Левада». 3 ноября ознаменовалось новой сбойкой — перегонного тоннеля между стволом № 11 и станцией «Турбинный завод».
17 января 1972 года начались строительные работы на станции «Левада» — бригада проходчиков под руководством Н. Чуркина уложила первые 5 кубометров бетона в лотковую часть котлована. 2 февраля были заложены стволы № 7 и 8, которые обеспечили сооружение тоннелей между станциями «3авод имени Малышева» и «Турбинный завод». Работы начались на участке между котлованом станции «Завод имени Малышева» и стволом № 11. 17 февраля прокладчики вступили в правый перегонный тоннеля между участком № 6 и котлованом станции «Левада». Уже 10 марта первые 10 км путей были проложены. 22 марта состоялась 9 по счёту сбойка в связи с окончанием проходки левого перегонного тоннеля длиной 186,4 метра под железнодорожными колеями станции «Харьков-Балашовский».
15 апреля 1972 года прошёл такой советский праздник, как «Всесоюзный коммунистический субботник». В честь него на станции «Завод имени Малышева» уложен первый кубометр бетона, на станции «Турбинный завод» взят первый кубометр земли. 12 мая состоялась сбойка правого перегонного тоннеля между стволом № 10 и станцией «Улица Свердлова», 15 мая — правого перегонного тоннеля между станциями «Центр» и «Коммунальный рынок». Следующим значимым событием вновь стала сбойка, 12 по счёту — 26 июля был достроен правый перегонный тоннель длиной 197 метров под железнодорожными колеями станции «Харьков-Балашовский». В сентябре того же года открытым способом стали строить тоннели между станциями «Стадион» и «Завод имени Малышева», в ноябре же началось строительство вестибюля «Южного вокзала». 1 ноября случилось ещё два события — на Холодной Горе стали сооружать первую тяговую подстанцию, а на «Коммунальном рынке» начались отделочные работы.
24 ноября 1972 года был выполнен годовой план по строительству метрополитена — вырыто 330 000 кубометров грунта и уложено 23 000 кубометров монолитного бетона. 1 января нового 1973 года ознаменовалось сбойкой правого перегонного тоннеля между станциями «Центр» и «Левада», 2 января уложены первые гранитные плиты на «Коммунальном рынке», 10 января — на «Улице Свердлова». 30 января состоялась сбойка между участком № 11 и станцией «Завод имени Малышева», 12 февраля между «Левадой» и «Стадионом» вооружён ствол № 12. 20 апреля 1973 года в 12:30 прошла сбойка левого перегонного тоннеля между станциями «Центр» и «Коммунальный рынок».
В мае 1973 года началось строительство эскалаторов на станции «Южный вокзал», а уже 12 мая на «Улице Свердлова» ствол № 10 уложил первый километр рельс в тоннеле. 4 июня на станции «Левада» начались отделочные работы. В августе 1973 года Восточноукраинский государственный институт инженерно-технической разведки завершил геодезическую опротную сеть второго пускового участка линии — от «Турбинного завода» до «Электротяжмаша». 12 августа на станции «Центр» началась укладка первых гранитных плит, а 23 августа был выполнен трёхлетний план. 29 сентября того же года состоялась новая сбойка — правого перегонного тоннеля между станцией «Завод имени Малышева» и стволом № 11. Итого, туннели до «Турбинного завода» были проложены. Уже 6 октября состоялась семнадцатая по счёту сбойка туннелей — по правому перегонному тоннелю длиной 1696 метров между станциями «Южный вокзал» и «Улица Свердлова». Прокладка именно этого тоннеля была сложной из-за насыщенных водой грунтов, использовался сжатый воздух.
16 ноября 1973 года между станциями «Улица Свердлова» и «Южный вокзал» уложен первый километр путей. 8 января 1974 года начались отделочные работы на станции «Центр», в восточном вестибюле уложили первые мраморные плиты. 28 февраля состоялась восемнадцатая сбойка — все перегонные туннели между «Улицей Свердлова» и «Левадой» были достроены. 4 апреля на «Турбинном заводе» были уложены первые гранитные плиты. 14 июня начался монтаж первого эскалатора на «Улице Свердлова». Уже на следующий день были готовы 20 километров тоннелей метрополитена. Результат был не мал — прокопано 1,05 млн кубометров грунта и использовано 130 тыс. кубометров бетона. 28 июня ознаменовалось девятнадцатой сбойкой — правого перегонного тоннеля между участком № 12 и станцией «Стадион».
Уже в августе 1974 года началось сооружение строительных площадок станций «Завод Южкабель» и «Электротяжмаш» — крайних во втором пусковом участке Свердловско-Заводской линии. 14 дня того же месяца был выполнен четырёхлетний план строительства метрополитена. 18 сентября начались отделочные работы на платформе станции «Южный вокзал» — рабочие укладывали мрамор и гранит. А уже на следующий день от «Улицы Свердлова» до «Южного вокзала» начали прокладывать контактный рельс. 30 сентября прошла 20, юбилейная сбойка на строительстве метро — правого перегонного тоннеля между станциями «Левада» и «Стадион» длиной 975 метров, из них 450 пройдены под сжатым воздухом. 18 октября пришло первое пополнение парка — прибыли 11 вагонов типа ЕЖ-3, всего до конца 1974 года поступило 25 вагонов. 21 ноября по решению городского исполнительного комитета создана комиссия по приёму тяговых подстанций.
К 15 декабря 1974 было уложено и забетонировано 10 километров путей. Рабочая комиссия при исполнительном комитете тем временем продолжала работу и уже 5 февраля 1975 года приняла первый объект — ТЧ-1. 6 февраля газета «Вечерний Харьков» выпустила специальный выпуск, посвящённый метрополитену. Каждую пятницу публикуется особая рубрика о строительстве и планах. 10 февраля состоялась последняя, 24 сбойка на первом пусковом участке — по левому перегонному тоннелю между станциями «Левада» и «Стадион». К 20 марта 1975 года уже были готовы 10 километров контактного рельса. В апреле того же года началась прокладка тоннелей на втором пусковом участке, а именно на станциях «Комсомольская», «Завод Южкабель» и «Электротяжмаш». 10 апреля на первом пусковом участке был вынут последний кубометр грунта. 8 мая были готовы оборотные тупики на станции «Турбинный завод», 15 мая в «Комсомольскую» влили первый кубометр бетона. 30 мая открылась АТС метрополитена на 1,5 тыс. номеров. 7 июня 1975 года был успешно испытан эскалатор на «Центре», 10 июля завершена прокладка путей, а 25 июля — контактного рельса.
Первый поезд прошёл по Свердловско-Заводской линии вечером 30 июля 1975 года, а 21 августа Государственная комиссия подписала акт о приёме в эксплуатацию первого участка первой очереди Харьковского метрополитена, дав оценку «отлично». Объёмы работ, выполненные на строительстве первого участка, характеризуются такими цифрами: проложено более 23 километров тоннелей, построено 8 подземных станций трёх различных типов, разработаны более 1,3 миллиона кубометров породы, использовано около 190 000 кубометров монолитного и сборного железобетона, 31 000 квадратных метров мрамора и гранита. Строительство первого участка велось в сложных гидрогеологических условиях: 6 станций и 7 км перегонов построены в плывунах и других обводнённых грунтах, тоннели проложены под двумя реками, густонаселёнными городскими кварталами, магистралями с интенсивным движением транспорта.
12 августа началось пробное движение поездов с шестиминутным графиком, а 16 числа открылась электрическая часовая часть метрополитена, разработанная специалистами из Ленинграда. 22 августа 1975 года на станции «Московский проспект» состоялось торжественное открытие, на котором начальник Харьковметростроя передал символический ключ от метрополитена первому начальнику Харьковского метрополитена Николаю Бессонову, а на следующий день двери метрополитена были открыты для горожан. В этот день была осуществлена перевозка 413 тыс. пассажиров. Открытая первая очередь заключала в себе участок Свердловско-Заводской линии длиной 9,8 км и восемью станциями от «Улицы Свердлова» до «Московского проспекта».

### Первые годы деятельности
В марте 1976 года были завершены работы по освоению и наладке оборудования первого пускового участка вплоть до проектных показателей. Скорость движения достигла 40,4 км/ч. Интервал между поездами в часы «пик» сократился до трёх минут. К концу первого года работы Харьковского метрополитена среднесуточный объём перевозок составил около 300 000 пассажиров (более 10 % общего объёма перевозок всеми видами транспорта Харькова).
Ещё только начинала функционировать первая часть Свердловско-Заводской линии, строители уже вовсю работали над вторым участком вдоль заводов-гигантов Харькова — протяжённостью 7,5 км из пяти станций — «Комсомольская» (сейчас «Дворец Спорта»), «Имени Советской Армии» (сейчас «Армейская»), «Индустриальная» (сейчас «Имени А. С. Масельского»), «Тракторный завод» и «Пролетарская» (сейчас «Индустриальная»). 30 января 1976 года на нём состоялась первая сбойка. Проложив левый перегонный тоннель от станции «Индустриальная», проходчики вывели щит в котлован станции «Имени Советской Армии».
9 апреля 1976 года было принято распоряжение Совета Министров СССР «О начале разработки технического проекта на строительство второй очереди Харьковского метрополитена», согласованное с Госпланом и Госстроем СССР, Минтрансстроем и Советом Министров УССР. 6 сентября 1976 года при прокладке тоннеля между станциями «Комсомольская» и «Имени Советской Армии» впервые в практике строительства метро был применён механизированный проходческий щит, а уже 25 сентября был уложен первый километр путей. В январе 1977 года началось обеспечение оборудованием платформы и вестибюлей станции «Пролетарская». 17 января в метрополитене внедрили уплотнённый график с интервалами 2,5 минуты. В феврале начались отделочные работы на станциях «Пролетарская» и «Индустриальная».
16 апреля 1977 года прошёл «Всесоюзный коммунистический субботник» и состоялась торжественная закладка станции «Пушкинская» (сейчас «Ярослава Мудрого») Салтовской линии на пересечении улицы Петровского (сейчас улица Ярослава Мудрого) и улицы Пушкинской (сейчас улица Григория Сковороды). 30 июля состоялась сбойка левого перегонного тоннеля между станциями «Индустриальная» и «Тракторный завод», а 6 августа — правого. Уже в августе 1977 года были начаты полноценные работы на первом пусковом участке второй очереди. Длился он от станции «Исторический музей» до станции «Барабашова» (сейчас «Академика Барабашова»), и ставил целью обеспечить пассажирские потоков между центром города и Салтовским жилым массивом. Длина участка составляла 6,8 км.
1 сентября 1977 года парк метрополитена пополнили 30 вагонов типов Еж3 и Ем508т, в тот же день в метрополитене был внедрён новый график — расширилось время час-пик с более низкими интервалами движения, а в выходные дни эти интервалы увеличились. 10 декабря на станции «Советская-2» (будущий Исторический музей) начался монтаж проходческого щита. 1 января 1978 года поезда стали иметь пять вагонов вместо четырёх. 9 января вступили в работу первые десять поездов с функцией автоведения, что позволило отказаться от использования помощников машиниста. Уже до конца года подобную систему внедрили на всех электропоездах. 20 января была принята в эксплуатацию тяговая подстанция № 5, расположенной вблизи завода «Электротяжмаш».
3 февраля 1978 года Совет Министров СССР утвердил проект на строительство второй очереди метрополитена протяжённостью 10,97 км, восьми станций, электродепо и объединённых мастерских. На следующий день на первой линии метро прошла последняя сбойка — левого перегонного тоннеля между станциями «Комсомольская» и «Имени Советской Армии». 11 мая было перекрыто движение на площади Джержинского (сейчас Площадь Свободы) в связи с началом строительства станции «Дзержинская» (сейчас «Университет»). 26 июня были изданы планы, согласно которым первый пусковой участок Салтовской линии (от «Исторического музея» до «Барабашова») предполагалось открыть в 1985 году, второй (от «Барабашова» до «Героев Труда») — в 1987.
28 июня 1978 года была образована комиссия по приёму в эксплуатацию второго пускового участка Свердловско-Заводской линии. 20 июля от «Московского проспекта» до «Пролетарской» прошёл первый поезд. 10 августа городская комиссия приняла новый участок в эксплуатацию, и уже 11 августа у станции «Тракторный завод» прошло торжественное открытие второго пускового участка и всей Свердловско-Заводской линии.
5 декабря 1978 года на строительстве Салтовской линии состоялась первая сбойка — между правым перегонным тоннелем ствола № 1, расположенного на Журавлёвских склонах, и пилот-тоннелем подходной выработки к станции «Пушкинская» (сейчас «Ярослава Мудрого»), 11 декабря началась подготовка к строительству подземного перехода на перекрёстке улицы Сумская и улицы Деревянко. В начале 1979 года работы по возведению переходов на площади продолжились. 17 апреля на станции «Советская» (сейчас «Площадь Конституции») началась установка первых в метрополитене электронных часов, заменивших старые циферблаты. Немногим позднее подобные манипуляции были проведены и на других станциях. 19 мая 1979 года под железнодорожным полотном станции Лосево велось строительство нового подземного перехода. На время закрытия участка Лосево-Рогань для электропоездов действовал автобусный маршрут. 5 июля была внедрена автоматическая система адиабатного охлаждения воздуха.
13 июля 1979 года «Харьковметропроект» завершил разработку планов расположения станций третьей линии метрополитена, а 7 августа начал рассчитывать пассажиропотоки на линии. 3 сентября специалисты из Ленинграда завершили разработку проекта внедрения в Харьковском метрополитене телевизионной системы. В октябре 1979 года на станции «Дзержинская» были завершены работы по закладке, 2 ноября состоялась сбойка левого перегонного тоннеля между станциями «Советская-2» и «Дзержинская», а 19 ноября на «Советской-2» стали прокладывать среднестанционный тоннель.
18 января 1980 года «Дзержинская» была готова к отделочным работам, 15 февраля правый станционный тоннель станции «Пушкинская» был проложен до конца, а 28 марта её левый перегонный тоннель был состыкован со станцией «Дзержинская». 19 мая стартовала закладка бетона в правый станционный тоннель «Пушкинской», 26 мая правый станционный тоннель «Советской-2» был готов. 16 июня её правый перегонный тоннель был состыкован с «Дзержинской», а 1 июля этот же тоннель состыковался с «Пушкинской». 16 августа прокладка её левого станционного тоннеля закончилась.
В ноябре 1980 года открылась строительная площадка станции «Академика Павлова» на перекрёстке улицы Академика Павлова и улицы Механизаторская. 10 января 1981 года была введена новая трамвайная линия для обхода строительного участка станции «Киевская» — на участке улицы Моисеевской (сейчас улица Академика Белецкого) от улицы Шевченко до моста через реку Харьков. 22 августа была окончательно проложена платформа станции «Советская-2», 17 октября её пешеходный тоннель был выведен на «Советскую». 28 декабря 1981 года был готов эскалаторный ход на «Пушкинской», 31 декабря — утверждён проект оформления станций первого пускового участка Салтовской линии. 29 января 1982 года началось строительство второго перехода между «Советской» и будущим «Историческим музеем». В том же месяце были состыкованы перегонные тоннели между «Пушкинской» и «Киевской». 23 февраля был готов эскалаторный ход «Советской-2».
26 июня 1982 года был окончательно установлен метромост между станциями «Киевская» и «Барабашова». В сентябре завершился монтаж эскалатора на «Дзержинской». 31 августа 1983 года над метромостом был завершён монтаж крытой галереи. 7 октября были обкатаны составы из новых вагонов моделей 81-717 и 81-714. 27 декабря новая линия была обеспечена электроподстанцией, а 31 декабря в торжественной обстановке был открыт новый пересадочный узел станции «Исторический музей», которая к этому времени получила основное название.
22 января 1984 года опубликовано распоряжение Совета Министров СССР «О строительстве в Харькове третьей линии метрополитена». 6 февраля начались подготовительные работы — был установлен ствол № 5 в районе Госпрома и вскоре стартовало само строительство. 30 июня МГТС СССР утвердила проект строительства линии от станции «Метростроителей» до станции «Проспект Ленина» длиной 6,12 км, которая должна была соединить Алексеевский жилой массив и центральную часть города. Проект предполагал строительство пяти станций: «Плехановская» (сейчас «Метростроителей»), «Площадь Восстания» (сейчас «Защитников Украины»), «Совнаркомовская» (сейчас «Архитектора Бекетова»), «Госпром» и «Проспект Ленина» (сейчас «Научная»). Два новых пересадочных узла были образованы переходами между станциями «Метростроителей» и «Спортивная», и между станциями «Госпром» и «Площадь Дзержинского», что образовало «классический треугольник» генеральной транспортной схемы. Благодаря этой схеме имеется возможность проехать между двумя любыми станциями, совершив лишь одну пересадку между линиями.
15 июля 1984 года прошёл пробный поезд по первому пусковому участку Салтовской линии, 2 августа комиссия утвердила результаты. Участок был официально запущен 10 августа 1984 года и торжественно открыт на следующий день. Он включал в себя 5 станций («Исторический музей», «Площадь Дзержинского» (сейчас «Университет»), «Пушкинская» (сейчас «Ярослава Мудрого»), «Киевская», «Барабашова» (сейчас «Академика Барабашова»), электродепо «Салтовское» и объединённые мастерские. Станции «Киевская» и «Барабашова» соединил единственный в мире крытый метромост, длиной 980 метров, проходящий над рекой Харьков. Станции «Исторический музей» и «Советская» образовали пересадочный узел между красной и синей линиями.
25 августа 1984 года начало сооружение открытым способом тоннелей между станциями «Героев Труда» и «Студенческая». 15 сентября завершилась установка железобетонных конструкций на наземном участке «Барабашова» — Академика Павлова", 8 октября тоннели были достроены. В апреле 1985 года была открыта стройплощадспект Ленина», спустя год, в апреле 1986 года, там был сооружён козловой кран. 2 апреля того же 1986 года состоялась вторая сбойка на строительстве Алексеевской линии — левого перегонного тоннеля между станциями «Госпром» и «Совнаркомовская». 5 мая стартовали земляные работы на станции «Плехановская», а уже 23 августа участок «Барабашова-Академика Павлова» был готов. 11 октября пробный поезд прошёл по отстроенной Салтовской линии. Второй пусковой участок из станций «Академика Павлова», «Студенческая» и «Героев Труда» (сейчас «Салтовская»), имевший длину 3,6 км, начал свою работу 23 октября 1986 года. Государственная комиссия поставила отметку «отлично». 24 октября состоялось торжественное открытие. Итого длина Салтовской линии составила 10,4 км.
В ноябре 1986 года началось строительство тоннелей между станциями «Проспект Ленина» и «Госпром». 10 апреля 1987 года были состыкованы правые перегонные тоннели между станций «Совнаркомовская» и «Госпром», 8 июля этот же тоннель был состыкован между «Госпромом» и «Проспектом Ленина». В сентябре на станции «Площадь Дзержинского» началось тестирование и наладка системы управления с использованием телевизоров. 14 сентября и 31 октября были состыкованы левый и правый перегонные тоннели соответственно между участком работ в районе улицы Шевченко и станцией «Совнаркомовская». В ноябре 1987 года «Харьковметропроект» завершил проектирование пяти станций Алексеевской линии, в том числе разработал их оформление. В 1988 году на выходах из станций были поставлены контрольно-пропускные автоматы, которые выпускали пассажиров наружу и соответственно не давали таким образом пройти внутрь, не заплатив. Это освободило работников метрополитена от лишней работы.
В феврале 1988 года началось строительство вестибюля станции «Госпром», 1 февраля на станциях «Киевская» и «Академика Павлова» появились телевизионные системы управления. В марте Салтовское электродепо получило 10 новых вагонов типа 81-714.5 и 81-717.5, поставленные Ленинградским вагоностроительным заводом им. Егорова. Два новых состава на линии позволили сократить интервал движения электропоездов до 2 минут 10 секунд в час пик. 21 апреля 1988 года состоялась очередная сбойка — на этот раз левого перегонного тоннеля между станциями «Проспект Ленина» и «Госпром». 11 сентября в связи со строительством станции «Площадь Восстания» перенесены трамвайные пути на самой площади. 19 марта 1990 года был достроен правый перегонный тоннель между станциями «Площадь Восстания» и «Плехановская», расположенный ниже тоннелей станции «Спортивная». В апреле на станции «Южный вокзал» для установки систем телевизионного наблюдения огорожена часть распределительного зала.

### Независимая Украина

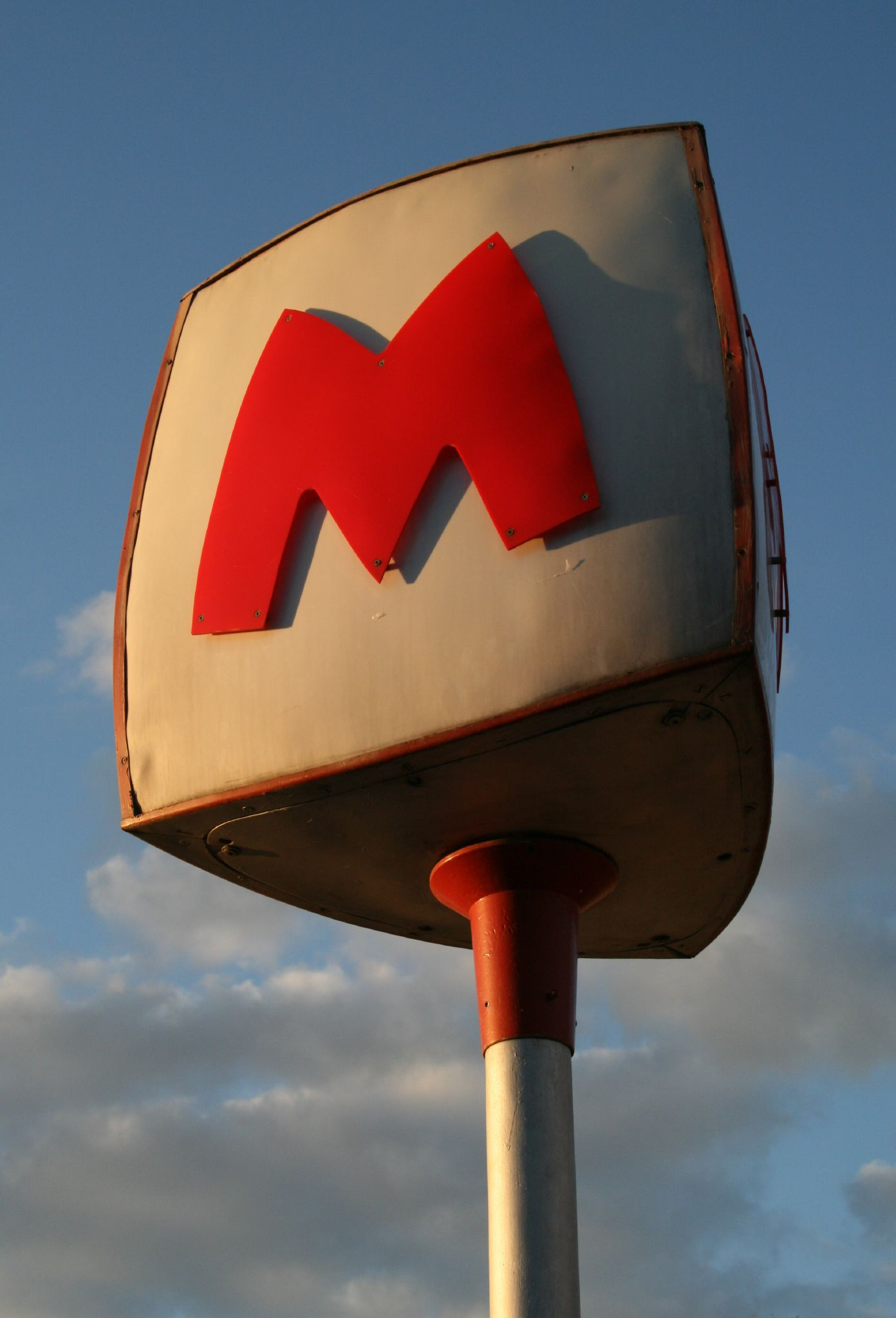
Знак Харьковского метрополитена

24 августа 1991 года был оглашён Акт провозглашения независимости Украины и это повлекло за собой большое количество системных изменений, которые, однако, не замедлили развитие метрополитена. Изменений коснулись отдельные переименования. 27 августа было издано распоряжение № 563 Исполнительного комитета Харьковского городского совета народных депутатов, согласно которому станция метро «Дзержинская» должна быть переименована в «Университет». Переименованию подлежали и все остановки городского транспорта. Руководители соответствующих предприятий должны были завершить работы по переименованию до 15 сентября 1991 года.
В ноябре открылась строительная площадка станции «Проспект Победы», которая должна была стать северной конечной Алексеевской линии. 1 марта 1992 года метрополитен перешёл на продажу талонов. 1 июня на 13 дней было перекрыто трамвайное движение в связи с опасениями просадки грунта по причине прокладки тоннелей внизу. Август ознаменовался первой сбойкой в независимой Украине — были состыкованы части левого перегонного тоннеля станций «Совнаркомовская» и «Площадь Восстания». В 1993 году было подготовлено технико-экономическое обоснование продления Свердловско-Заводской линии в сторону Роганского жилого массива. Проект предполагал продление линии на 6,21 км и постройку трёх станций: «Восточная», «Роганская» и «Южная».
В феврале 1994 года представитель Президента Украины в Харьковской области А. С. Масельский утвердил технико-экономическое обоснование продления Алексеевской линии на юг до «Одесской», подготовленное институтом «Харьковметропроект» при участии «Харьковпроекта», «Укрвостокгинтиза», «Виогема» и «Энергосетьпроекта». Постройку обещали к 1999 году. Было заявлено о необходимости постройки третьего электродепо, которое бы обслуживало линию, так как полноценная работа при депо на другой линии крайне затруднительна при наличии десятка станций на линии. Расширение линии на юг позволило бы направить пассажиропоток со стороны Мерефы, Бабаев, Змиёва, аэропорта, Основянского жилого массива, проспекта Героев Сталинграда и улицы Одесской. Строительство предполагало продлить линию на 3,56 км, пропускная способность по расчётам составляла 34 тыс. пассажиров в час. На расстоянии 1079 метров от станции «Метростроителей» разместилась бы станция «Державинская» — мелкого заложения, колонного типа. При строительстве сочетались бы открытый и закрытый способы. В связи с ним необходимо было бы снести 23 частных домовладения Коминтерновского района (с 2016 года Слободской). Особенностью проекта станции «Державинская» является наличие вестибюля над центром платформы. Выходы охватывали бы обе стороны проспекта Гагарина — завод радиоэлементов и район станции «скорой помощи» — перед перекрёстком с улицей Чугуевской и переулком Золотым. Далее на юг тянулись бы тоннели глубокого заложения, которые построил бы проходческий щит, вплоть до улицы Одесской. Здесь уже линия тянется по Червонозаводскому району (сейчас Основянский), что повлекло бы за собой снос 83 частных домовладений. В районе остановки «Улица Зерновая» в сторону улицы Валдайской перпендикулярно трассе вниз, в болотистую местность, где предполагалось строительство депо, спускается ветка протяжённостью 900 метров. В этой местности предстояло обустроить кольцевую дренажную систему и насыпать 4—5 метров, для чего необходимо будет перенести высоковольтную ЛЭП, переложить ливневую канализацию и для отчуждения санитарной зоны ликвидировать дополнительно 8 домовладений. Депо предполагалось использовать только для отстоя поездов, без ремонтной базы, с целью обеспечить большую экологичность объекта. Расстояние между станциями «Одесская» и «Державинская» составит 2416 метров, что является предельно допустимой длиной перегона, и расположится перед перекрёстком проспекта Гагарина с проспектом Героев Сталинграда и улицей Одесской. Станция будет односводчатой, мелкого заложения, без эскалаторов, с двумя вестибюлями погонного типа. Выходы с подземными переходами предусмотрены на все углы крупного перекрёстка. Для строительства станции переселение не предполагалось, однако предстояла значительная работа по перекладке подземных коммуникаций и изменению схемы движения наземного транспорта в зоне строительства.
6 мая 1994 года станция «Комсомольская» была переименована в «Маршала Жукова», с установкой и торжественным открытием бюста советского военачальника на одном из выходов. Соответствующее переименование внесено также в троллейбусный маршрут № 1. В июне городской исполнительный комитет принял решение из-за финансовых трудностей отложить открытие части станций. До конца текущего года[какого?] планировали открыть станции «Метростроителей», «Площадь Восстания» и «Архитектора Бекетова», а две другие — «Госпром» и «Научную» — в 1995 году. Однако впоследствии решили не спешить и открыть сразу весь первый пусковой участок. В июле 1994 года были внедрены месячные проездные билеты «трамвай-метро» и «троллейбус-метро» стоимостью 13750 крб. каждый. 31 декабря была утверждена областная комиссия для будущего открытия третьей линии. Первое заседание прошло 4 января нового года и по его решению было рекомендовано совершить запуск ко Дню Победы.
6 мая 1995 года Государственная комиссия подписала акт о приёме в эксплуатацию первого пускового участка Алексеевской линии длиной 5,34 км. Торжественное открытие было проведено Президентом Украины Леонидом Кучмой. В июне сильно поднялся уровень грунтовых вод на станции «Центральный рынок». Плиты платформы выгнулись, по облицовке пошли трещины. В ходе ремонта было пробурено 10 скважин и началось укрепление основания станции. Работы продолжались практически год, при этом станцию не закрывали, однако скорость движения поездов в районе снизили до 35 км/час. Однако уже 29 июня на год обрушилась новая беда — сильный ливень и последующий потоп. Станция «Студенческая» в эти сутки была выведена из строя из-за затопления, и участок «Барабашова» — «Героев Труда» временно не работал. Виадук через Алекссевскую балку оказался частично разрушенным, и из-за этого произошли изменения в транспортной карте города. Пришлось ввести новые маршруты. На Диканёвских сооружениях произошла серьёзная авария, и Харьков остался без водоснабжения до 8 августа. Начались масштабные и затратные восстановительные работы, занявшие практически всё лето. На их проведение были потрачены все средства, которые планировалось пустить на дальнейшее строительство Алексеевской линии. 10 августа станцию «Улица Свердлова» решением городского совета переименовано в «Холодную Гору». Указание получили руководители всех транспортных предприятий.
6 февраля 1996 года Областная государственная администрация приняла пакет документов, направленных на эффективное продолжение строительства Алексеевской линии. 1 марта были отменены проездные билеты в связи с массовыми подделками таковых. С 28 июня по 10 июля станция «Центральный рынок» закрылась на масштабные ремонтные работы. 26 сентября было опубликовано распоряжение главы ОГА Олега Дёмина «О продолжении строительства второго пускового участка третьей линии метрополитена». 1 апреля 1997 года были введены новые карты проезда, рассчитанные на 11 поездок, первая из которых была бесплатной. Все месячные билеты без ограничения на количество поездок были отменены, однако уже 1 июня вновь введены в оборот. В июле 1997 года началась забастовка работников «Харьковметростроя», которые уже 11 месяцев не получали заработную плату. Январь 1998 года ознаменовался упорядочиванием лоточной торговли в переходах. 1 мая были отменены все месячные билеты. 9 июля того же года внедрены магнитные карты проезда на конкретное количество поездок.
В 1999 году в электродепо «Салтовское» была эффективно протестирована и введена в действие система компьютерного управления составами. В марте стартовала областная государственная лотерея «Метро». Полученные средства пошли на продолжение строительства третьей линии. 28 августа 1999 года согласно постановлению Кабинета министров Украины № 541 от 5 апреля 1999 года были введены льготные карты для учащихся в государственных учебных заведениях Харькова. Они платили половину стоимости, остальную сумму выплачивал местный бюджет. 10 февраля 2000 года оказалась затопленной станция «Академика Павлова», однако коммунальные службы быстро решили проблему. В июле 2000 года указом городского совета станцию «Метростроителей» переименовали в «Метростроителей имени Г. И. Ващенко».
23 февраля 2001 года прошла сбойка на строительстве Алексеевской линии — левый перегонный тоннель вышел на станцию «Ботанический сад». Задачу реализовала бригада проходчиков Николая Кривошея с 26-го участка тоннельного отряда № 37. Общая протяжённость линии от «Научной» до «Ботанического сада» составила 1110 погонных метров. Уже к 15 мая тоннели второго пускового участка были готовы. С 15 июля 2001 года на линии работают только четырёхвагонные составы из-за недостатка рабочей техники. В 2002 году открылся небольшой вагоноремонтный завод и к 2003 году подготовил 16 вагонов. 15 января ограничительные барьеры демонтировали и пустили в ход пятивагонные составы. По планам до конца 2003 года должно было быть отремонтировано ещё 20 вагонов. 18 февраля торжественно завершили прокладку рельсов от «Научной» до «Ботанического сада», на мероприятии присутствовал Евгений Кушнарёв и другие официальные лица. Начальник метрополитена Михаил Пилипчук рассказал, что завершается прокладка рельсов и коммуникаций на втором пусковом участке, монтируются многотонные вентиляторы. На завершение работ и открытие 23 августа 2004 года требовалось ещё 60 миллионов гривен. 19 ноября 2003 года станция «Барабашова» получила приставку и стала «Академика Барабашова».
В 2004 году город начал получать новые составы, необходимые для пуска новых станций, имевшие тип вагонов 81-718.2/719.2. Всего таких прибыло три — 2 февраля, 28 апреля и 18 июня соответственно. 25 февраля станция «Индустриальная» получила название «Имени А. С. Масельского», это закрепило решение городского совета. 2 августа к новым станциям прошёл первый состав с городскими властями и представителями СМИ. Присутствовал на торжестве и Владимир Шумилкин. После этого началась подготовка к официальному открытию — украшались составы, монтировались турникеты и вывески. 21 августа 2004 года, как и планировалось, открылся второй пусковой участок Алексеевской линии длиной 2,6 км и две станции — «Ботанический сад» и «23 Августа». Станции имеют колонный типа, заложение мелкое. В их отделке были широко использованы современные материалы — перфорированный металл, эмали, плитка, выпущенные харьковскими предприятиями. На торжествах присутствовали президент Украины Леонид Кучма, министр транспорта Георгий Кирпа, председатель Харьковской облгосадминистрации Евгений Кушнарев, харьковский городской голова Владимир Шумилкин.
24 декабря 2004 года состоялось открытие северного вестибюля станции «Академика Павлова» и пешеходного выхода к Национальному исследовательскому институту радиотехнических измерений. Участок был закрыт более 10 лет из-за низкого пассажиропотока, но по просьбам горожан вновь был открыт. 28 апреля 2005 года на станции «академика Барабашова» открылся выход к торговой площадке «Лужники». Он изначально проектировался при строительстве, однако тогда в нём не было необходимости. С появлением крупного рынка возникла потребность разделить пассажиропоток, и состоялось открытие дополнительного входа. 6 июля того же года 37-я сессия Харьковского городского совета 4-го созыва приняла решение № 107/05 от 06.07.2005. «О наименовании строящихся станций метрополитена», согласно которым присвоены названия новым станциям Алексеевской линии: «на пересечении проспекта Людвига Свободы и улицы Ахсарова — „Алексеевская“, на пересечении проспектов Людвига Свободы и Победы — „Проспект Победы“» В августе 2006 года метрополитен перешёл на режим экономии — эскалаторы стали работать частично, интервалы между прибытием поездов были увеличены.
24 мая 2007 года на Алексеевке была открыта новая электроподстанция, чтобы обеспечить работу строящихся станций «Алексеевская» и «Проспект Победы», а также планируемого третьего электродепо «Алексеевское». 4 июля были введены в оборот бесконтактные карты для проезда. 3 августа 2009 года в связи с внедрением экономии были закрыты северный вестибюль станции «Академика Павлова» и западный вестибюль станции «Имени А. С. Масельского». 30 сентября метрополитен из государственное собственности перешёл в муниципальную. ГП «Харьковский метрополитен» было преобразовано в КП «Харьковский метрополитен».
23 октября 2010 года по третьему пусковому участку «23 Августа» — «Алексеевская» прошёл пробный поезд с журналистами и городскими чиновниками. Торжественное открытие состоялось 21 декабря. Участок имел длину 2,1 км и продлил линию на одну станцию — «Алексеевскую». 24 апреля 2012 года на станции «Исторический музей» презентовали разовые билеты для проезда. 19 июня в Харьков для тестирования прибыли три метровагона серии 81-7036/7037. 28 июля 2014 года на станции «Героев Труда» состоялось открытие нового выхода к радиорынку с примыкающими подземными переходами под улицами Академика Павлова и Героев Труда.
1 июля 2015 года в Харьков прибыл первый состав типа 81-7036/7037 производства Крюковского вагоностроительного завода. Преимущества его по сравнению со старыми моделями были заметны — состав более мощный, экономичный, пневмоприводы дверей исключают травматизм пассажиров, вагоны оборудованы системой видеонаблюдения и динамиками более качественного звука, а также местами для инвалидов и антивандальными сидениями. 21-го августа на Салтовской линии началась регулярная эксплуатация нового состава. 20 ноября 2015 года станция «Советская» была переименована в «Площадь Конституции».
19 мая 2016 года ряд станций метрополитена был переименован в рамках законов о декоммунизации. В частности, «Маршала Жукова» стала «Дворцом Спорта», Советской Армии — Армейской, Пролетарская — Индустриальной, «Метростроителей имени Г. И. Ващенко» снова стала «Метростроителей», и, наконец, «Площадь Восстания» была переименована в «Защитников Украины». Последний на данный момент, четвёртый пусковой участок Алексеевской линии был торжественно открыт в 12:00 19 августа и имел длину 1,1 км. На мероприятии присутствовал мэр города Геннадий Кернес и Президент Украины Пётр Порошенко. Спустя 28 лет после начала проектирования станция «Победа» (в ранних планах — «Проспект Победы») была введена в действие и уже 25 августа в 15:00 стала доступна для пассажиров.
В декабре 2016 года успешно завершились переговоры с Европейским банком реконструкции и развития, а также Европейским инвестиционным банком, которые согласились выделить 320 миллионов евро на продление Алексеевской линии, ещё 80 обязался покрыть городской бюджет. Средства должны пойти на строительство станций «Державинская» и «Одесская». Продление линии на юг станет пятым пусковым участком Алексеевской линии. Помимо того, на выделенные деньги будет построено электродепо № 3 «Алексеевское» и закуплены 80 новых вагонов, которые будут в нём базироваться и обслуживать линию, которая после того будет продлеваться и дальше. 22 декабря 2016 года в мэрии отчитались, что выделили 70 миллионов гривен на строительство электродепо севернее станции «Победа». На время работ будет перекрыта часть харьковской окружной дороги. Ещё 180 миллионов гривен выделено на подготовительные работы на южном участке.

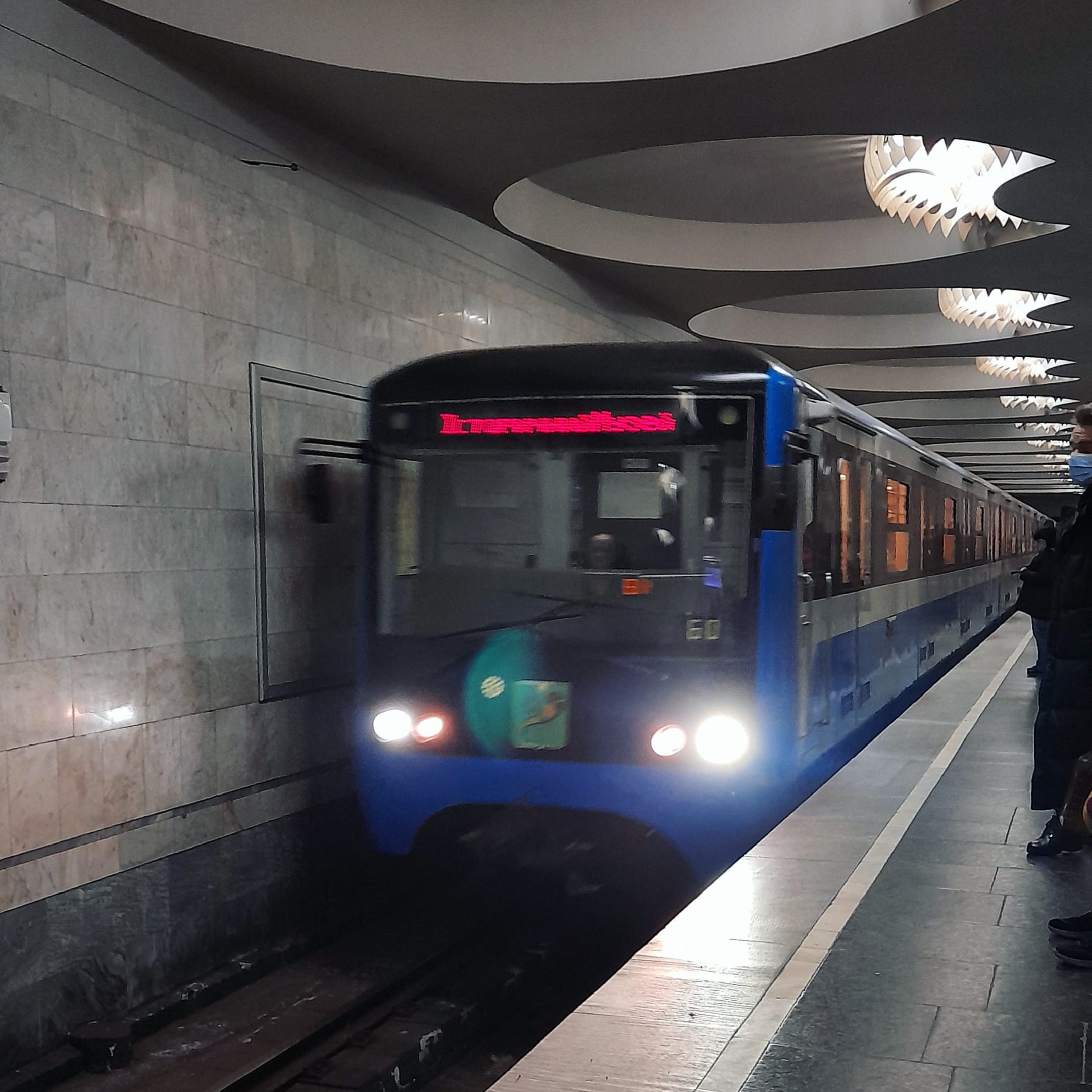
81-7036/7037 на станции Студенческая

По прогнозам городских чиновников и специалистов прокладка туннелей должна была стартовать уже зимой 2016 года, однако тендеры Prozorro на постройку электродепо завершились только 16 июня 2017 года. Победитель тендеров ПАО «Киевместрострой» предложил выполнить работу за 98 млн. 712 тыс.грн. с коэффициентом снижения начальной цены 1,25. Завершение работ изначально было запланировано на август 2018 года. К этому времени должен был вырыт котлован, переложена канализация диаметром 600 мм, обустроен тоннель, восстановлено движение автотранспорта и проведено благоустройство территории.
2 апреля 2017 года городской совет отчитался об активном и эффективном выполнении работы по отселению людей из места строительства метрополитена. 20 апреля на место строительства станции «Одесская» начала перевозиться строительная техника, которая использовалась при строительстве станции «Победа».
18 декабря 2017 года были опубликованы проекты дизайна станций «Державинская» и «Одесская». 19 декабря было торжественно подписано соглашение между Харьковским городским советом и Европейским банком реконструкции и развития о поддержке последним проекта строительства третьей линии метрополитена в сторону аэропорта, а именно станций «Державинская» и «Одесская». Согласно этому договору ЕБРР предоставляет 320 млн евро, которые, помимо этого, пойдут на постройку электродепо № 3 «Алексеевское», а также закупку 85 новых вагонов для метрополитена. Согласно заявлению главы украинского отделения банка Аджунера Шевки 160 млн евро из указанной суммы предоставил Европейский инвестиционный банк. Согласно логистическим подсчётам проект создаёт эффективную транспортную развязку для района с населением в 200 тысяч человек, в которой город нуждается, соединяет спальные районы с центральной частью города и увеличивает пассажиропоток на 25 млн человек в год. Представитель банка также отметил, что это крупнейший инвестиционный проект 2017 года для их компании. В тот же день было сообщено, что станция «Каштановая» между двумя вышеупомянутыми строиться не будет, так как это не целесообразно.
В 2018 году ожидалось начало подготовительных работ, а затем и строительство на участке «Метростроителей—Одесская» Последняя расположится на перекрёстке проспекта Гагарина и улицы Одесской. При строительстве будут совмещаться открытый и закрытый способы. Станция «Державинская» будет расположена на проспекте Гагарина в районе перекрёстка между улицей Чугуевской и переулком Золотым, её строительство не затронет движение городского транспорта. Туннели, которые соединят «Державинскую» и «Одесскую», планируется строить закрытым способом. Когда участок будет введён в действие, длина Алексеевской линии составит 14,4 км. Суточные пассажиропотоки на станции «Державинская» по прогнозам составят 40 тысяч чел., на станции «Одесская» — 160 тысяч чел. Однако в 2018 году строительство так и не началось, поскольку крайне долго длилось утверждение сопроводительной документации проекта и решение технических вопросов. Постепенно в вагонах и на станциях метрополитена появились рекламные стенды с анонсом открытия новых станций в 2022 году.
11 сентября 2019 года Кабинет министров Украины окончательно согласовал выделение 320 миллионов евро от ЕБРР и ЕИБ на проведение строительных работ по обустройству новых станций, электродепо и закупку нового подвижного состава. По заявлению Министерства финансов Украины, реализуемый проект втрое сократит время поездки от центра города до южных спальных районах, а также положительно скажется на состоянии экологии в Харькове. 16 сентября «Харьковская дирекция строительства метрополитена» заявила, что строительство новых станций начнётся в 1 квартале 2020 года. Будут готовиться земельные участки под строительство, сноситься дома, вырубаться деревья, оборудоваться временные инженерные сооружения. Для строительства метрополитена планировалось снести 88 домов, однако процесс переселения до сих пор[когда?] не завершился, так как владельцы двух домов до сих пор не договорились о их продаже и судятся с городскими властями. 16 октября на сессии Харьковского городского совета станция «Московский проспект» переименована в «Турбоатом».
17 марта 2020 года в 20:00 метрополитен закрылся в связи с карантинными мерами, принятыми из-за распространения COVID-19. 25 мая в 5:30 открылся для пассажиров.

### Российско-украинская война (с 24 февраля 2022 года)
24 февраля 2022 года, в связи со вторжением Российской Федерации в Украину, метрополитен впервые в своей истории был использован как убежище на случай воздушных атак и артобстрелов. Примерно в 14 часов 40 минут по киевскому времени движение поездов было полностью остановлено. Составы были распределены по станциям, дабы укрывающиеся от атак не спускались на пути и имели дополнительное место для расположения. После того как в Харькове уменьшилось  количество обстрелов, метрополитен возобновил свою работу 24 мая 2022 года.

Во время ракетных обстрелов Харькова 20 июня 2022 года в 23:55 одна из ракет попала в здание отстойно-ремонтного корпуса электродепо Немышлянское (ТЧ-1). В результате попадания ракеты произошло обрушение крыши здания, частично разрушены стены, выбиты оконные рамы, повреждена стена напротив выхода из депо. От взрывной волны и обрушения крыши получили значительные повреждения три состава, из них два вагона 81-719 № 107, 108 и единственный в метрополитене служебный вагон-путеизмеритель Д № 2302 были полностью искорёжены и смяты, в меньшей степени повреждения получили рядом стоящие вагоны Ем-508Т. Травмы получил 61-летний работник депо.

Станция метро 23 Августа как укрытие. Весна 2022
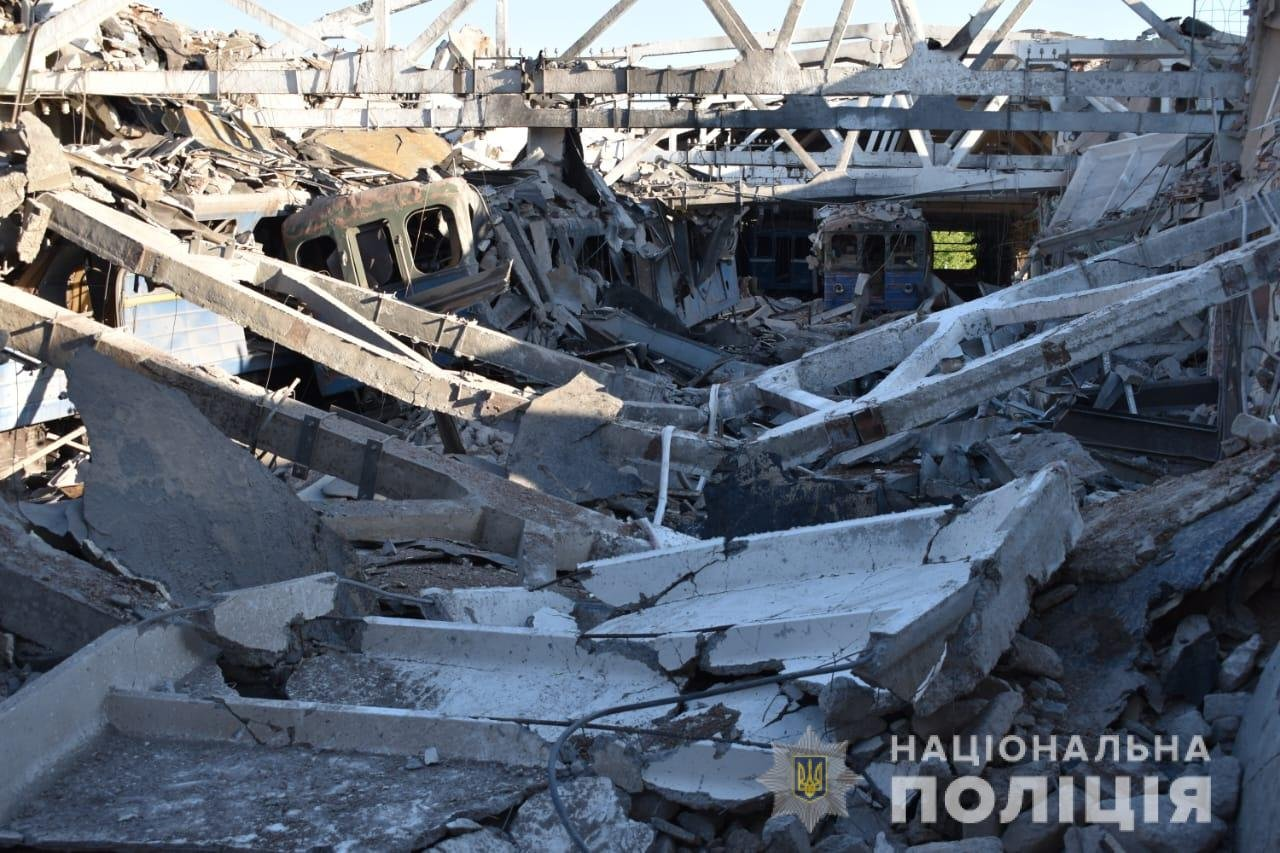
Обрушившаяся крыша депо и частично разбитые вагоны Еж3/Ем-508Т
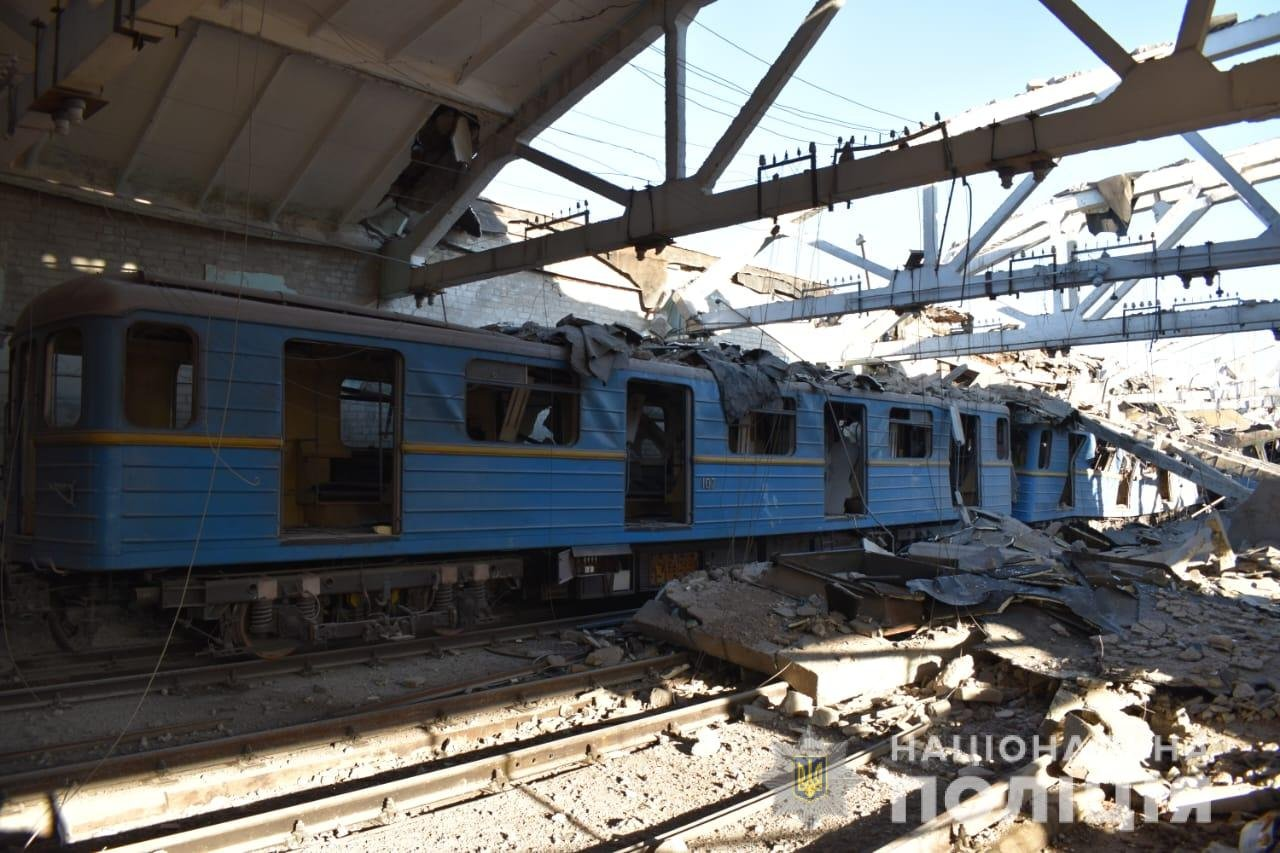
Разбитые вагоны 81-718/719 и обрушившаяся крыша
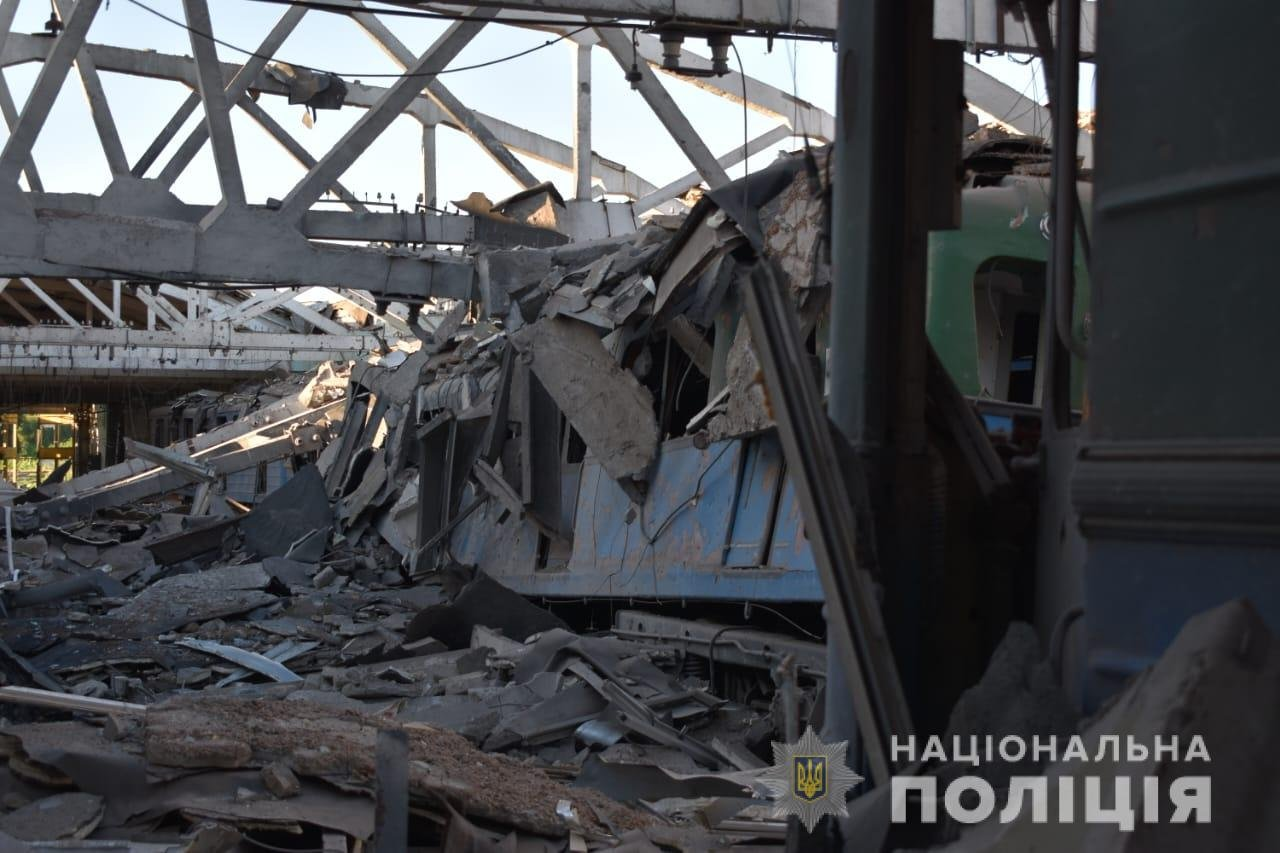
Разбитый вагон-путеизмеритель Д № 2302
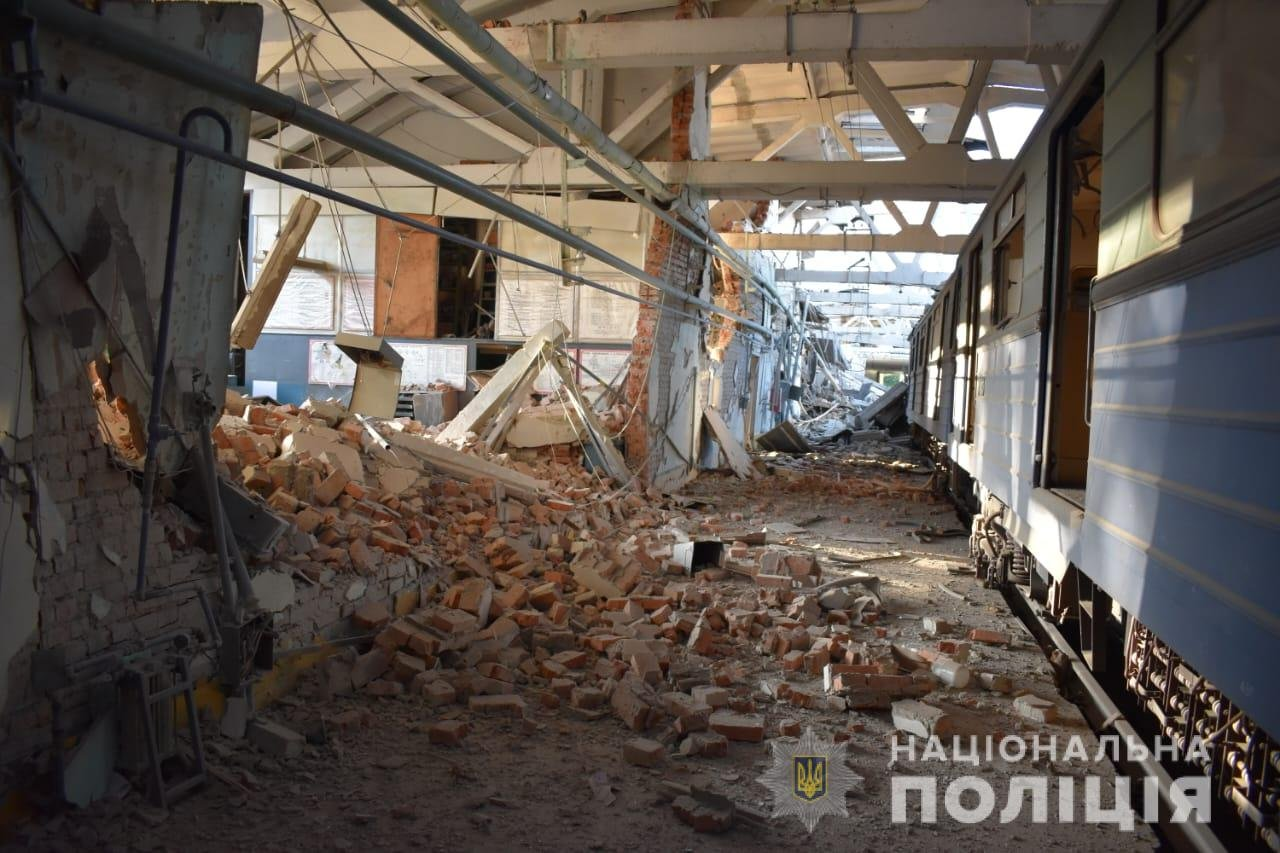
Повреждённые стены депо

#### Школы в помещениях станций метро
Из-за непрекращающихся обстрелов Харькова местные власти в сентябре 2023 года приняли решение использовать часть служебных помещений станций метро для обеспечения очного образовательного процесса. Для этого комнаты были оборудованы звукоизоляцией и системами рекуперации воздуха и подогрева. По состоянию на апрель 2024 года в подземных классах обучались 2200 учеников младших, средних и старших школ. В выходные дни в помещениях организовывают подготовку дошкольников.

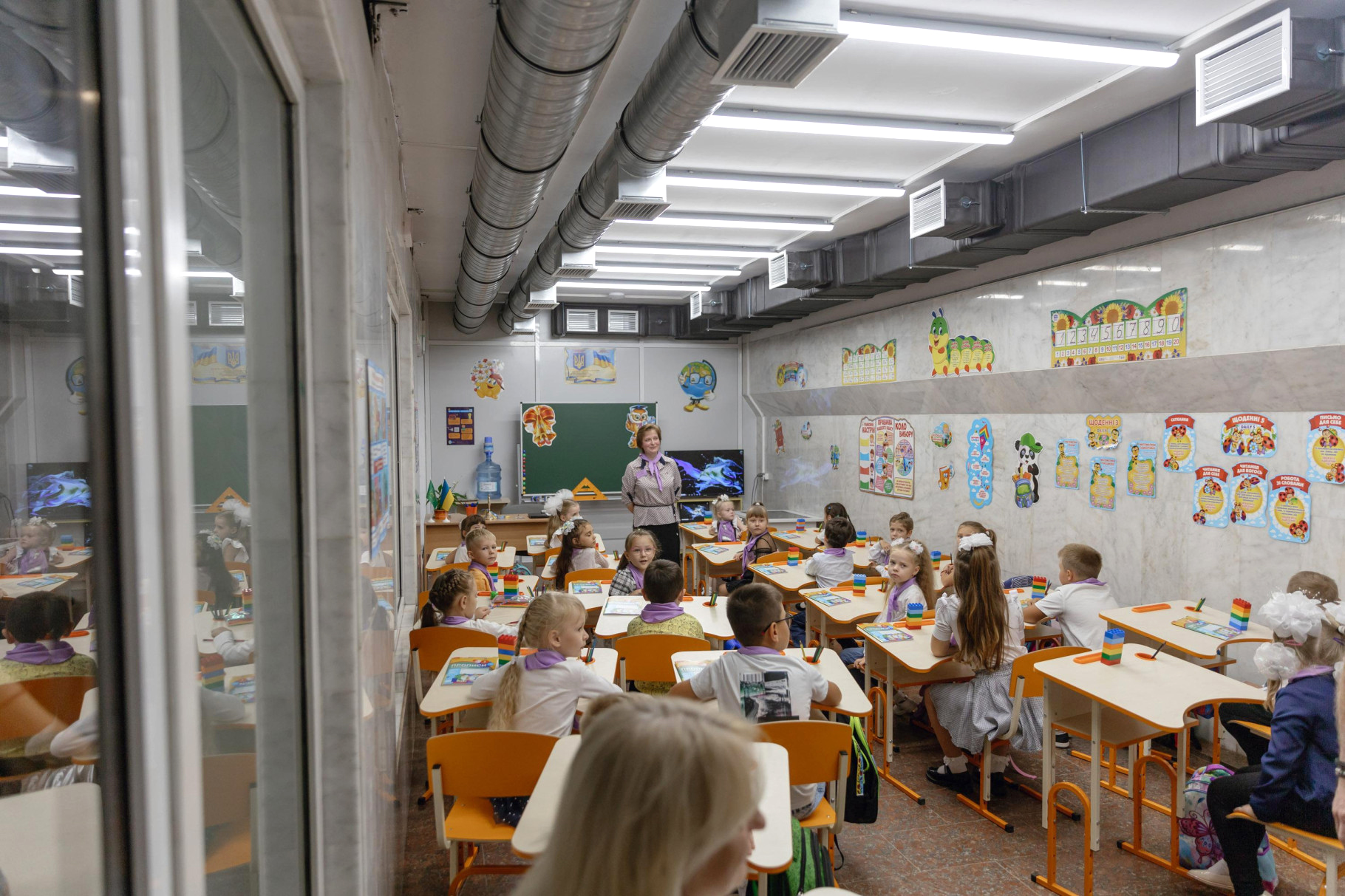
Школьный кабинет в метро Харькова

## Планы
До 2025 года планируется ввести в эксплуатацию электродепо «Алексеевское», после чего в 2025 году планируется открыть станции «Державинская» и «Одесская». Прокладка туннелей на этом не завершится и они протянутся дальше на юг, где в дальнейшем должны заработать станции «Мотель „Дружба“» и «Аэропорт».
Также запланировано продление Салтовской линии: от «Исторического музея» она будет протянута на юг до «Площади Урицкого», где будут оборудованы новые оборотные тупики для улучшения качества работы линии. Впоследствии ещё южнее будет располагаться станция «Новобаварская». В северной части линии в связи с планируемой в будущем пересадкой на Кольцевую линию будет построена станция «Дружбы Народов». Продлению подлежит и Холодногорско-Заводская линия, с одной стороны — до «Залютино», с другой стороны — к станциям «Восточная», «Роганская» и «Южная». Целесообразность строительства перечисленных станций будет определена в 2020-х годах, их открытие можно ожидать в 2030-х, опираясь на текущие темпы строительства метрополитена.

## Хронология открытия участков

Динамическая схема строительства линий и изменения названий станций Харьковского метрополитена с 1975 по 2024 год

- 23 августа 1975: «Холодная гора» — «Турбоатом» (8 станций)
- 11 августа 1978: «Турбоатом» — «Индустриальная» (5 станций)
- 11 августа 1984: «Исторический музей» — «Академика Барабашова» (5 станций)
- 24 октября 1986: «Академика Барабашова» — «Героев труда» (3 станции)
- 6 мая 1995: «Метростроителей» — «Научная» (5 станций)
- 21 августа 2004: «Научная» — «23 Августа» (2 станции)
- 21 декабря 2010: «23 Августа» — «Алексеевская» (1 станция)
- 25 августа 2016: «Алексеевская» — «Победа» [40] (1 станция)
- (ожидается) 2025: Участок «Метростроителей» — «Одесская» (2 станции)

## Начальники (генеральные директора) метрополитена
В хронологическом порядке:
- Николай Яковлевич Бессонов (1975— 1984)
- Леонид Алексеевич Исаев (1984— 2002)[58]
- Михаил Дмитриевич Пилипчук (2002—2006)
- Сергей Зинятович Мусеев (2006—2008; 2008—2010)
- Геннадий Кимович Броншпак (2008)
- Михаил Фёдорович Карамшук (2010—2014)
- Вячеслав Владимирович Стаматин (2014—2021)
- Андрей Станиславович Гармаш (2021—2024)
- Владислав Александрович Приймак (с 2024)

## Линии и электродепо

### Линии
В харьковском метрополитене действуют три линии:
| # | Название                | Конечные станции                    | Цвет    | Введена в строй | Количество станций | Эксплуатационная длина (км) |
| - | ----------------------- | ----------------------------------- | ------- | --------------- | ------------------ | --------------------------- |
| 1 | Холодногорско-Заводская | «Холодная Гора» — «Индустриальная»  | Красный | 1975            | 13                 | 17,25                       |
| 2 | Салтовская              | «Исторический музей» — «Салтовская» | Синий   | 1984            | 8                  | 10,23                       |
| 3 | Алексеевская            | «Метростроителей» — «Победа»        | Зелёный | 1995            | 9                  | 10,97                       |
|   | Всего:                  |                                     |         |                 | 30                 | 38,45                       |

Также в генеральном плане Харькова предусмотрено строительство 4-й линии метрополитена, которая будет соединять северную и восточную часть Салтовского жилмассива с индустриальной частью города.

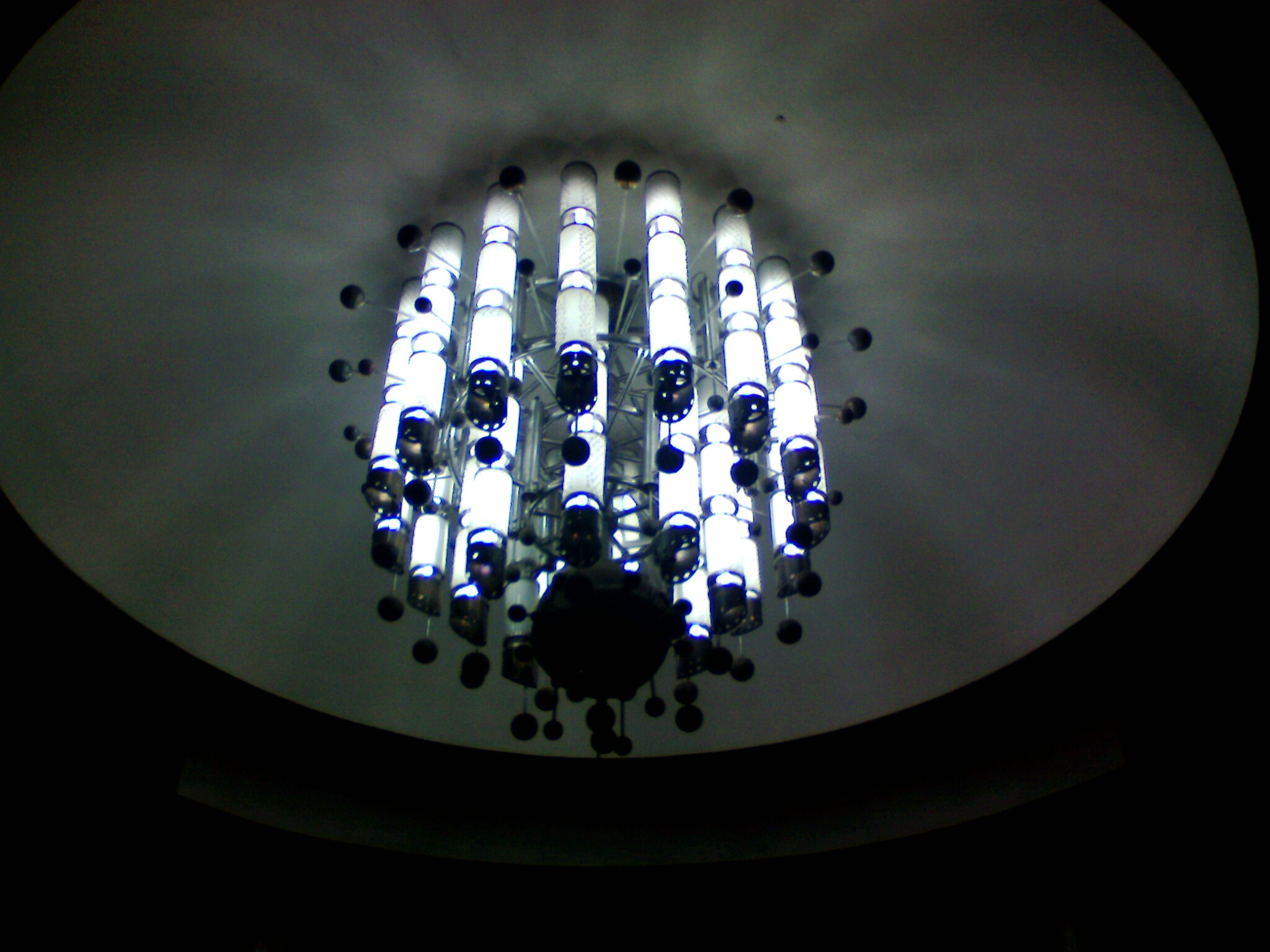
Люстры разных станций. Университет
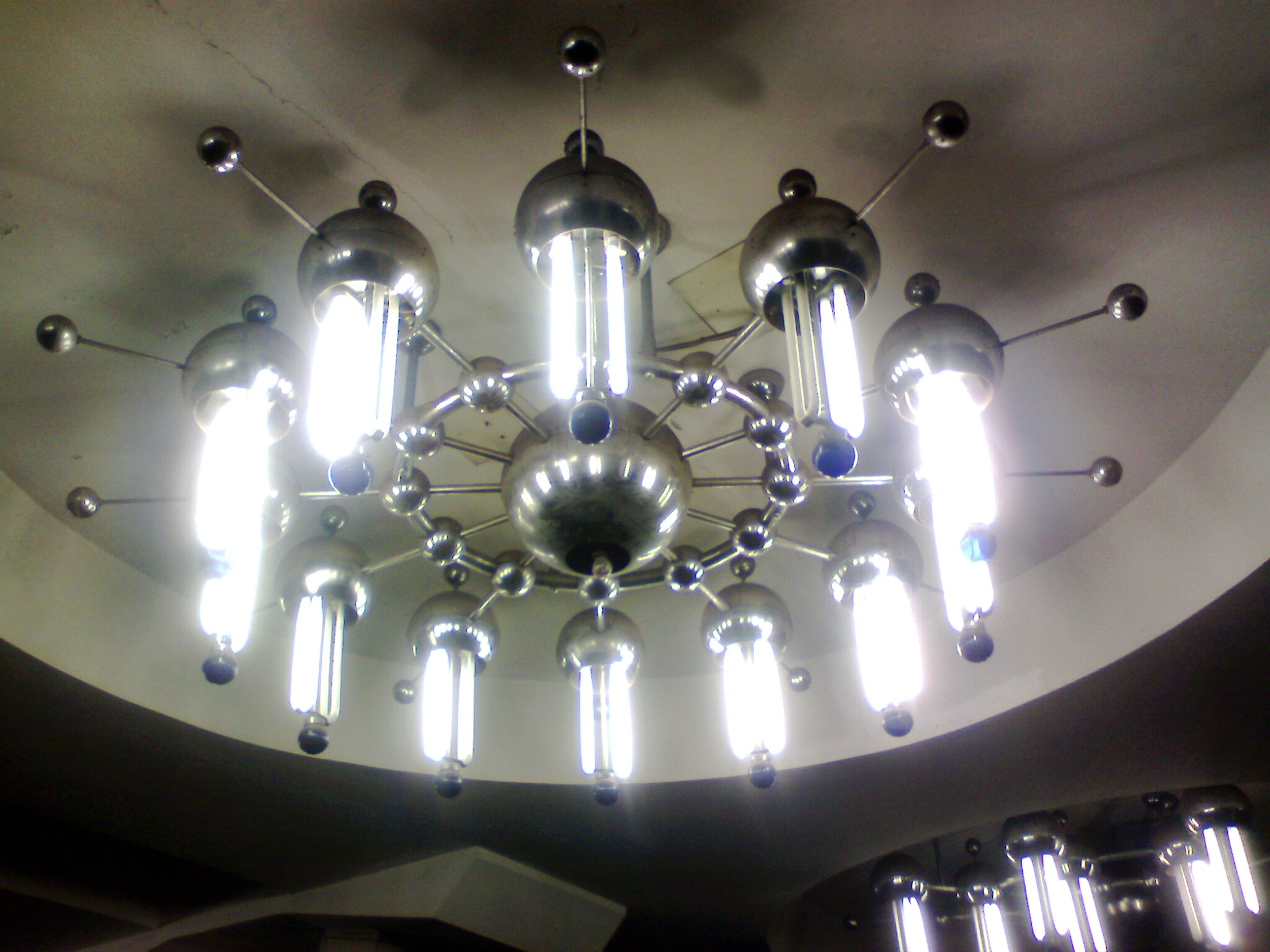
Академика Барабашова
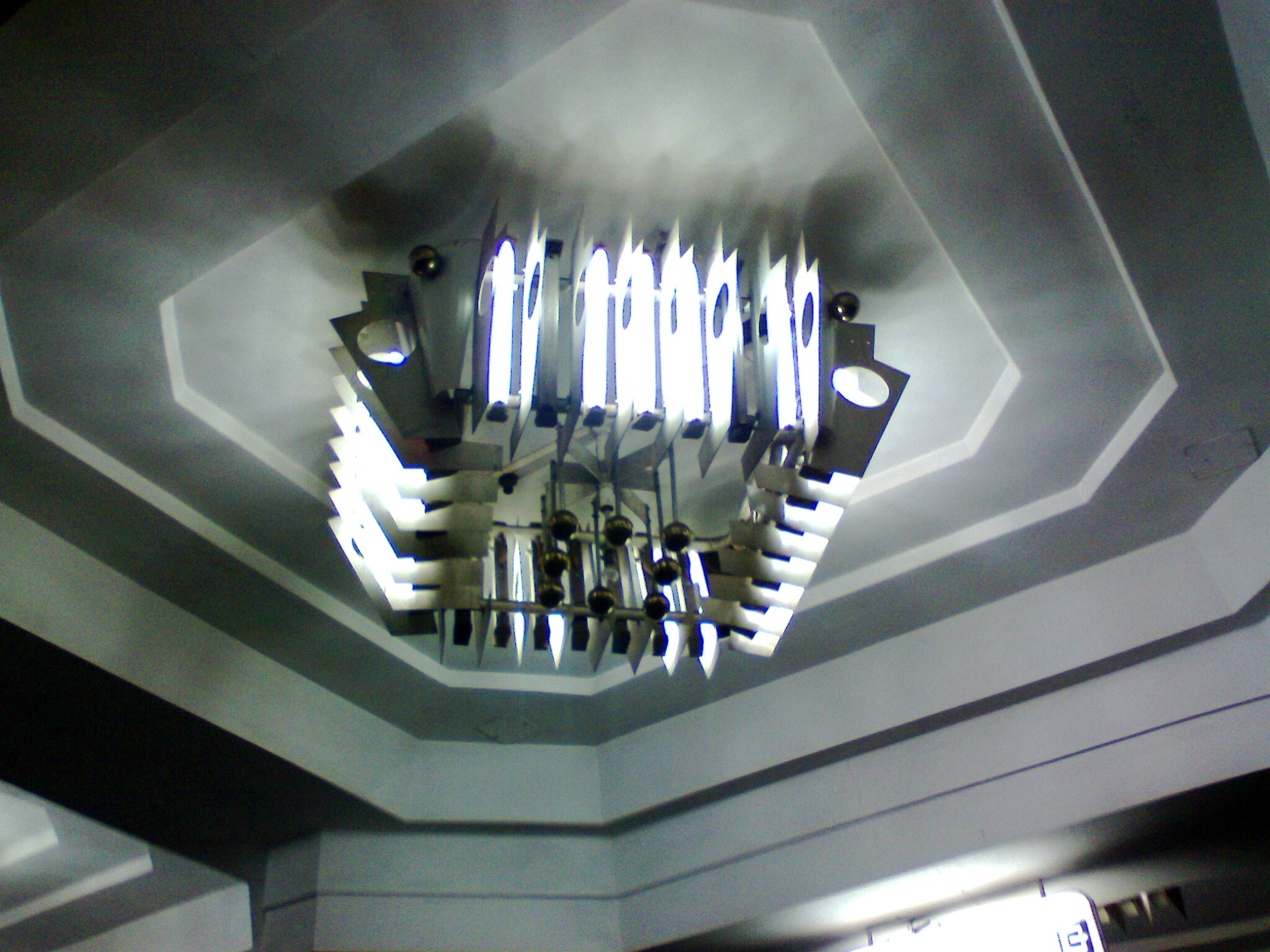
Салтовская
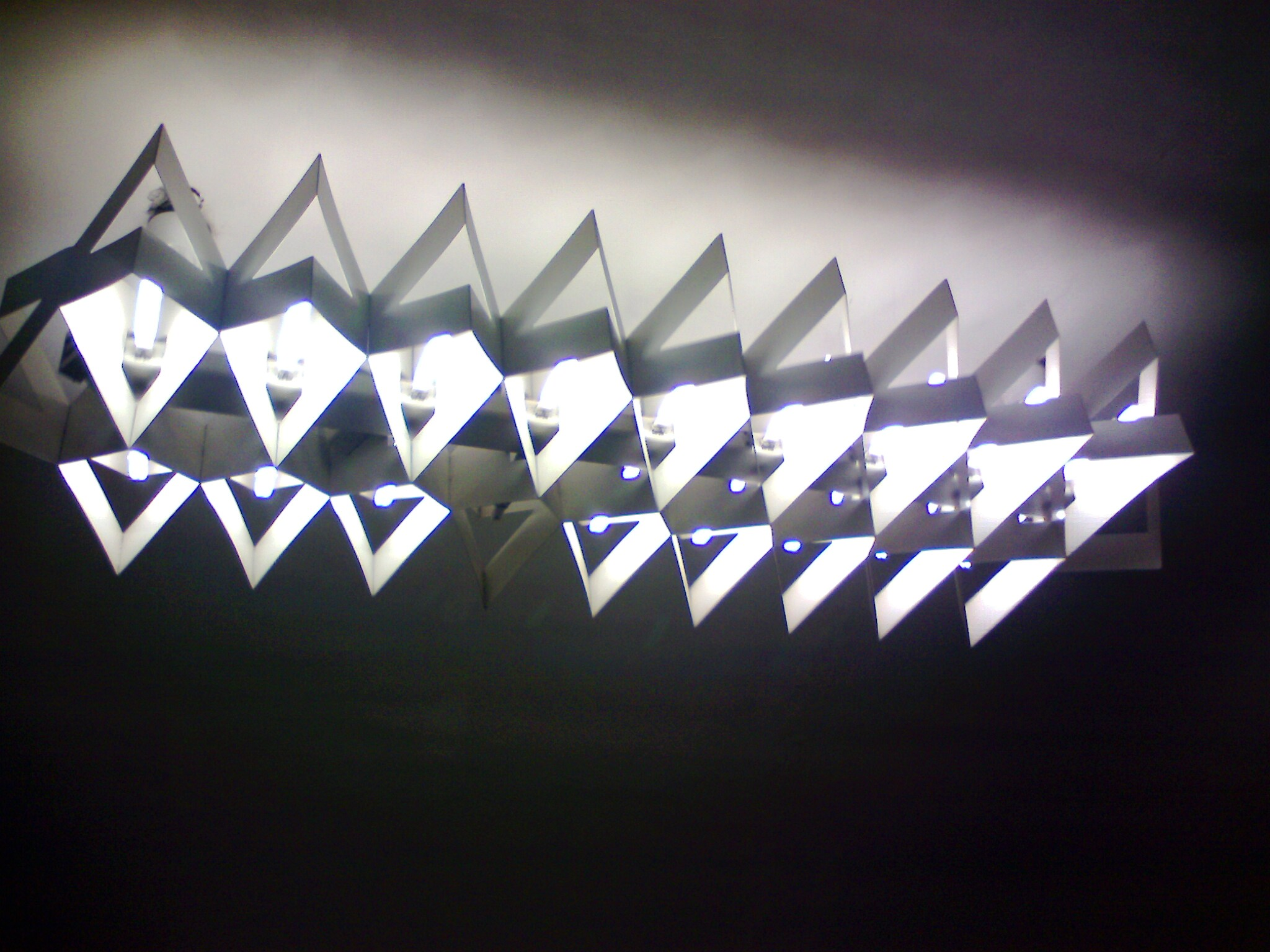
Площадь Конституции
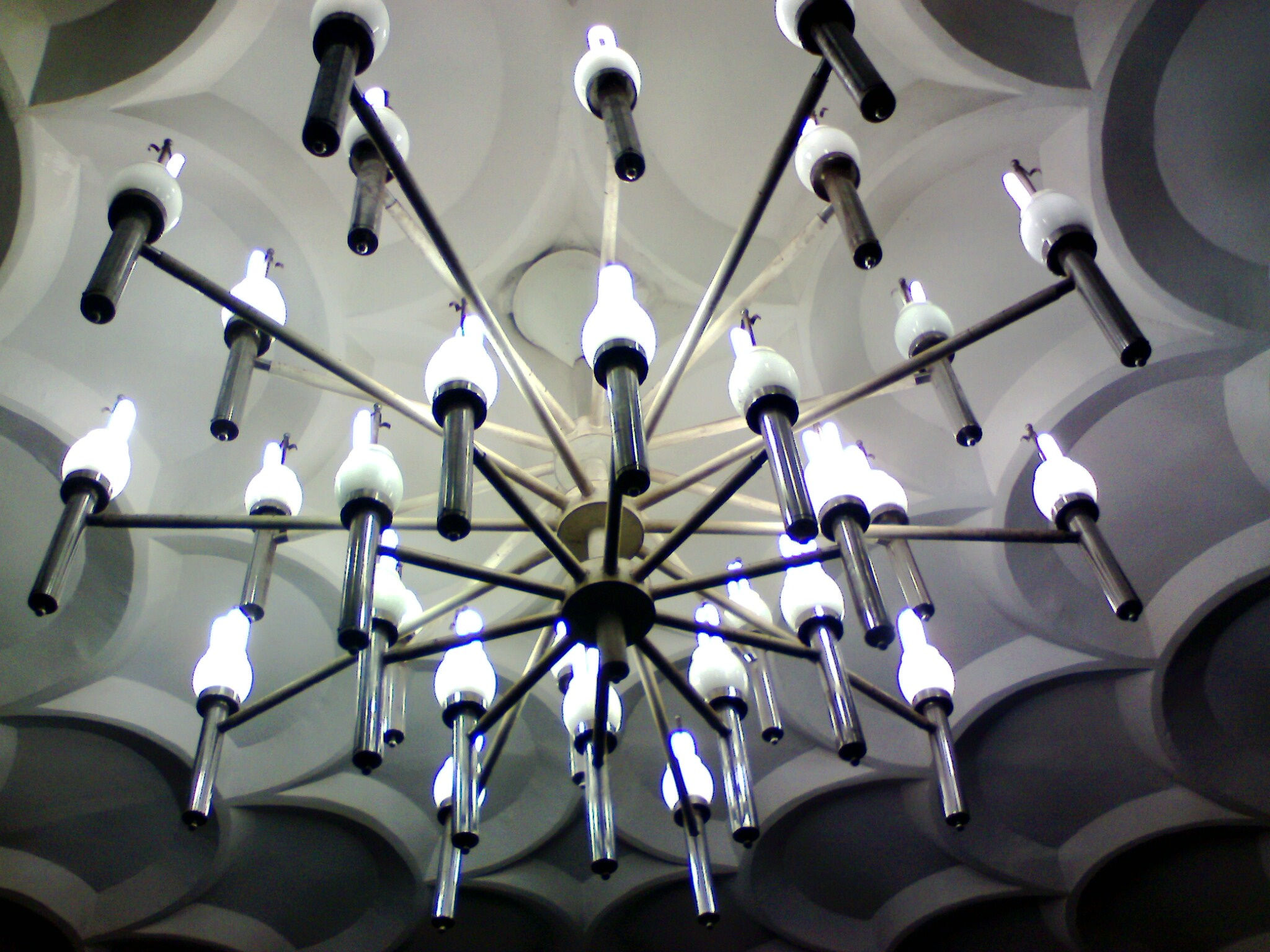
Киевская
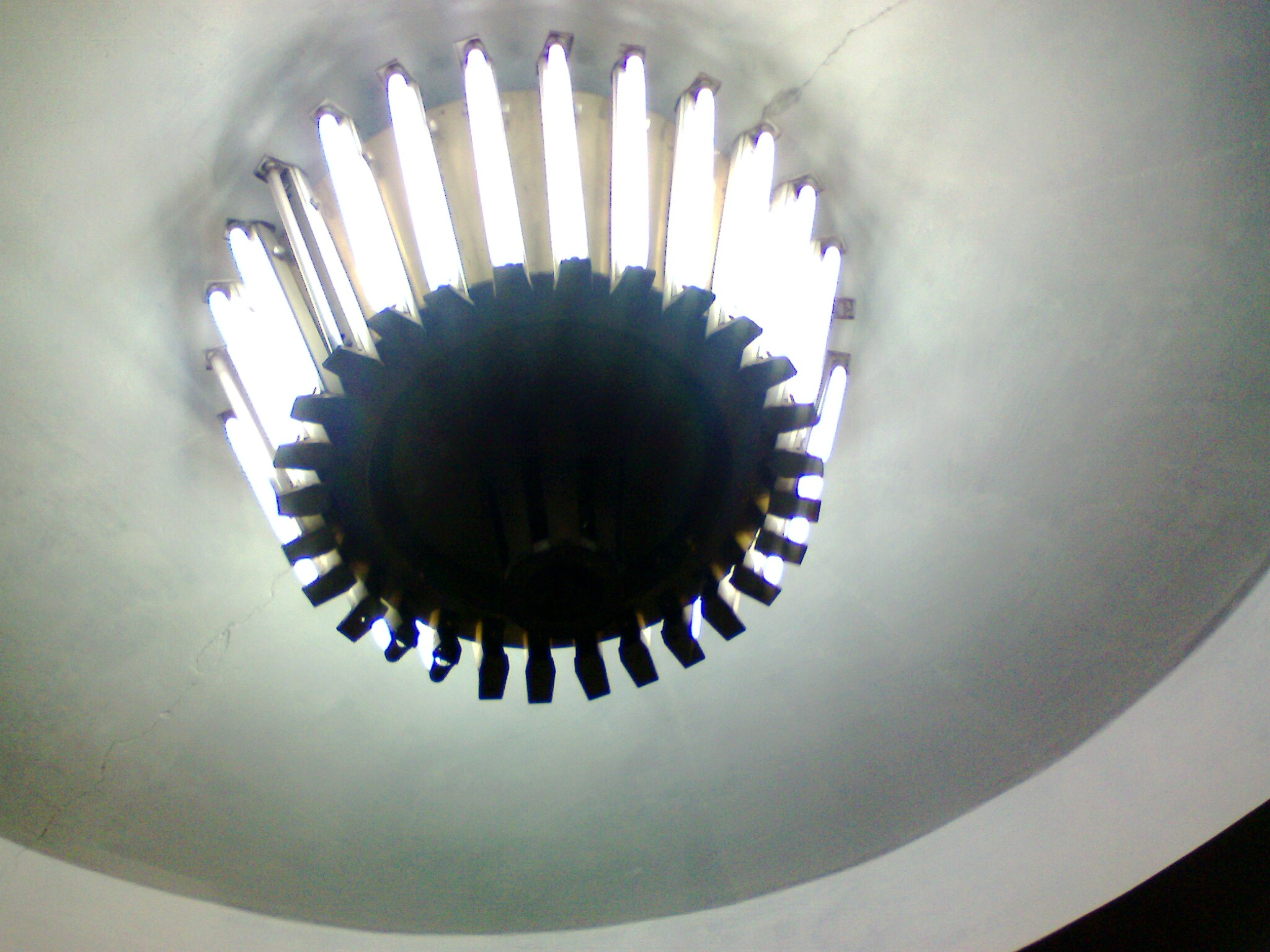
Имени А. С. Масельского
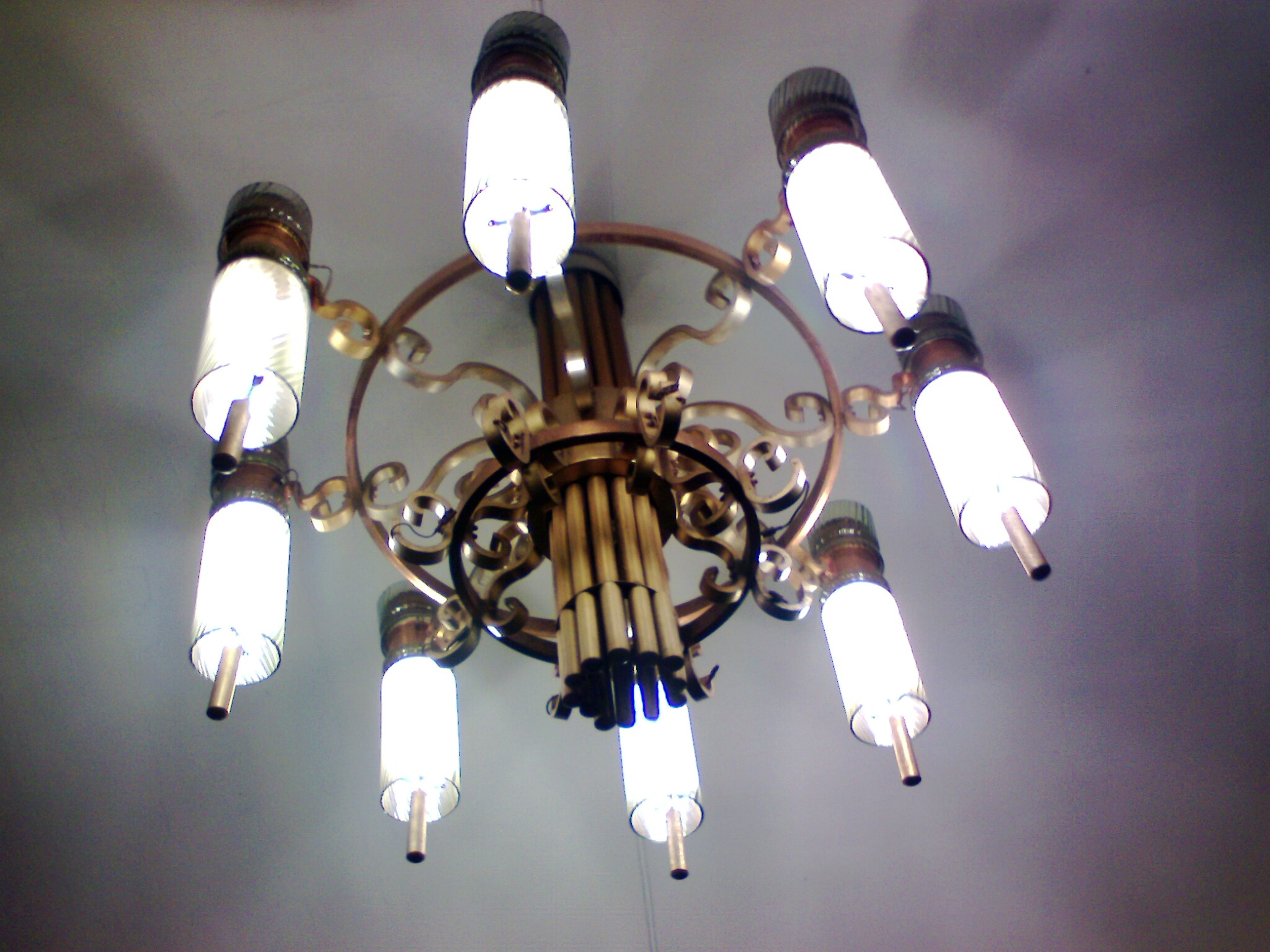
Ярослава Мудрого
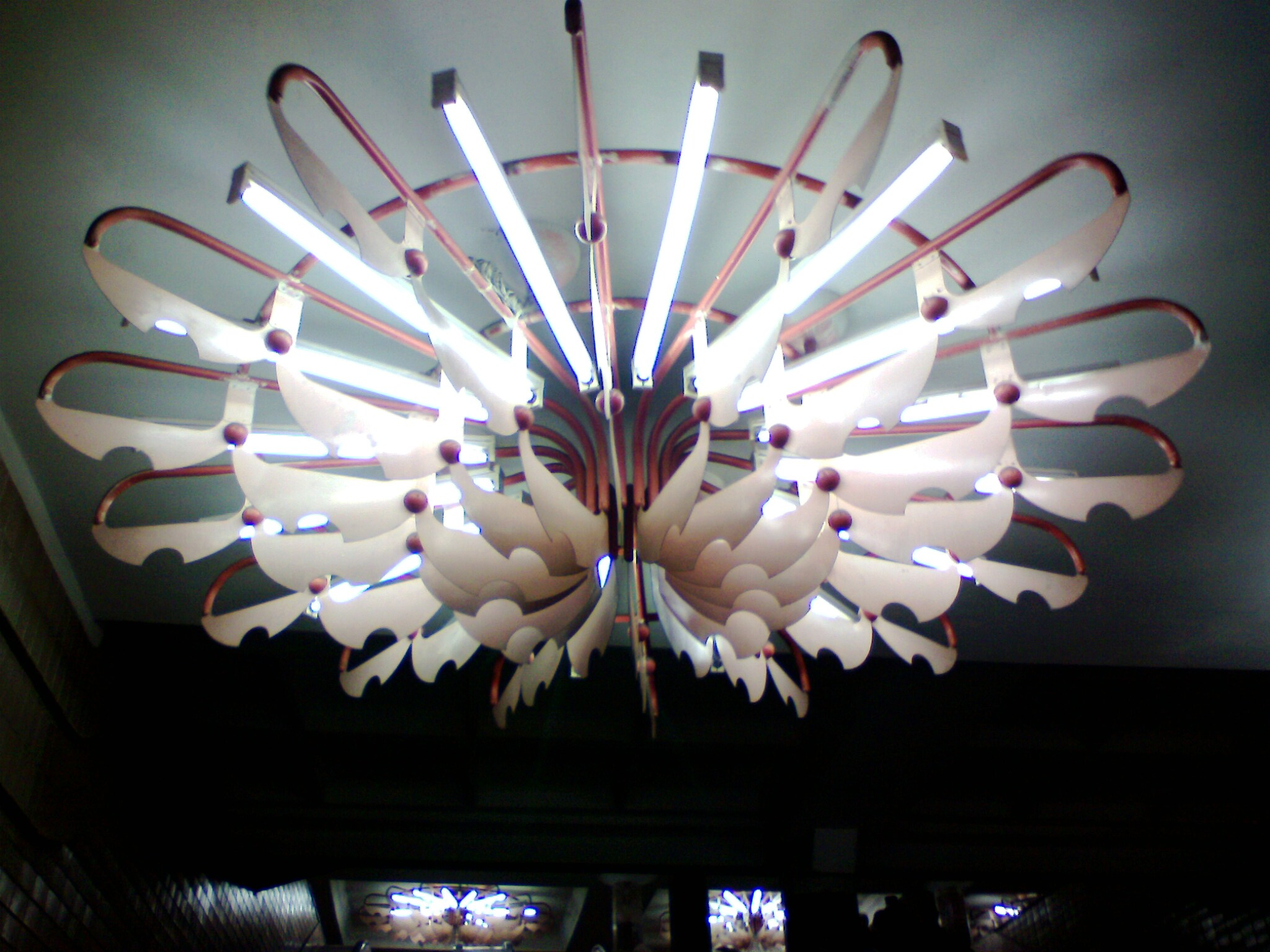
Архитектора Бекетова
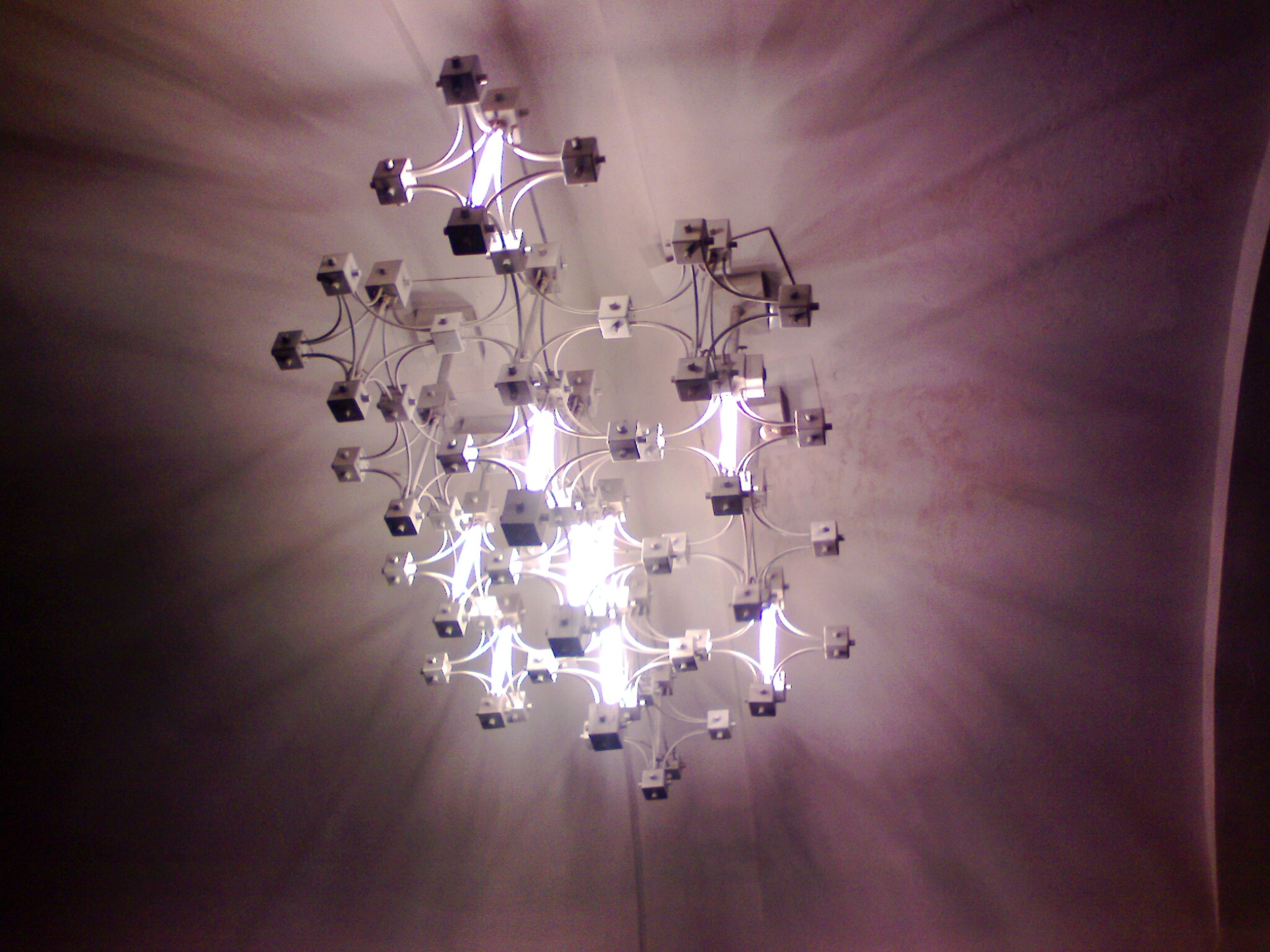
Исторический музей
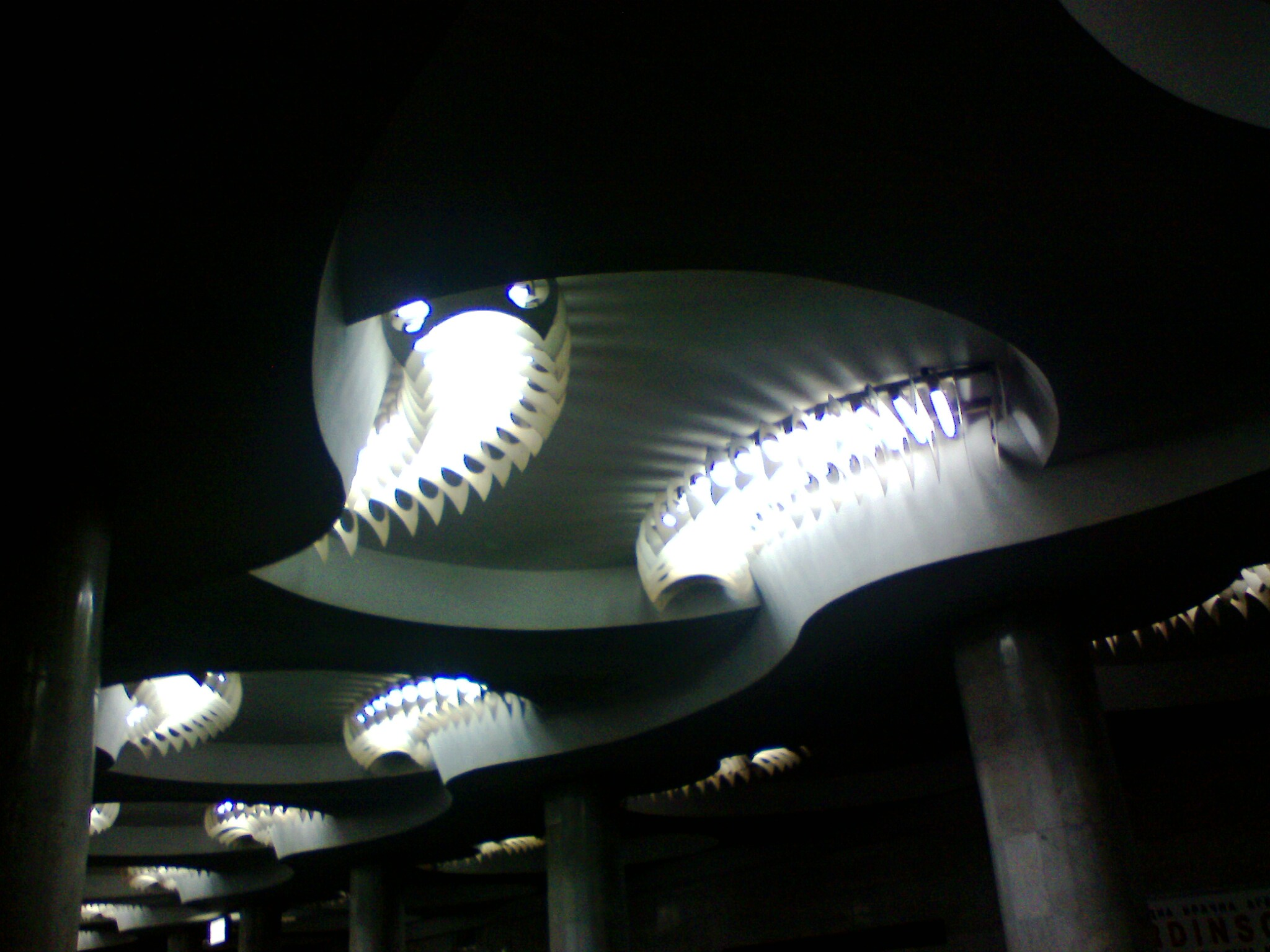
Студенческая

### Станции
В целом Харьковский метрополитен насчитывает 30 подземных станций, из них — 24 мелкого и 6 глубокого заложения. Большинство станций по конструкции колонные, исключение составляют 8 односводчатых станций (Защитников Украины, Академика Павлова, Киевская, Тракторный завод, Армейская, Турбоатом, Спортивная, Центральный рынок), 3 пилонных (Ярослава Мудрого, Вокзальная, Площадь Конституции) и 2 колонно-пилонных станции (Архитектора Бекетова, Госпром). Кроме того, 3 станции оборудованы балконами-переходами (Университет, Научная, Победа), которые в настоящее время[когда?] используются исключительно работниками метрополитена.
Переименованные станции
- 27 августа 1991 года — «Дзержинская» в «Университет».
- 6 мая 1994 года — «Комсомольская» в «Маршала Жукова».
- 10 августа 1995 года — «Улица Свердлова» в «Холодная Гора».
- июль 2000 — «Метростроителей» в «Метростроителей им. Г. И. Ващенко».
- 19 ноября 2003 года — «Барабашова» в «Академика Барабашова».
- 29 апреля 2004 года — «Индустриальная» в «Имени А. С. Масельского».
- 17 мая 2016 года — «Метростроителей им. Г. И. Ващенко» в «Метростроителей».
- 26 апреля 2024 года — «Южный вокзал» в «Вокзальная».

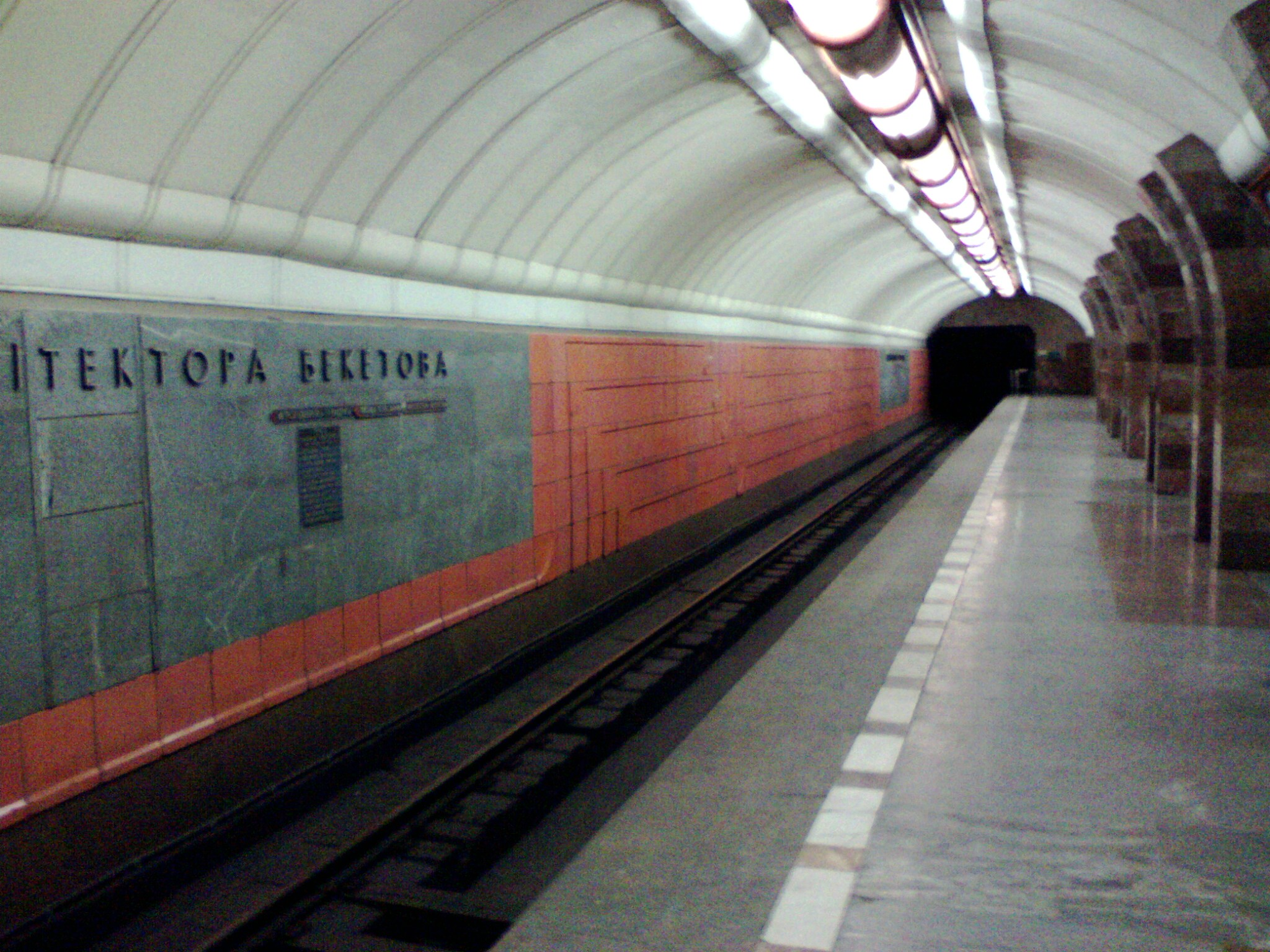
Архитектора Бекетова
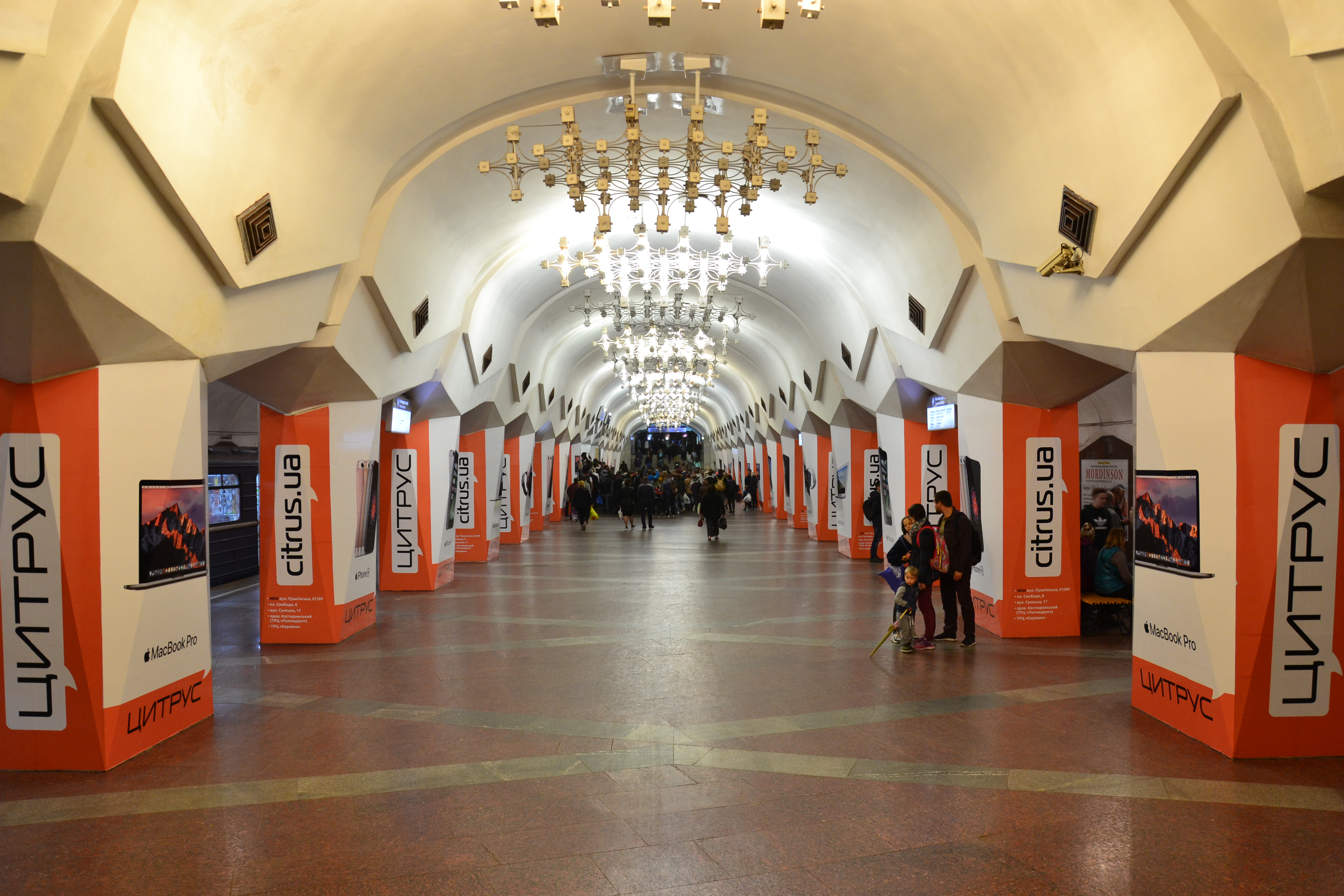
Исторический музей
Победа
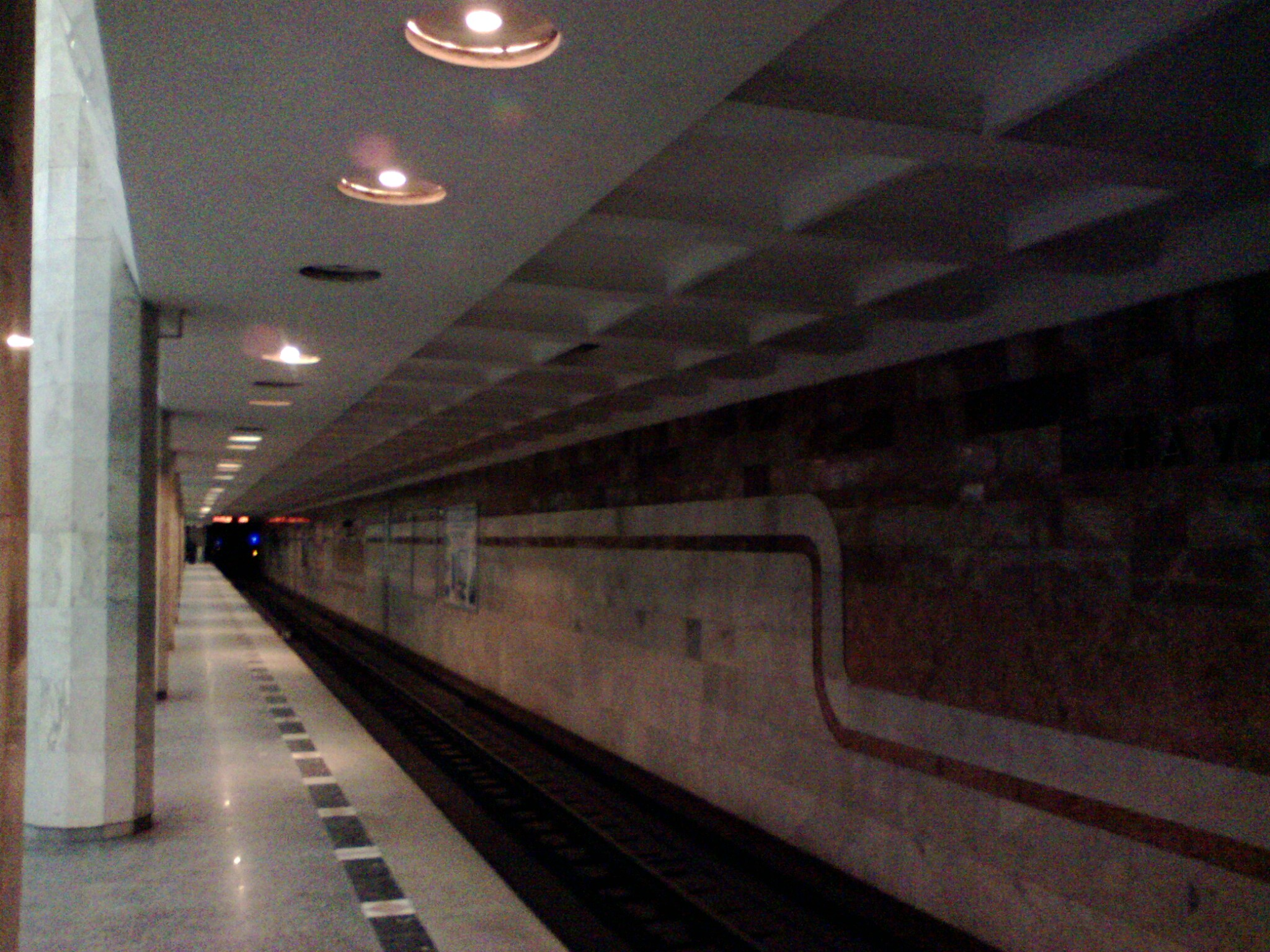
Научная
Метростроителей
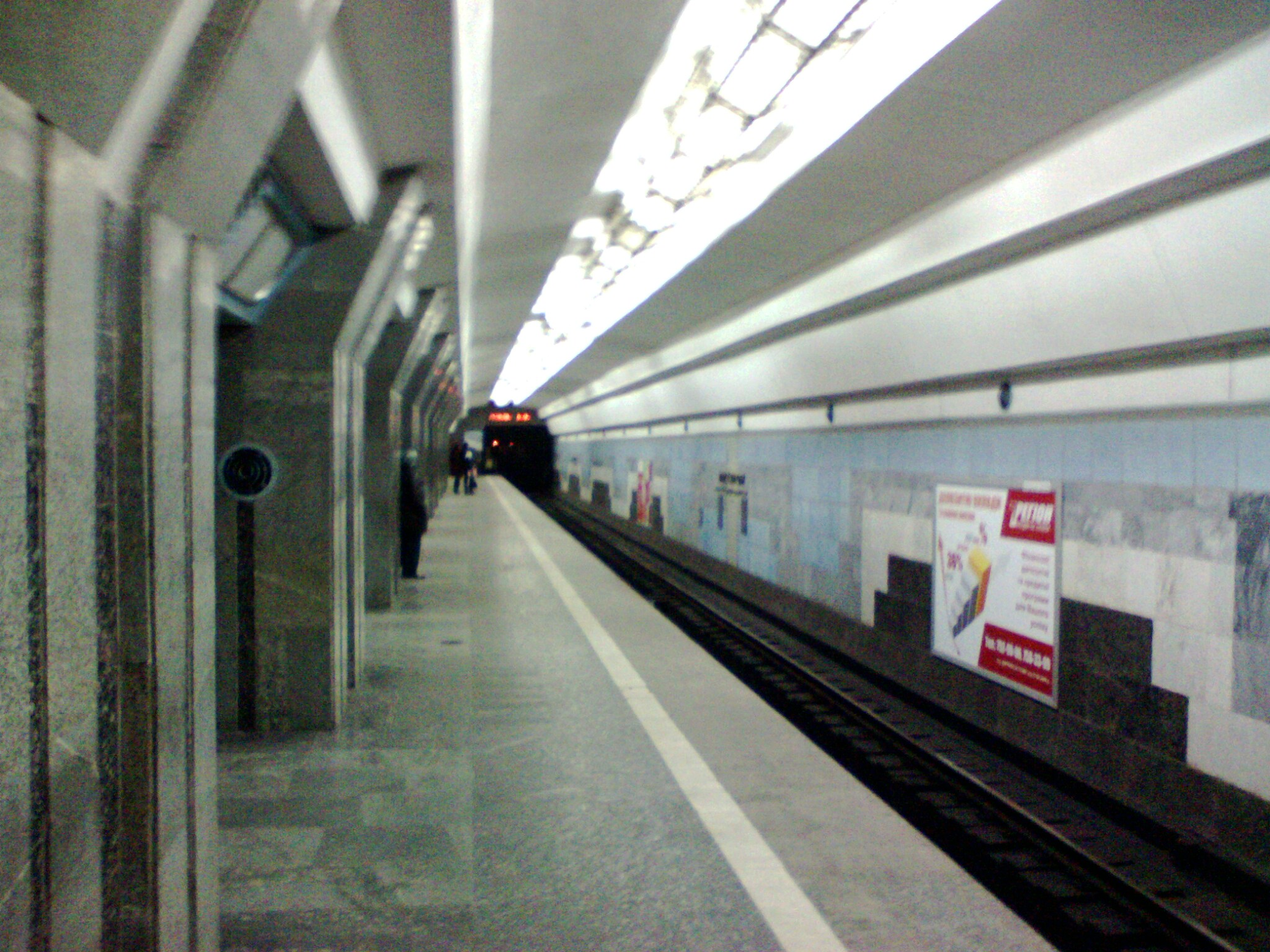
Госпром
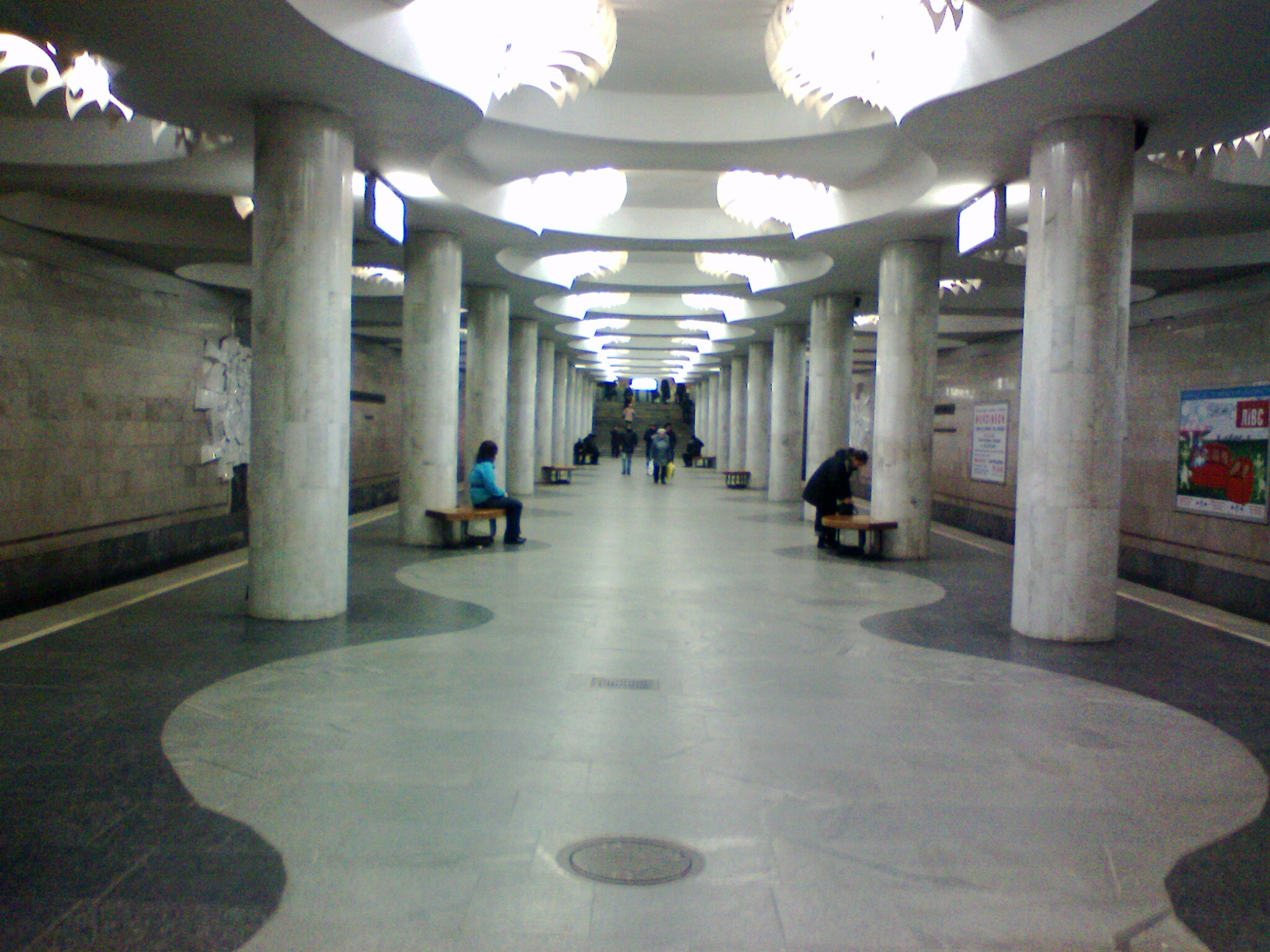
Студенческая
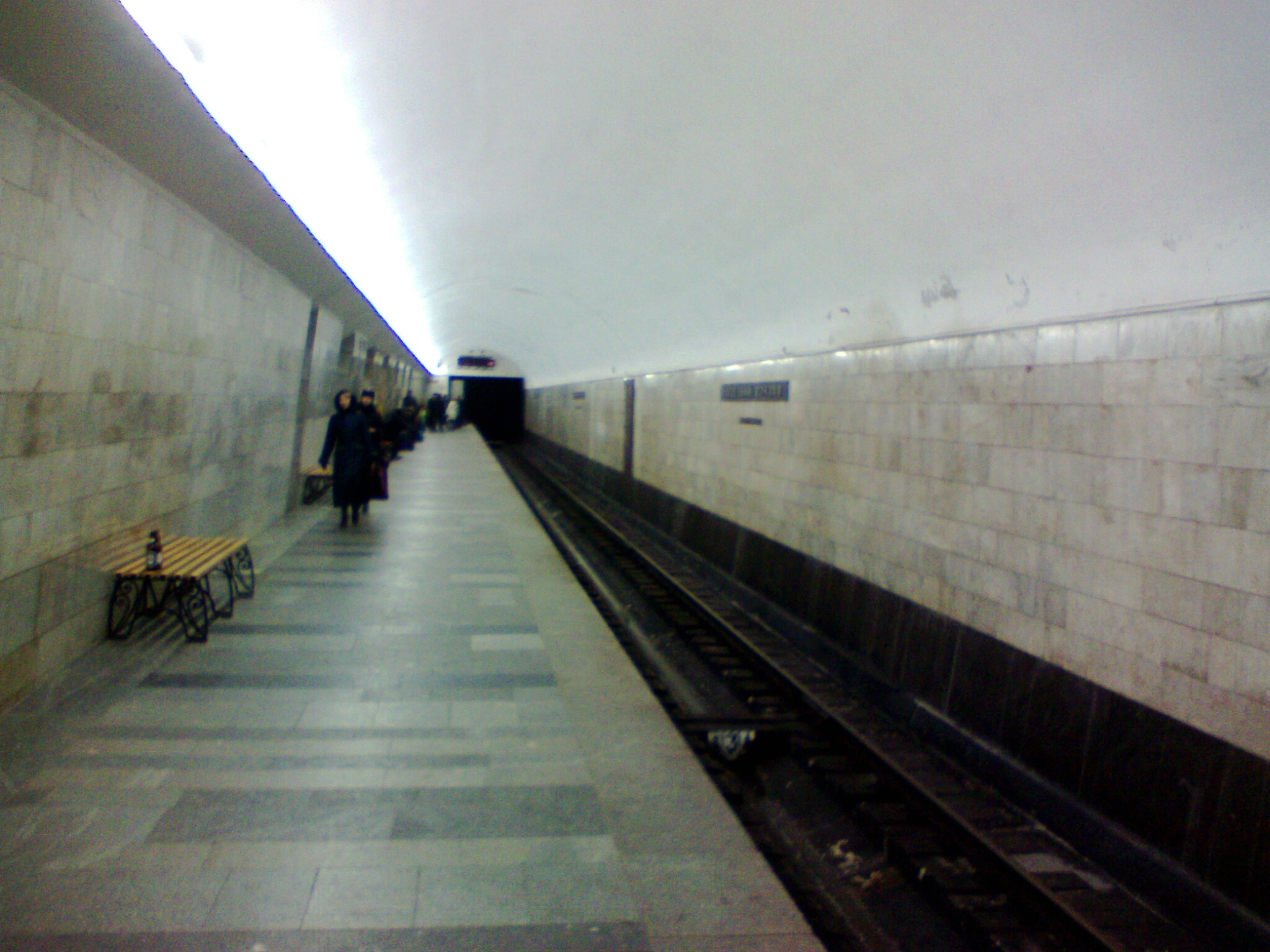
Вокзальная (бывш. Южный вокзал)
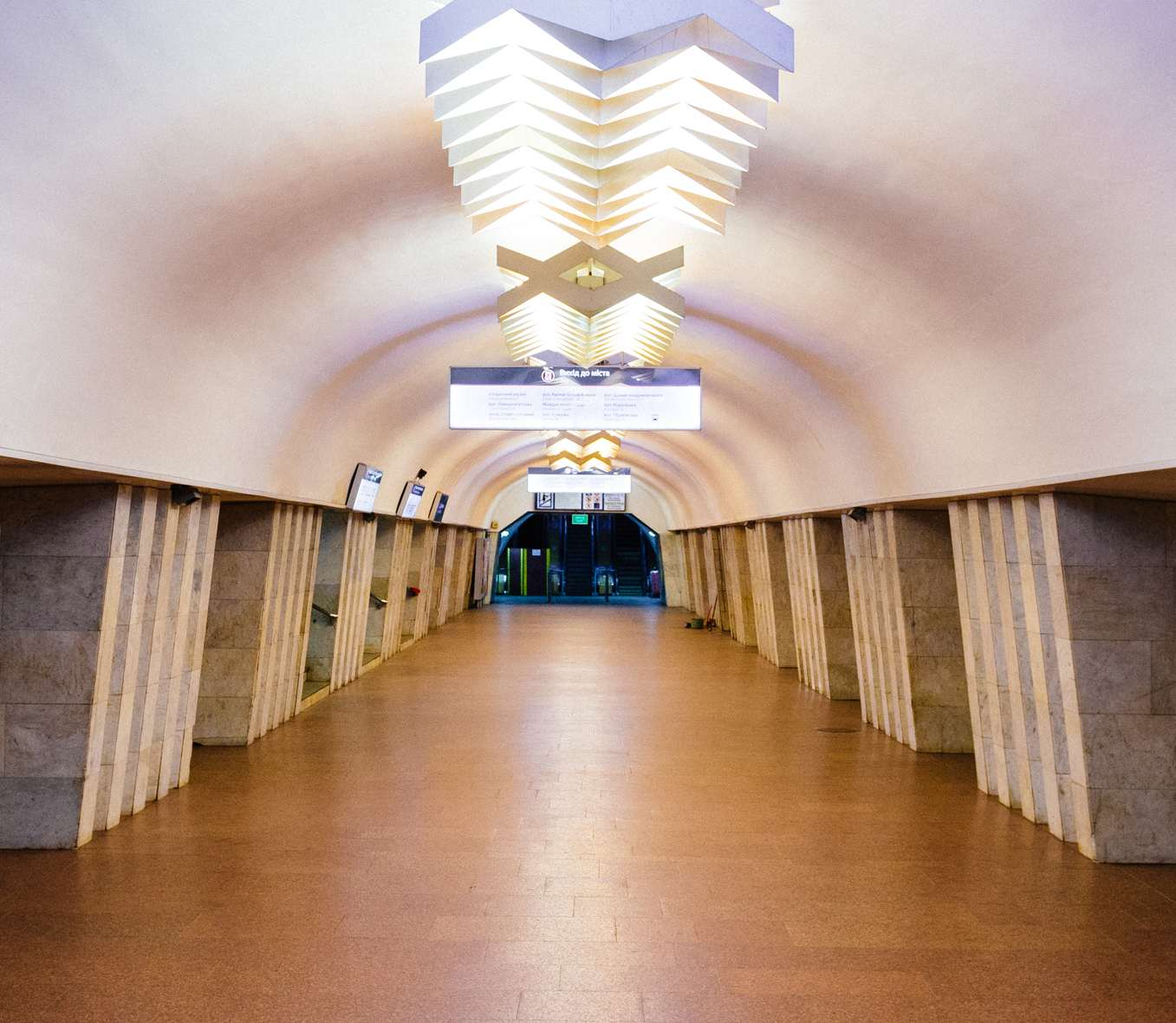
Советская
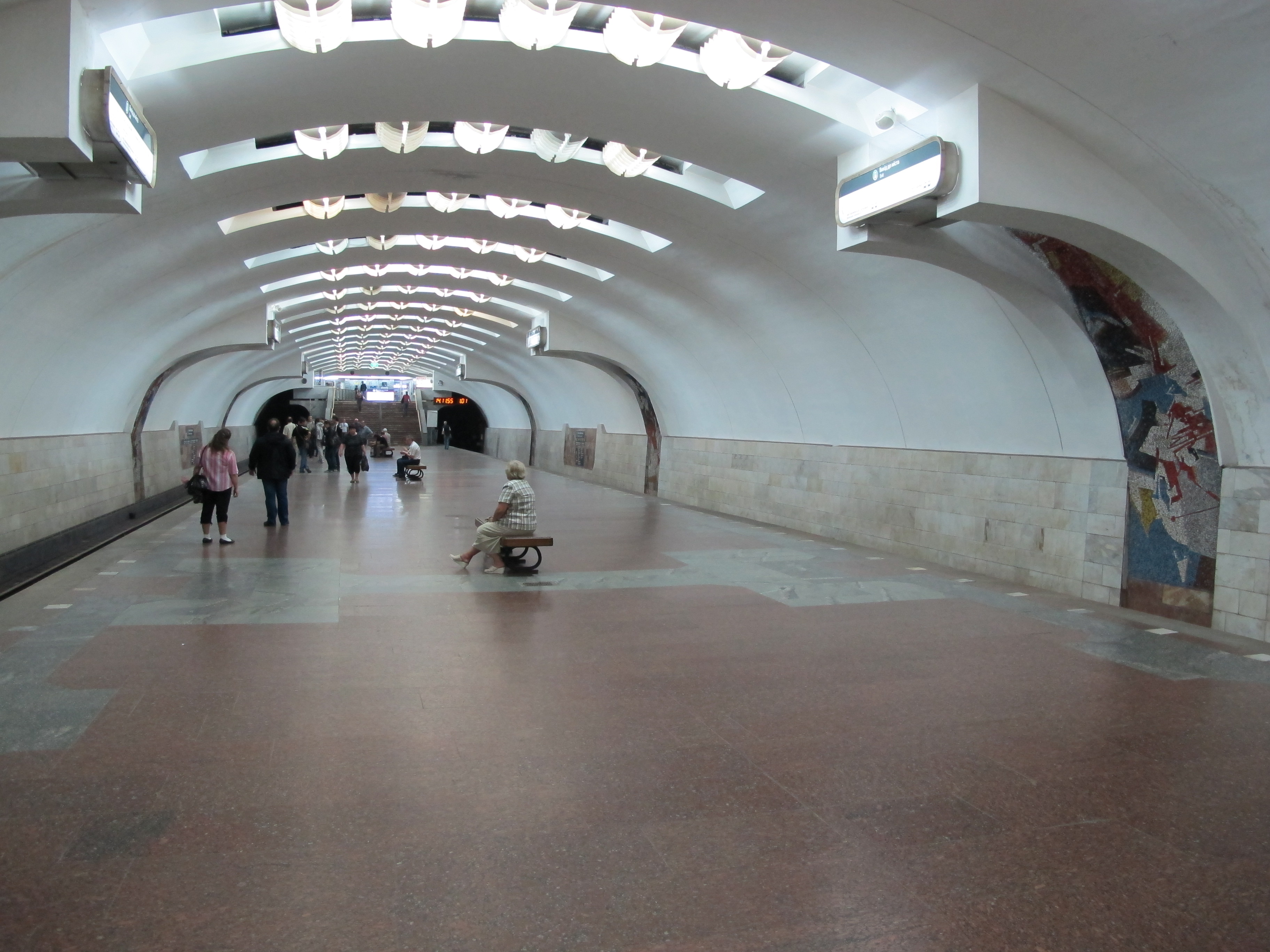
Площадь Восстания
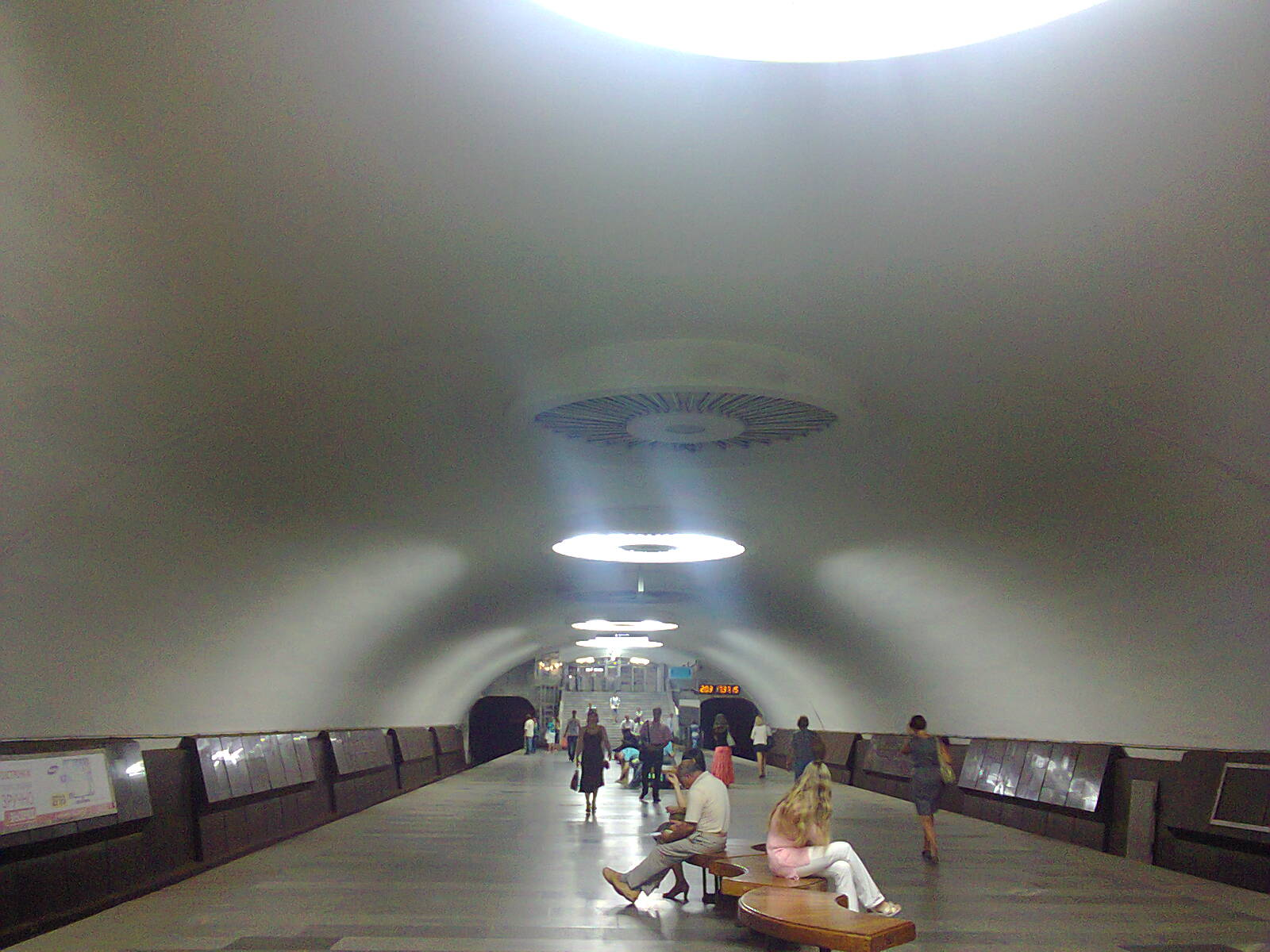
Московский проспект
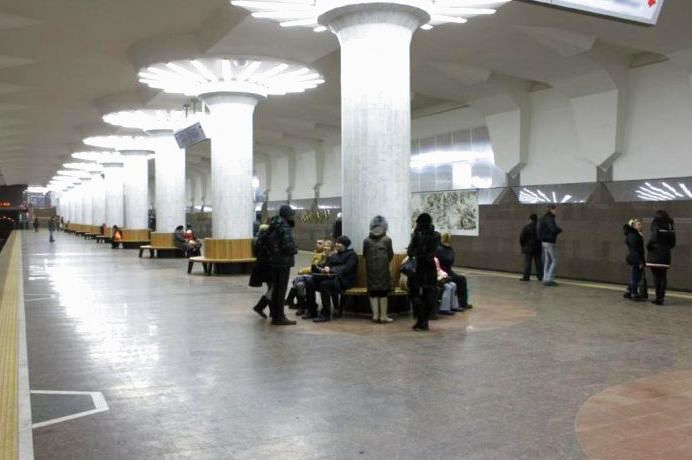
Алексеевская

### Электродепо
Харьковский метрополитен обслуживается двумя электродепо.
| Действующие депо                           | Дата открытия   | Линии    | Пассажирский парк                             |
| ------------------------------------------ | --------------- | -------- | --------------------------------------------- |
| ТЧ-1 «Немышлянское» (ранее — «Московское») | 30 июля 1975    | ХЗЛ и АЛ | Еж3/Ем-508Т, 81-717/714, 81-718/719, 81-710.1 |
| ТЧ-2 «Салтовское»                          | 10 августа 1984 | СЛ       | 81-717/714, 81-7036/7037                      |

С двухтысячных годов ведётся строительство третьего депо «Алексеевское», которое будет обслуживать расширяющуюся линию. Открытие запланировано на 2025 год, перед запуском станций «Державинская» и «Одесская». Впервые на постсоветском пространстве его планируется разместить под землёй, что связано со вторжением России на Украину.

### Метромост
Единственный метромост Харьковского метрополитена, пересекающий реку Харьков, расположен между станциями «Киевская» и «Академика Барабашова» Салтовской линии. Известен также как единственный в мире метромост крытого типа. Сделано так было для удобства машинистов, а также для того, чтобы не нарушать вентиляцию тоннелей метро.

## Перспективы развития

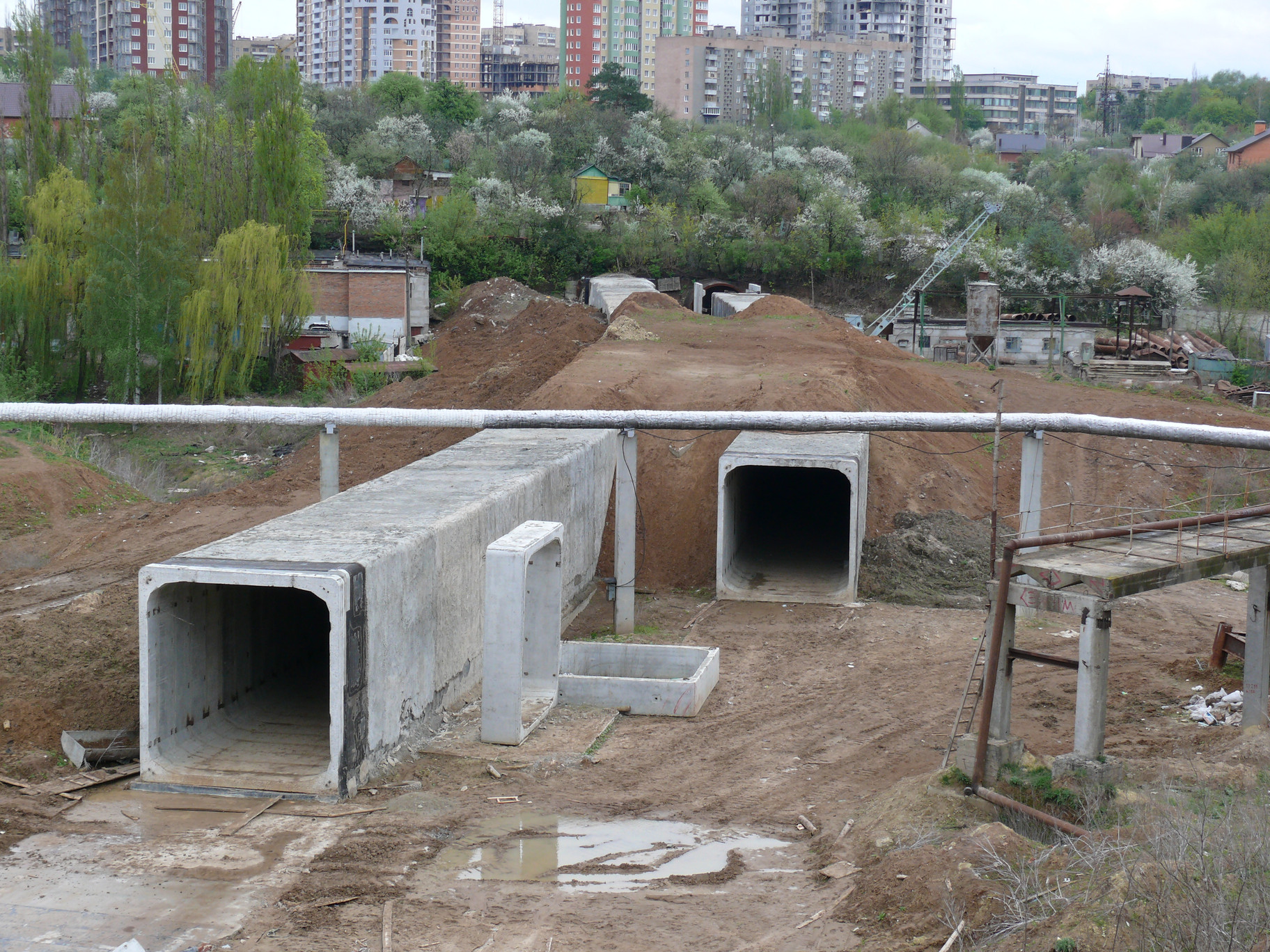
Строительство открытым способом Алексеевской линии метро в Алексеевской балке между действующей станицей «23 августа» и открытой 21.12.2010 года станцией «Алексеевская». Вид с Алексеевки в сторону Павлова Поля. Туннели не соединены. Справа оборванный пешеходный мостик через балку

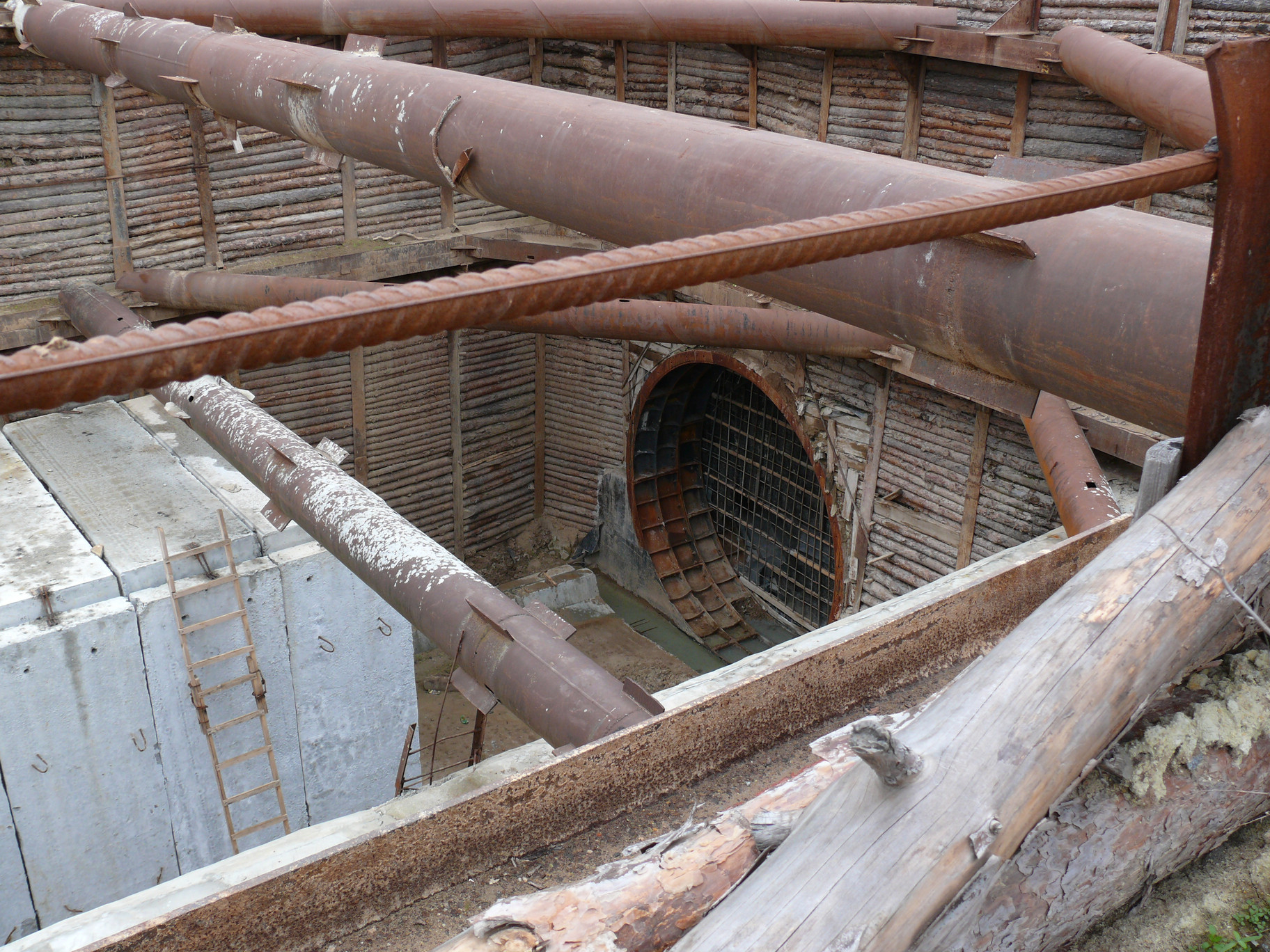
Строительство Алексеевской линии метро в Алексеевской балке. Вид туннеля в сторону Алексеевки

Перспективные станции согласно действующему Генеральному плану города до 2031 года:

### Холодногорско-Заводская линия
в западной части:
- Залютино (укр. Залютине)

в восточной части:
- Восточная (укр. Східна)
- Роганская (укр. Роганська)
- Южная (укр. Південна)

### Салтовская линия
в южной части:
- Площадь Урицкого (укр. Площа Урицького, будет переименована)
- Новобаварская (укр. Новобаварська) (Старое название — Октябрьская (укр. Жовтнева))
- Новожаново (укр. Новожаново)

в северной части:
- Дружбы Народов (укр. Дружби Народів)

### Алексеевская линия
в южной части:
- Державинская (укр. Державінська)
- Одесская (укр. Одеська)

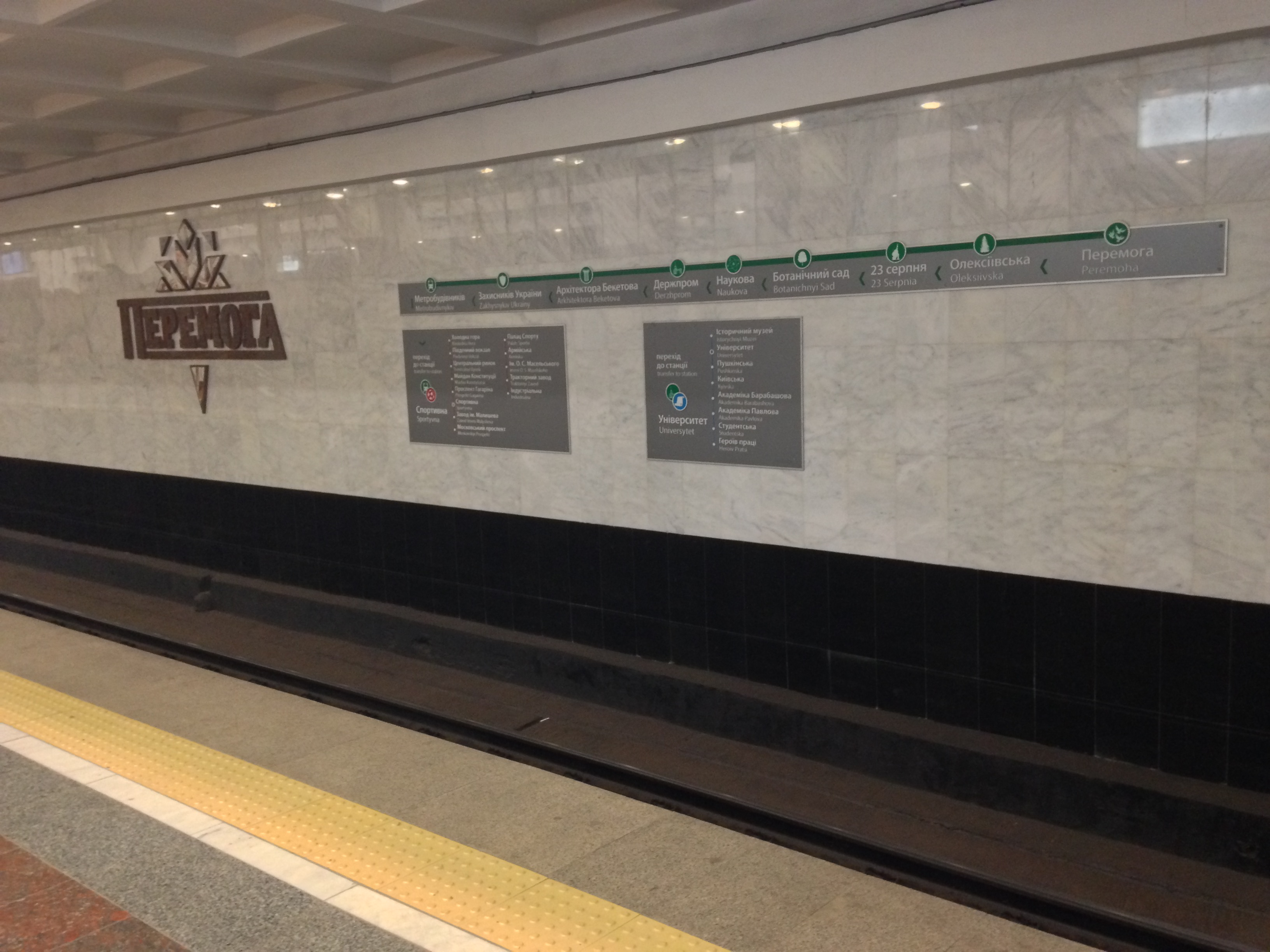
Станция «Перемога» открыта 19 августа 2016 года

Строительство предполагалось начать в 2020 году, теперь в 2022 и построить к 2025 году.

### Кольцевая линия
- Посёлок Жуковского (укр. Селище Жуковського)
- Гидропарк (укр. Гідропарк)
- Караван, также Салтовская (укр. Караван, також Салтівська)
- Салтовская-2 (укр. Салтiвська-2)
- Валентиновская (укр. Валентинівська) (Старое название — Восточная Салтовка (укр. Східна Салтівка))
- Проспект Тракторостроителей (укр. Проспект Тракторобудівників)
- Юбилейная (укр. Ювілейна) (Старое название — Гвардейцев-Широнинцев (укр. Гвардійців-Широнінців)
- Салтовское шоссе, также Улица Владислава Зубенко (укр. Салтівське шоссе, також Вулиця Владислава Зубенко) (Старое название — Улица Тимуровцев (укр. Вулиця Тимурівців))
- 602 микрорайон (укр. 602 мікрорайон)
- Краснодарская (укр. Краснодарська) (Старое название — Проспект Машиностроителей (укр. Проспект Машинобудівників))
- Немышлянская (укр. Немишлянська)
- Имени А. С. Масельского-2 (укр. Імені О. С. Масельского-2)

15 февраля 2011 года было сообщено департаментом горсовета о планировании сооружения кольцевой линии метро, «если есть три линии, то нужна кольцевая линия как в других городах, чем мы хуже?». Первая очередь, так называемой «Кольцевой» линии, предположительно должна соединить между собой густонаселённые районы Салтовского жилмассива и продлиться в индустриальную зону, подобно части трамвайного маршрута № 26. Планируемые станции: Героев труда-2 (пересадочная с Салтовской линией), Тракторостроителей, Восточная Салтовка, 602 микрорайон, Индустриальная — 2 (пересадочная с Холодногорско-Заводской линией). Об этом же говорится в проекте распоряжения Кабинета министров «Об одобрении концепции программы строительства и развития сети метрополитенов на 2011—2020 годы». В репортаже одного из харьковских телевизионных каналов из уст М. Д. Пилипчука прозвучало допущение, что «кольцевая» линия продолжится до пересадочной станции с недавно открытой «Алексеевской».

### Наиболее перспективное направление
На данный момент[когда?] наиболее перспективным направлением развития метрополитена считается направление вдоль проспекта Гагарина. В первую очередь планируется построить станции «Державинская» и «Одесская», а в отдалённой перспективе «Каштановую» — промежуточную между «Державинской» и «Одесской».
Ожидается, что продление Алексеевской ветки в район улицы Одесской обеспечит увеличение суточного пассажиропотока на 160 000 человек. К строительству этого участка планируется приступить в 2021 году (после завершения экспертизы проекта и прохождения процедур, необходимых для открытия кредитования со стороны ЕБРР и ЕИБ), а открыть в 2025 году.

## Оплата проезда

### История способов оплаты
За годы существования Харьковского метрополитена способы оплаты проезда менялись несколько раз. Изначально оплата проезда осуществлялась (как и во всех остальных метрополитенах СССР) монетами, номиналом 5 копеек. Затем, по мере удорожания: монетами достоинством 15 копеек, бумажными талонами, пластиковыми жетонами различных цветов (красного, оранжевого, зелёного, синего) и разной степени прозрачности (прозрачные и непрозрачные), бумажными билетами с магнитной полосой, отрезными пластиковыми картами, контактными смарт-картами, бесконтактными, а также банковскими картами.

### Текущие способы оплаты
Проезд в метро стоит 8 грн. Его можно оплатить:
- картой E-ticket;
- Картой харьковчанина;
- разовым бумажным билетом со штрих-кодом;
- бесконтактной банковской картой (а также смартфоном или другим устройством с поддержкой NFC) на турникетах синего цвета;

### Единая транспортная карта (E-ticket)

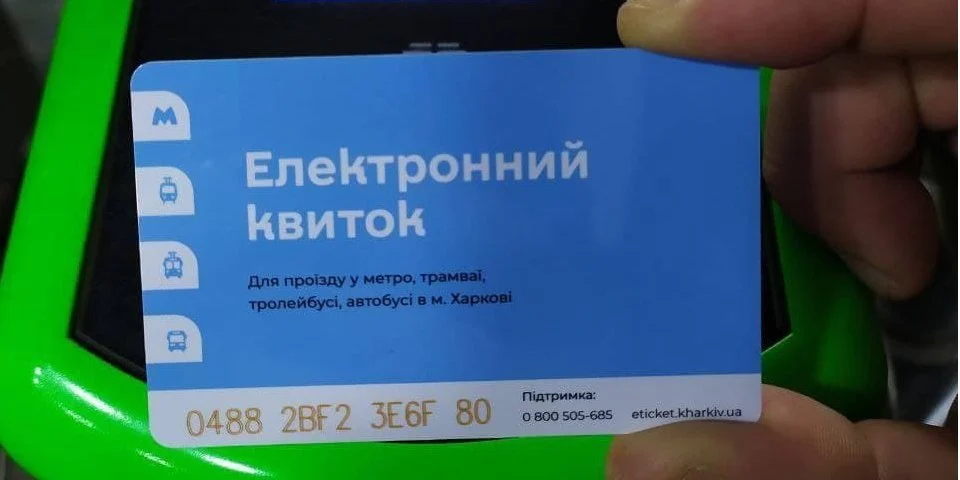

В конце 2017 года в Харькове был введён единый электронный билет E-ticket. Планировалось его введение в метрополитене с 1 января 2018 года, но ввод карты в метро постоянно откладывался. В результате первый валидатор для транспортной карты заработал 1 марта 2019 года. Стоимость карты — 36 гривен, приобрести её можно в аппаратах на остановках общественного транспорта и в вестибюлях метрополитена, которые принимают только наличные. Сейчас система E-ticket работает на всех станциях метрополитена. Картой E-ticket также можно оплатить проезд в городском наземном электротранспорте и муниципальных маршрутных автобусах (красного цвета).

### Бумажный билет со штрих-кодом

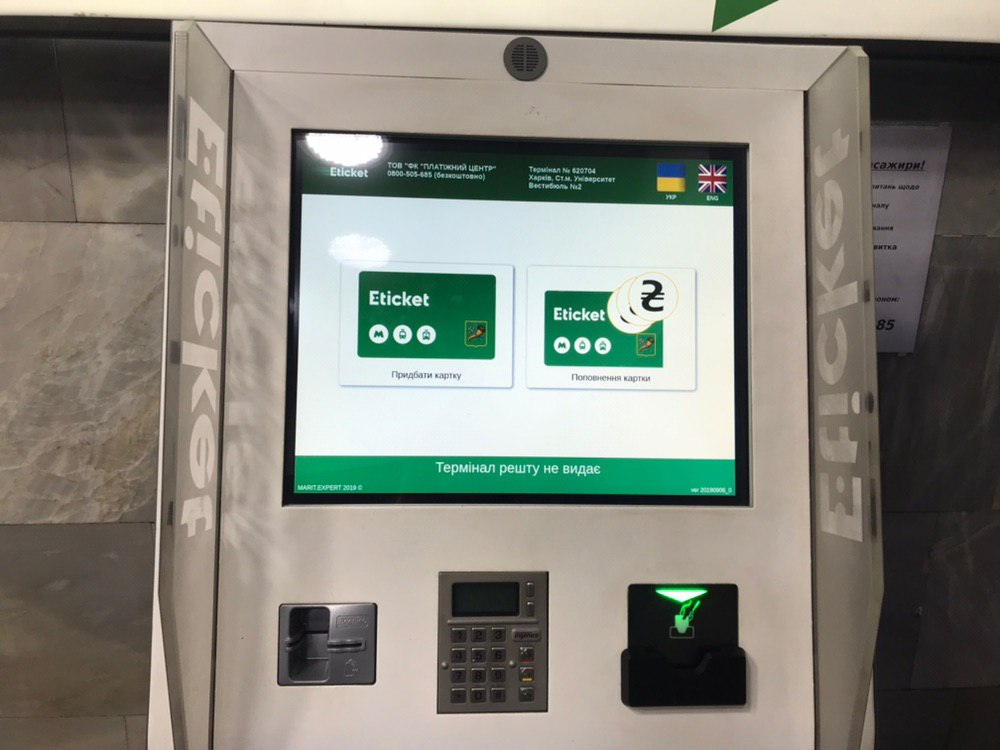

С апреля 2012 года основным средством оплаты проезда становится действующий в течение дня бумажный билет со штрих-кодом. Билеты продаются специальными автоматами, которые принимают только наличные, банкнотами 4 денежных номиналов (до 10-ти гривен включительно), а также 50-тикопеечными, 1-,2-,5- и 10-гривневыми монетами. Размен на станциях не предусмотрен.

### Терминалы экспресс-оплаты
Установлены терминалы экспресс-оплаты для пополнения счёта на проездных картах (также с помощью данных терминалов можно пополнить счёт мобильного телефона или оплатить коммунальные платежи). Сами проездные карты продаются специальными автоматами на некоторых станциях. Стоимость карты составляет 20 грн (из них 18 грн. — стоимость карты-носителя, 2 грн — зачисляются на счёт карты).

### Бесконтактная льготная карта
С октября 2009 года льготная категория пассажиров получила возможность оформить бесконтактную льготную карту для прохода через любой турникет на станции, что снижает нагрузку на служебный проход. По правилам использования эту социальную карту запрещено передавать третьим лицам.

### Отмена и изъятие жетонов

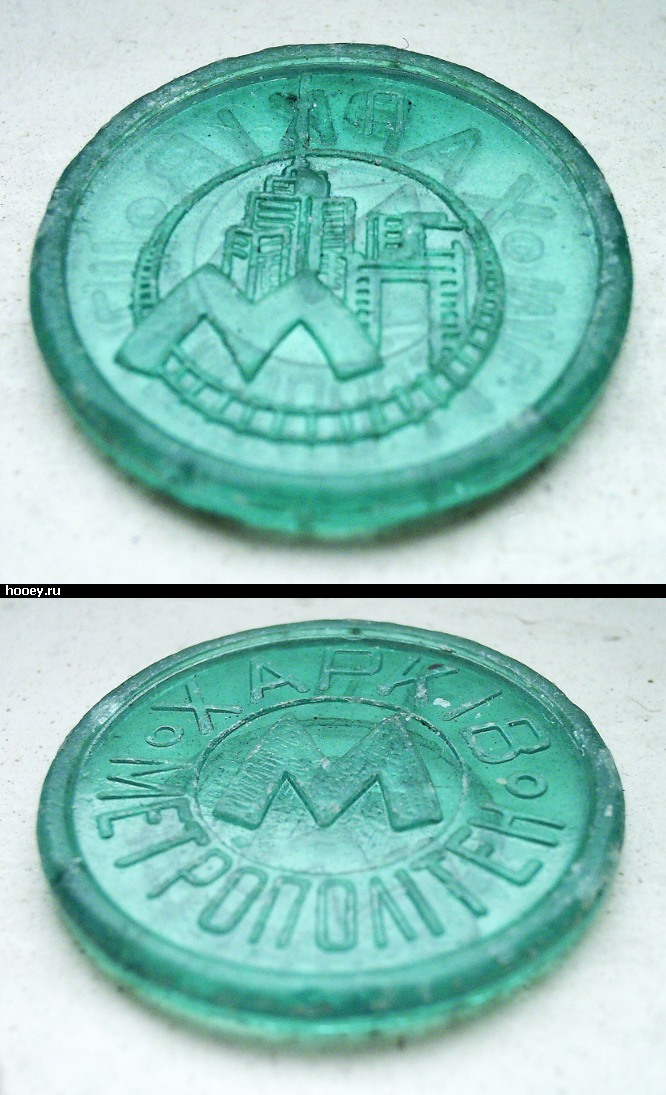
Жетоны Харьковского метрополитена, которые действовали до 2012 года

С конца 2009 года руководство Харьковского метрополитена установило на станциях автоматы по продаже жетонов и отказалось от кассового метода продажи жетонов пассажирам (все кассиры, работавшие в кассах, были уволены в связи с сокращением штатов). Изначально для приобретения жетонов использовалось 6 денежных номиналов — до 20-ти гривен включительно. Размен национальной валюты на станциях не предусмотрен.
26 октября 2011 года исполкомом горсовета Харькова было принято решение об отмене жетонов в метро в двухмесячный срок. Жетоны запланировано заменить на бумажные билеты со штрих-кодами, установив новые автоматы для продажи бумажных билетов и постепенно изымая жетоны у населения.
Изначально жетоны собирались изъять из обращения 1 сентября 2012 года. Однако, учитывая многочисленные обращения граждан, этот срок был перенесён на 1 октября 2012 года, а затем на 10 октября. 1 октября начали окончательно демонтировать оборудование, принимающее жетоны. Демонтаж должен занять 10—15 дней. Таким образом, харьковский метрополитен стал четвёртым на постсоветском пространстве (после московского, тбилисского и бакинского), отказавшимся от жетонной оплаты проезда.

### История стоимости проезда
- С 23 августа 1975 года по 1 апреля 1991 года — 5 коп[74];
- Со 2 апреля 1991 года по 1 января 1992 года — 15 коп[74];
- Со 2 января по 1 марта 1992 года — 30 коп[74];
- С 1 марта по 26 апреля 1992 года — бумажные талоны за 30 коп[74];
- С 27 апреля по 31 мая 1992 года — бумажные талоны за 50 коп[74];
- С 1 июня 1992 года по 25 декабря 1992 года — 50 коп[74];
- С 26 декабря 1992 года по 4 июня 1993 года — 5 крб[74];
- С 5 июня по 9 сентября 1993 года — 15 крб[74];
- С 10 сентября по 5 декабря 1993 года — 30 крб[74];
- С 6 декабря 1993 года по 31 августа 1994 года — 150 крб[74];
- С 1 сентября по 9 ноября 1994 года — 200 крб[74];
- С 10 ноября 1994 года по 31 января 1995 года — 1500 крб[74];
- С 1 февраля по 31 августа 1995 года — 5000 крб[74];
- С 1 сентября 1995 года по 28 января 1996 года — 10 000 крб[74];
- С 29 января по 1 сентября 1996 года — 20 000 крб[74];
- Со 2 сентября по 7 октября 1996 года — 20 коп[74];
- С 8 октября 1996 года до 7 июня 2000 года — 30 коп[74];
- С 8 июня 2000 года по 18 октября 2006 года — 50 коп[74];
- С 19 октября 2006 года по 13 февраля 2009 года — 75 коп[74];
- С 14 февраля 2009 года по 11 марта 2011 года — 1 грн 50 коп[75];
- С 12 марта 2011 года по 22 мая 2012 года — 2 гривны[76];
- С 23 мая 2012 года по 22 марта 2017 года — 3 грн[77];
- С 23 марта 2017 года по 28 марта 2018 года — 4 грн[78];
- С 29 марта 2018 года по 6 февраля 2019 года — 5 грн;
- С 7 февраля 2019 года — 8 грн[79].
- с 24 февраля 2022 года — 0 грн.

## Указатели и объявления

### Языки указателей

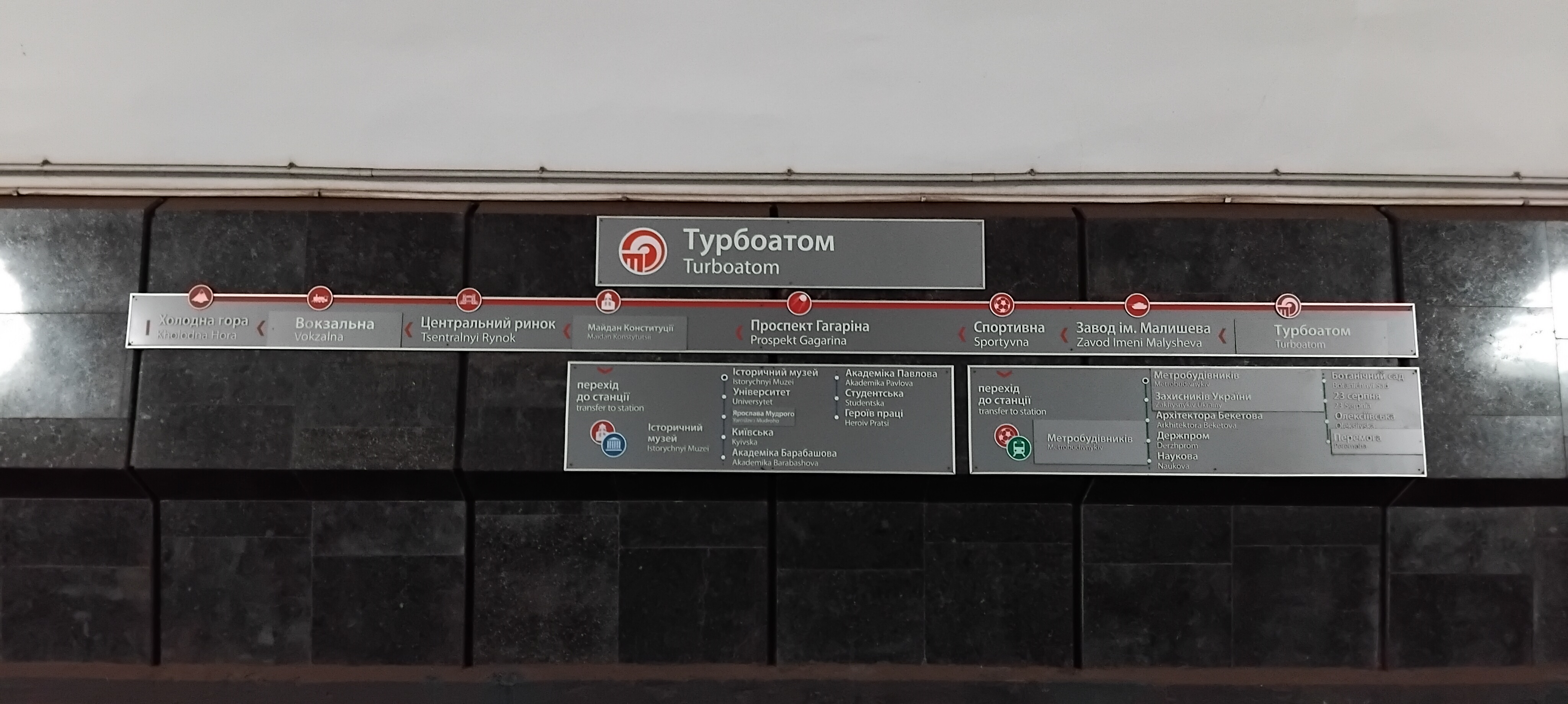
Указатель на станции Турбоатом. 2025 год

Названия станций на путевых стенах и указатели на Холодногорско-Заводской линии (1975—1978) которая называлась Свердловско-Заводской первоначально были на украинском языке. На Салтовской линии (1984—1986) названия станций были сделаны русскоязычными, после чего во второй половине 1980-х годов постепенно были русифицированы все названия и на Свердловско-Заводской линии (кроме станции «Спортивная»). Название переименованной станции Салтовской линии «Дзержинская» → «Университет» в августе 1991 года на входе и путевой стене было выполнено уже по-украински, впоследствии, до 1997 года, украинизированы или реукраинизированы все станции (кроме художественно выполненных названий станций «Ярослава Мудрого» и «Киевская»). Тексты на станциях всех пусковых участков Алексеевской линии (1995—2016) также украинские.

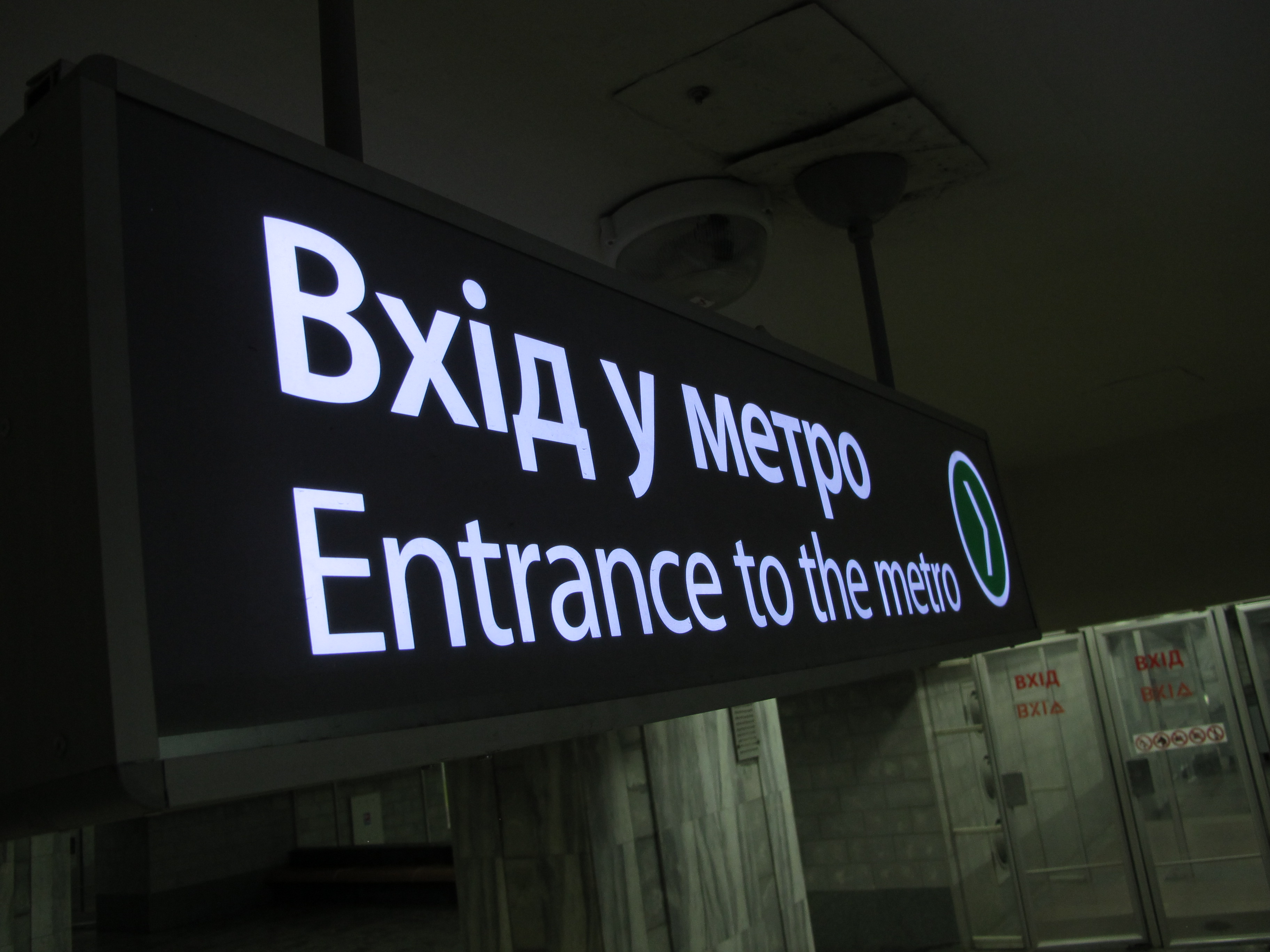

В конце 2011 года в Харьковском метрополитене решили заменить указатели к чемпионату Европы по футболу 2012 на более современные. Необходимость замены указателей обусловлена требованием УЕФА к Харькову как к одному из городов, принимающих чемпионат Европы по футболу 2012. Новые указатели содержат дублирование на латинице и вместо люминесцентных ламп используют светодиоды. 

### Языки объявлений
Сначала станции объявляли только на русском языке. C 1987 года (вскоре после русификации табличек на Холодногорско-Заводской линии) внедрили объявления на двух языках: текущее название по-русски, а объявление о закрытии дверей и название следующей станции — по-украински. В годы независимости Украины перешли к объявлениям только на украинском языке (с 1993 года). В 2012 году во время проведения чемпионата Европы по футболу 2012 станции объявляли на украинском и английском языках.

## Мобильная связь
На всех станциях и во всех туннелях Харьковского метрополитена принимает сотовый оператор «Vodafone Украина» и «Киевстар». Также в зоне крытого метромоста между станциями «Киевская» и «Академика Барабашова» есть покрытие у всех сотовых операторов Украины. Сотовый оператор «Vodafone Украина» в мае 2015 года запустил покрытие 3G на всех станциях и тоннелях. В октябре 2018 года компания Vodafone Украина, запустила сеть LTE 1800 (20Мгц) на всех станциях метрополитена.
Теперь в харьковском метрополитене работают такие сети: Kyivstar GSM-900; Vodafone UMTS-2100, LTE-1800, GSM-900. DCS-1800 остаётся под вопросом.

## Исторические факты

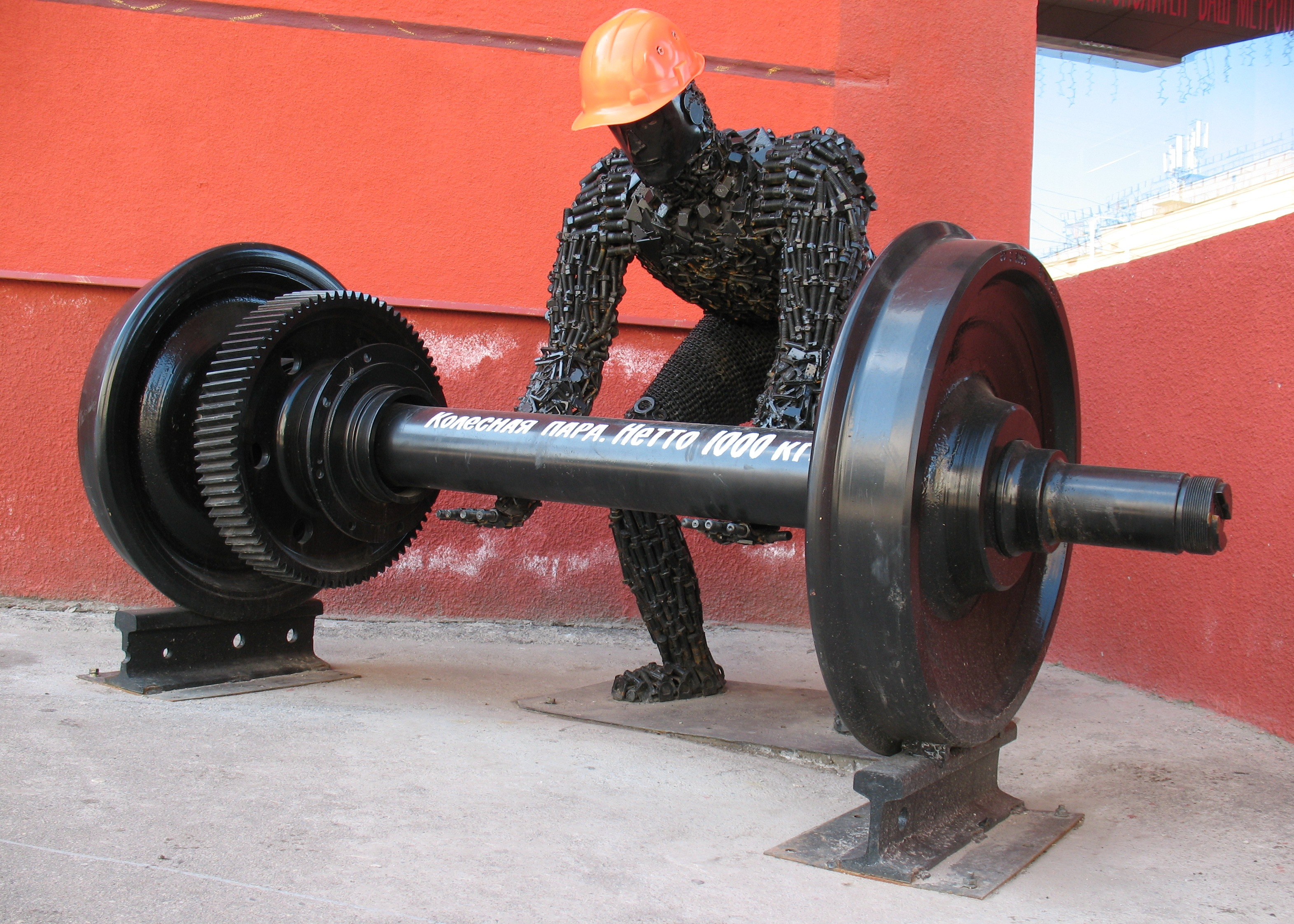
Памятник работникам метрополитена

- В пасхальную ночь с 19 на 20 апреля 2009 года (с 00:30 до 02:00) на платформе станции «Университет» состоялся концерт академического симфонического оркестра Харьковской областной филармонии под руководством дирижёра Юрия Янко[85]. Концерт собрал около 5000 слушателей. С обеих сторон платформы во время концерта для безопасности зрителей стояли поезда метро. Когда концерт окончился, эти два поезда развезли слушателей в разных направлениях.
- В начале августа 2009 года в вестибюле станции «Университет» к 34-летию окончания её строительства был открыт памятник метростроевцу, сразу прозванный «железным дровосеком»[86]. Памятник представляет собой сделанного из обрезков металла и рессор пронзённого рельсом постконструктивистского «рабочего» в оранжевой строительной каске. По мнению тогдашнего директора метрополитена Сергея Мусеева, скульптура «символизирует тяжкий труд метрополитеновцев, которые годами трудятся под землёй»[86]. По мнению пассажиров, этим персонажем «только детей пугать»[86]. 3 февраля 2010 памятник был перенесён к зданию управления метрополитеном.
- Харьковский метрополитен вместе с ансамблем эстрадной музыки «Ретро» Харьковской областной филармонии подготовили для харьковчан и гостей города серию концертов с музыкой военных лет, посвящённых Великой Победе, на станциях метрополитена: Исторический музей, Университет, Индустриальная, Холодная Гора, 23 Августа, Салтовская, Вокзальная, Армейская, Студенческая.
- Станция «Победа» — рекордсмен СНГ по долгострою. Разработка стройплощадки началась в 1984 году, а открытие станции состоялось только лишь в 2016 году — спустя 32 года после начала строительства.
- Весной 2012 года, в рамках подготовки города к чемпионату Европы по футболу, при объявлении станций в вагонах, а также объявлений на станциях, впервые прозвучал английский вариант записи. Также были заменены информационные и навигационные таблички на новые с английскими и украинскими названиями станций и улиц.
- В июле 2012 харьковское метро признано лучшим предприятием Украины 2012 года[87].

### Книги
- Харьковский метрополитен / Под ред. А. В. Ефименко. — Харьков: Прапор, 1975. — 96 с. — 41 000 экз.
- Воскресенский Г. М. Харьковский метрополитен. — Харьков: Прапор, 1980. — 64 с. — 100 000 экз.
- Любарский Р. Э., Мозолевский В. И., Спивачук В. А., Юрченко М. И. Харьковский метрополитен. — 2-е издание, переработанное и дополненное. — Киев: Будивэльник, 1981.
- Iсаєв Л. О. В кiнцi тунелю — свiтло / Лiт. запис О. В. Ковалевського. — Харків: Прапор, 2000. — 288 с. — 20 000 экз. — ISBN 5-7766-0788-4.
- Гулаков П. З. Дорога длиной двадцать пять лет: Исторические очерки. — Харьков: Слобожанщина, 2000. — 176 с.
- Яницький Б. А. Так будували метро. — Харків: Центр освітніх ініціатив, 2006. — 216 с. — ISBN 966-7973-15-8.

### Статьи
- Любарский Р. Э. Два варианта строительства метро в Харькове // Метрострой. — 1966. — № 8.

#### Линии и станции
- Пилипчук М. Д. Харьковскому метрополитену 30 лет // Метро и тоннели. — 2005. — № 4. — С. 30—33. — ISSN 1726-6165.

- Карамшук М. Ф. Харьковский метрополитен // Метро и тоннели. — 2012. — № 2. — С. 26—27. — ISSN 1726-6165.

#### Устройства
- Бойник А. Б., Половец С. Э. Промышленное телевидение Харьковского метрополитена // Залiзничний транспорт України. — 2002. — № 1. — С. 37—41.

#### Оплата
- Гамбарян Г. Р. Абонементные люминофорные карты Харьковского метрополитена // Петербургский коллекционер. — СПб., 13 ноября 2006. — № 5 (40). — С. 45.

- Гамбарян Г. Р. Необычные пластиковые жетоны метро: история, технология, вопросы и ответы // Петербургский коллекционер. — СПб., 15 сентября 2008. — № 4 (49). — С. 20—21.